# المسيحية في الهند
المسيحية هي ثالث أكبر ديانة في الهند، بعد الهندوسية والإسلام. الديانات الإبراهيمة عموماً ظهرت قبل 2500 سنة، مع ظهور اليهودية. تلتها المسيحية قبل حوالي 2000 عام؛ حيث جاءت المسيحية إلى الهند في وقت مبكر قبل قرون من وصلها إلى أوروبا. وتشير التقاليد المسيحية أنّ برثولماوس وتوما الرسول قاما بالتبشير بالمسيحية في السواحل الهنديَّة. كان انتشار المسيحية في الهند عن طريقين، عن طريق توما الرسول 52م وعن طريق الحملات التبشيريَّة الغربيَّة بين عام 1500 إلى عام 1975، والتي بدأت مع الاكتشافات الأوروبية للمنطقة من خلال فاسكو دا غاما الذي قام باكتشاف طريق رأس الرجاء الصالح، مما سبب تغييراً كبيراً على تاريخ آسيا وأوروبا.
أقدم الجماعات المسيحية في الهند هي مسيحيو مار توما، حيث حافظ مسيحيي مار توما في كيرالا على ثقافة مسيحية منفردة وانتموا إلى الطبقة العليا في المجتمع الهندي، فاحتفظوا بثقافتهم الهندية بجانب ديانتهم المسيحية المتأثرة بشدة بالتقاليد السريانيَّة. وهناك إجماع علمي عام على أن المجتمعات المسيحية كانت راسخة في الهند بحلول القرن السادس الميلادي، بما في ذلك بعض المجتمعات التي استخدمت الطقوس السريانية. ويعود الحضور الكاثوليكي في الهند إلى القرن السادس عشر مع وصول المبشرون اليسوعيُّون، ونشأت لاحقاً معظم المداُرس والمستشفيات ومراكز الرعاية الأولية المسيحية من خلال البعثات الرومانية الكاثوليكية، وتطورت جماعات هنديَّة كاثوليكيَّة متفردَّة منها كاثوليك مانغلور وكاثوليك غوان والتي طورّت ثقافة كاثوليكية غوانية ومانغلوريّة متميزة فيها عناصر هندية برجوازية وعناصر كاثوليكية برتغالية. وصلت أوائل البعثات البروتستانتية والأنجليكانيَّة إلى الهند خلال الإستعمار البريطاني على الهند، وأصبح إنشاء المدارس والمستشفيات من قبل المبشرين المسيحيين البريطانيين «سمة محورية للعمل التبشيري والمسارات الرئيسية للتحويل الديني»، وتمت ترجمة الكتاب المقدس إلى لغات الهند المختلفة. وعمل المبشرون البروتستانت في الهند على زيادة معرفة القراءة والكتابة، وشاركوا في النشاط الاجتماعي، مثل مكافحة الدعارة، ومناصرة حق النساء الأرامل في الزواج مرة أخرى، ومحاولة إيقاف الزواج المبكر للنساء.
وفقاً لتعداد السكان في عام 2011 يوجد في الهند أكثر من 27.8 مليون هندي مسيحي، والذين يشكلون 2.3% من سكان الدولة. يوجد ثلاث مناطق تتركز فيها الكثافة المسيحية في جنوب الهند وكونكان وأديفاسي في شرق ووسط وشمال شرق الهند. وتضم ثلاثة ولايات هنديَّة على أغلبيّة مسيحية وهي كل من ناجالاند وميزورام وميغالايا، كما وتضم كل من ولاية مانيبور وأروناجل برديش وكيرلا وغوا على نسب ملحوظة للمسيحين. وتضم مدينة كوتشي في كيرالا على واحدة من أضخم التجمعات المسيحية في الهند. ويعتبر المسيحيين أكثر المجتمعات الدينية تقدمًا في الهند إلى جانب البارسيين والجانيين. حيث أن لدى المسيحيين في الهند ثاني أعلى دخل سنوي كما أنهم واحدة من أكثر المجتمعات الدينية في الهند تعليمًا. إذ بلغت نسبة محو الأمية بين المسيحيين الهنود 90.8%، بالمقارنة مع 88.3% بين الجانيين، و78.89% بين المسلمين و74.36% بين الهندوس. كما أنّ نسبة الأشخاص ذوي المستوى التعليمي الثانوي وما فوق هو الأعلى لدى المسيحيين الهنود.
يظهر تأثير المسيحيين من سكان المناطق الحضرية جليًا في الاقتصاد فالقيم المسيحية المتأثرة من التقاليد الأوروربية تعتبر ميزة ايجابية في بيئة الأعمال والتجارة في الهند الحضرية؛ يعطى هذا كتفسير للعدد الكبير من المهنيين المسيحيين في قطاع الشركات في الهند. وتملك الكنائس الهندية العديد من المؤسسات التي تقدم خدمات للمجتمع الهندي وتشمل مدارس، مستشفيات، جامعات، كليّات، دور أيتام ومشرّدين. للمسيحية في الهند ارث عريق ولا يزال في كافة المجالات خاصًة في التعليم والرعاية الصحية.
يتعرض المجتمع المسيحي الهندي إلى أعمال عنف ذات دوافع دينية، ونظرت منظمة هيومن رايتس ووتش إلى أعمال العنف ضد المسيحيين الهنود باعتبارها تكتيكاً يُستخدم لتحقيق الأهداف السياسية. وتشمل أعمال العنف إحراق الكنائس والتحويل القسريّ إلى الهندوسية والتهديدات بالعنف البدني والاعتداءات الجنسية وقتل رجال الدين المسيحيين وتدمير المدارس والكليات والمقابر المسيحية. وصنفت اللجنة الأمريكية للحرية الدينية الدولية عام 2017 شدة الاضطهاد الهند في «المستوى 2» إلى جانب العراق وأفغانستان. وعلى مدار السنوات السبع الماضية، ارتفعت الهند إلى المرتبة العاشرة في قائمة الدول الأكثر اضطهاداً للمسيحيين بحسب قائمة منظمة الأبواب المفتوحة، لتحتل في المرتبة خلف إيران في شدة اضطهاد المسيحيين.

## تاريخ المسيحية في شبه الجزيرة الهندية

### العصور المبكرة

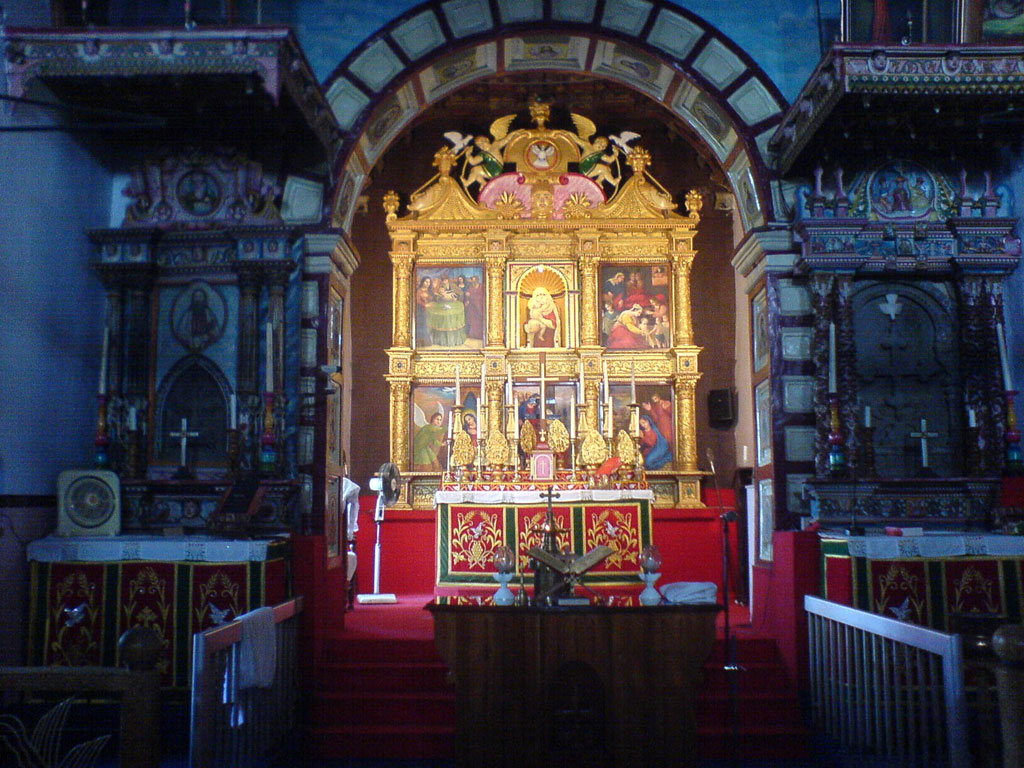
مذبح كنيسة القديس توما للسريان الملبار الكاثوليك بمالاياتور بكيرالا.

بحسب التقليد السرياني في الهند فإن المسيحية وصلت هناك عن طريق نشاط توما، أحد تلامذة المسيح الإثنا عشر، حيث قام بناء سبع كنائس خلال فترة تواجده هناك. غير أن أقدم ذكر لهذا التقليد يعود إلى القرن السادس عشر. وبحسب كتاب أعمال توما الذي كتب بالرها بأوائل القرن الثالث فقد ذهب توما إلى منطقة نفوذ الملك الفارثي جندفارس الواقعة في باكستان حاليًا. بينما يصف عدة كتاب ومؤرخون مسيحيون توما الرسول برسول الهنود. وهو السبب الذي سمي به مسيحيو جنوب غرب الهند بمسيحيي القديس توما. ذكر عدة رحالة في العصور الوسطى تواجد قبر توما الرسول بالقرب من مدينة قويلون (كولام حاليًا) والذي أضحى مركز حج في المنطقة. ومن الملاحظ أن عدة رحالة ذكروا كذلك وجود أماكن أخرى مرتبطة بتوما الرسول في سومطرة وهو ما يرى على أنه دليل على نشاط لكنيسة المشرق في تلك الأنحاء. ويفسر المؤرخون كون الهند جزءًا من كرسي قطيسفون البطريركي دليلاً قويًا على عدم صحة تقليد تبشير الرسول توما بها.
وبحسب رواية حكيت للمستكشفين البرتغال للهند، فقد وصلت المسيحية إلى كيرالا بجنوب غرب الهند حين استقر بها تاجر من الرها يدعى توما القاني برفقة عدد من العوائل السريانية واليهودية. كما انتشرت قصص أخرى لاحقا تعزو انتشار المسيحية إلى كاهنين من أرمينيا. غير أن هذه الروايات تبقى قصص شعبية لا تحضى بموثوقية تذكر.
تذكر المخطوطة السعرتية أن أول نشاط مسيحي بالهند يعود إلى أواخر القرن الثالث حين بشر بها الأسقف داود البصري. وقام بطريرك كنيسة المشرق بتعيين يوسف الرهاوي أسقفا على الهند سنة 354. كما تذكر نفس المخطوطة قيام بطاركة قطيسفون وأساقفة ريوأردشير بإرسال أعمالهم وترجمات سريانية لكتب لاهوتية يونانية إلى جنوب الهند وسريلانكا خلال القرن الخامس. ويعود أول ذكر غير كنسي لكنيسة المشرق في الهند إلى الرحلة البيزنطي كوزماس أنديكوبلويستس الذي وصل الهند بين عام 547 وعام 550 فذكر التقائه بمسيحيين في سواحل ملابار ومومباي بالهند.
بدى البطريرك سبريشوع (596-604) اهتماماً خاصاً بالهند كما قام يشوعيهب الثاني (628-646) بإرسال أساقفة عدة. ويبدو أن السلطة البطريركية لكنيسة المشرق على كيرالا ترسخت بشكل نهائي في عهد يشوعيهب الثالث سنة 650. ويلاحظ في مراسلات يشوعيهب الثالث مع سمعان الريوأردشيري أن سلطة الكنيسة أمتدت حتى مالقا بماليزيا حاليًا. كما تحولت الهند إلى مطرانية بين حوالي عام 650 وعام 860. ومرة أخرى مجددًا لفترة وجيزة في عهد يهبلاها الثالث (1281-1317). وحاول مسيحيو القديس توما التمرد على سلطة كرسي قطيسفون في عهد البطريرك طيموثاوس الأول، فرد بدوره بوضع قيود إضافية على انتخاب مطارنتهم.
من الآثار القليلة المتبقية التي تشهد على التواجد التجاري لمسيحيين سريان مشارقة في الهند مجموعة من الصفائح النحاسية المسكوكة من قبل ملك هندي محلي يهب خلالها تاجر مسيحي يدعى سبريشوع قطعة أرض ليبني عليها قرية وكنيسة. وتذكر صفيحة أخرى إرشادات بالسماح للمسيحيين بركوب الفيلة وهو ما كان محصورًا بالطبقة العليا في المجتمع الهندي. بينما تحوي الثالثة على اتفاق بوضع نقابة تجار يهود تحت حماية نقابة للمسيحيين وتحوي تواقيع الشهود باللغات العربية والفهلوية والعبرية. وقد انتمى مسيحيي القديس توما إلى الطبقة العليا في المجتمع الهندي، فاحتفظوا بثقافتهم الهندية بجانب ديانتهم المسيحية المتأثرة بشدة بالتقاليد المسيحية السريانية، فاستمرت المسيحية بها بعد اختفائها في معظم أنحاء آسيا.

### العصور الوسطى

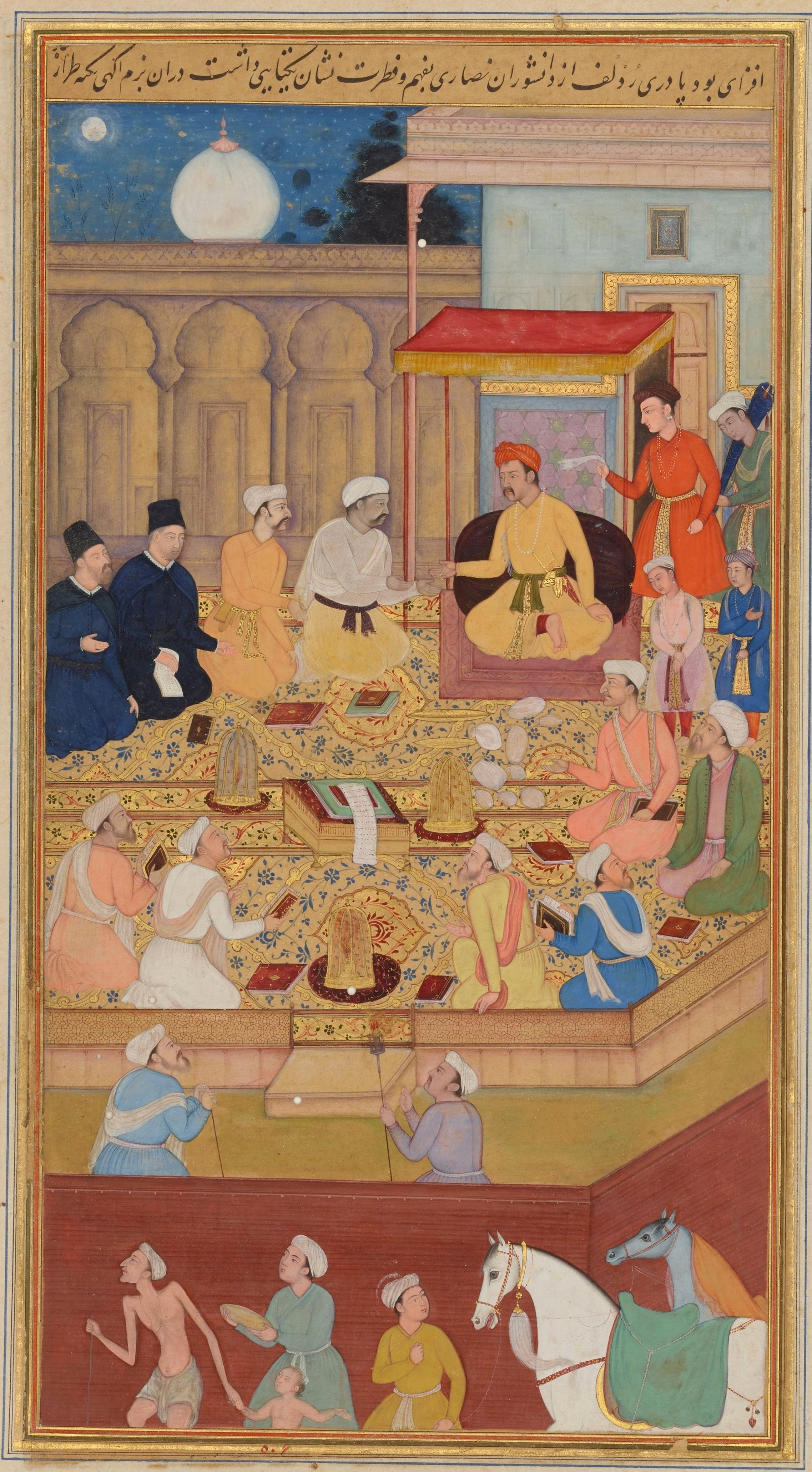
السلطان أكبر في الـ«عبادت خانه»، ويظهر في الصورة مبشرين يسوعيين.

كان عدد المسيحيين في الهند خِلال عهد أكبر يصلُ إلى حوالي مائة وخمسين ألفًا من النساطرة الذين اعتنقوا هذا المذهب على يد كهنةٍ سُريان، وتوزَّعوا في المُدن والقُرى المُتناثرة على سواحل الملبار بِخاصَّة، وشكَّلوا طبقةً خاصَّةً مُنعزلةً انطوت على نفسها بِهدف المُحافظة على بقائهم وسط مُحيطٍ بشريٍّ مُوزَّع بين المُسلمين والهندوس. واعترفت البراءات البابويَّة مُنذُ سنة 1493م لِلپُرتُغاليين بِحق الولاية على المُحيط الهندي وعلى بِحار الصين، وخوَّلتهم حق إنشاء مُطرانيَّات وأُسقُفيَّات، وتعيين أساقفة، والتبشير بِالإنجيل، ولم يكن لِأحد من رجال الدين أن يأتي إلى هذه الديار والمناطق إلَّا بِإذنٍ خاصٍ من ملك الپُرتُغال وبعد أن يُعرِّج على لشبونة وغوا. وأنشأ الپُرتُغاليُّون في غوا مركزًا لِرئيس أساقفة، وكاتدرائيَّة ودير لِلرُهبان الفرنسيسكان، ومعهد لاهوتي لِإعداد الكهنة لِعمل الكِرازة والتبشير بين الهندوس، كما سمحوا لِعددٍ كبيرٍ من المُرسلين، من كُل الدُول الأوروپيَّة، بِالمجيء إلى الأقطار الآسيويَّة والهنديَّة بِخاصَّة، وبذلوا لهم كُل عونٍ وحماية في سبيل تسهيل مُهمَّتهم لِحمل الوثنيين على اعتناق المسيحيَّة. وقام الآباء اليسُوعيُّون بِمجهودٍ كبيرٍ لِلتبشير بِالإنجيل ونشر المسيحيَّة، أمثال الأب فرنسيس اكسافييه النبراني، والأب فالغنياني، الذي شهدت حركة التبشير على يديه نقلةً نوعيَّة في استقطاب الطبقات الدُنيا والمنبوذين، أمثال صيَّادي السمك، وُصُولًا إلى طبقة المُلُوك والأسياد وعلية القوم.
وبِوصفه سُلطانًا مُنفتحًا على الديانات الأُخرى، أراد جلال الدين أكبر أن يطَّلع على فلسفة الدين المسيحي، فأرسل مبعوثًا إلى غوا في سنة 1579م يطلُب إرسال رُهبانٍ لِشرح الديانة المسيحيَّة، وإطلاعه على الأُسس الفلسفيَّة لِهذه الديانة. استجابت السُلُطات الدينيَّة لِطلب السُلطان في جوٍّ مُفعمٍ بِالسُرُور والطمع في حمل سُلطان المُسلمين في الهند على اعتناق المسيحيَّة. ففي سنة 1580م، أُرسلت من غوا بعثة، بِرئاسة الأب رودولف أكواڤيڤا والأب مونسرات، فاستقبلهما أكبر بِكُلِّ ترحابٍ واحترام وسمح لهُما بِأن يبنيا كنيسةً في مدينة أغرة، وأظهر إعجابه الشديد بِصُورة المسيح والعذراء، ووضع ابنه سليم تحت رعايتهما لِيُجرِّب أثر المسيحيَّة في عقليَّة طفلٍ صغيرٍ غير مُتعصِّب، لكنَّ التجربة فشلت، إذ لم يُؤثِّر أي شيء في إيمان الابن بِدينه، ومع هذا فإنَّ الآباء لم يلبثوا أن شعروا بِخيبة أملٍ كبيرةٍ لِأنَّ السُلطان لم يكن غنيمةً سهلة، وبعد أن مكثت البعثة ثلاث سنواتٍ في بلاط السُلطان عادت من دون أن تستطيع تحقيق أهدافها. وأُرسلت من غوا بعثتان أُخرتان ولكنها لم تكن أكثر نجاحًا من الأولى، فقد سمح السُلطان لِأعضاء الإرساليَّة الثالثة أن يبنوا كنائس في لاهور وأغرة وأن يقوموا بِالتبشير إن استطاعوا، كما حصلوا على امتيازاتٍ تجاريَّةٍ، وبِذلك أضحت الإرساليَّات التبشيريَّة، إلى حدٍ ما، مُؤسسة دائمة في الدولة المغوليَّة. وأصدر السُلطان أكبر في سنة 1600م أمرًا يُجيزُ لِلمُرسلين التبشير بِالإنجيل، كما ترك لِرعاياه الحُريَّة باعتناق المسيحيَّة. وفي سنة 1602م أُسِّست أوَّل كنيسة مسيحيَّة في أغرة، ثُمَّ رُخِّص بعدها لِبعض الآباء اليسوعيين بِإنشاء إرساليَّات تبشيريَّة في البلاد الخاضعة لِحُكمه. الواضح أنَّ هدف أكبر، من وراء استدعاء البعثات التبشيريَّة والاحترام العميق الذي أضفاه على النصارى لم يكن دينيًّا بحتًا، والواقع أنَّهُ كان غطاءً لِهدفٍ سياسيٍّ، فقد رغب في كسب ودّ وصداقة الپُرتُغاليين في غوا لِأنَّهم كانوا يملكون مدفعيَّةً ضخمة، ويطمع في مُساعدتهم ضدَّ قلعة عسير الثائرة وضدَّ ابنه سليم الذي خرج عليه، والحقيقة أنَّ أكبر كان دائمًا رجُل سياسة ورجُل دولة أكثر منهُ رجل دين، وتكمن وراء تصرُّفاته دوافع سياسيَّة.

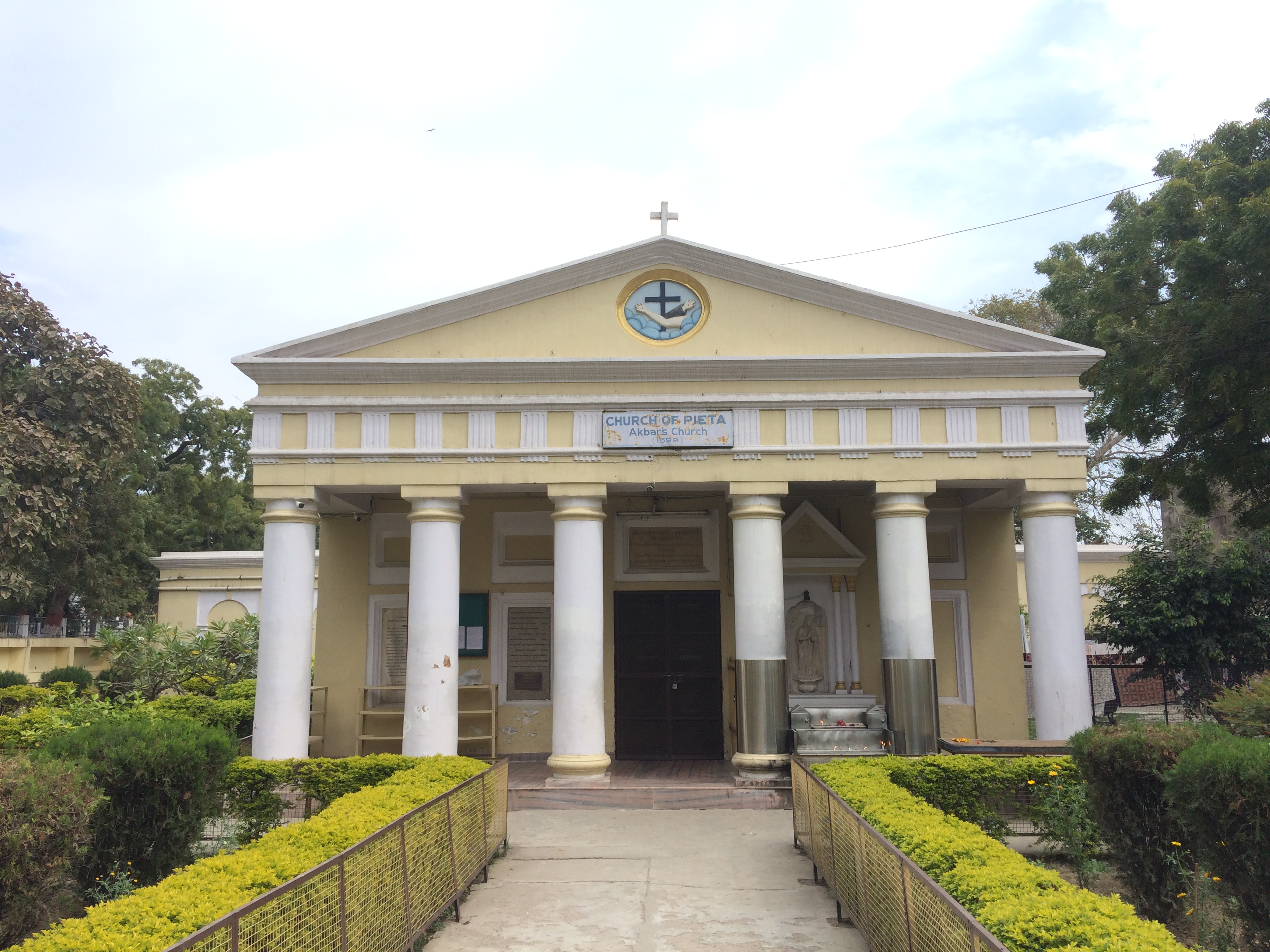
كنيسة السُلطان أكبر في مدينة أغرة. بناها الآباء اليسوعيُّون في المدينة سالِفة الذِكر سنة 1600م، بعدما أجاز لهم جلال الدين أكبر بناء الكنائس في بلاده في سبيل التقرُّب من الپُرتُغاليين لِغاياتٍ عسكريَّةٍ وسياسيَّة.

بدأ اهتمام الكاثوليك بمسيحيي الهند عندما تضعضعت سلطة كنيسة المشرق عليها في القرن الرابع عشر. فرسم البابا يوحنا الثاني والعشرون أسقفًا كاثوليكيًا على قويلون بالهند سنة 1329، فأعلمه الأسقف بإمكانية إرسال عدة مئات من المرسلين الكاثوليك لكسب المسيحيين الهنود. غير أن العلاقة مع الكاثوليك انقطعت مجددًا حتى عصر الاستكشافات الأوربية.
حاول الكاثوليك اللاتين قطع صلة مسيحيي كيرالا بالكنائس المشرقية في سينودس سنة 1585. وفي سينودس ديامبر سنة 1599 تم إقرار تبعية مسيحيي كيرالا للكنيسة البرتغالية الكاثوليكية بشكل كامل. وتوصف هذه السنة بكونها أحلك فترة في تاريخ المسيحية في الهند، حيث قام البرتغاليين بجمع جميع المخطوطات والكتب الدينية السريانية في كنائس كيرالا وحرقها فضاع بذلك أغلب التراث القروسطي المسيحي في الهند، كما تمت ليتنة الطقس الكنسي بشكل كامل وتغيير التقويم الكنسي.
أخيرًا، اجتمع وجهاء المسيحيين في كوشين حيث أعلنوا ما يعرف بحلف صليب كونان سنة 1653، الذي تعهدوا خلاله برفض سلطة بابا روما. ومن بين 200,000 مسيحي في كيرالا لم يبق سوى 400 تحت سلطة البابا بينما انتقلت الأغلبية للكنيسة السريانية الأرثوذكسية عندما تمكن الهولنديون من السيطرة على كوشين وقويلون سنة 1661.
استدرك البابا الوضع بأن أرسل رهبان كرمليين لاستبدال اليسوعيين، فتمكن هؤلاء من استدراج معظم مسيحيي كيرالا بأن سمحوا باستعمال الطقس السرياني الشرقي بدلاً من الطقس اللاتيني، فتأسست بذلك كنيسة السريان الملبار الكاثوليك.
شهدت سنة 1670 انتفاضة أخرى قام بها مسيحيو كيرالا ضد الكاثوليك حظيت بدعم الهولنديين وانتهت بقيام الأسقف السرياني الأرثوذكسي غريغوريوس عبد الجليل بتأسيس سلطة السريان المغاربة في الهند. كما حاولت مجموعة أخرى من مسيحيي كيرالا إعادة تأسيس كنيسة المشرق بأوائل القرن الثامن عشر غير أن أساقفة كنيسة المشرق لم يصلوا الهند حتى سنة 1874 حين تأسست أبرشية تريتشور. تعرف المجموعة الواقعة حتى اليوم تحت سلطة بطريرك كنيسة المشرق الآشورية بالكنيسة السريانية الكلدانية ويبلغ تعداد أتباعها حوالي 50,000.
يعود تاريخ إمبراطورية البرتغال في الهند إلى المستكشف فاسكو دي غاما الذي صادف مسيحيين في كوتشين سنة 1502، كما عقد اتفاقية مع راجا المدينة سمحت للبرتغاليين بتأسيس قاعدة لهم بها. كانت علاقات الأوربيين بالمسيحيين المحليين حسنة للغاية في أوائل القرن السادس عشر كما يظهر من خلال الهدايا المتبادلة بين الطرفين.غير أن هذه العلاقات تدهورت حين بدأ البرتغال بالتضييق على أساقفة كنيسة المشرق في كيرالا. سرعان ما حاول البرتغال كثلكة وليتنة مسيحيي كيرالا وهو الأمر الذي لقى مقاومة شديدة. وقام البرتغاليون ببناء كاتدرائية كاثوليكية بالقرب من ضريح توما الرسول كماأنشأوا أبرشية في غوا سنة 1533. وحاول اليسوعيون بقيادة فرنسيس زافيير وإغناطيوس دي لويولا نشر الكاثوليكية بين مسيحيي كنيسة المشرق بالهند من دون نجاح يذكر حيث أن معظمهم رفض سلطة الكهنة الكاثوليك الذين لم تكن لهم معرفة بطقوسهم وتقاليدهم الدينية.

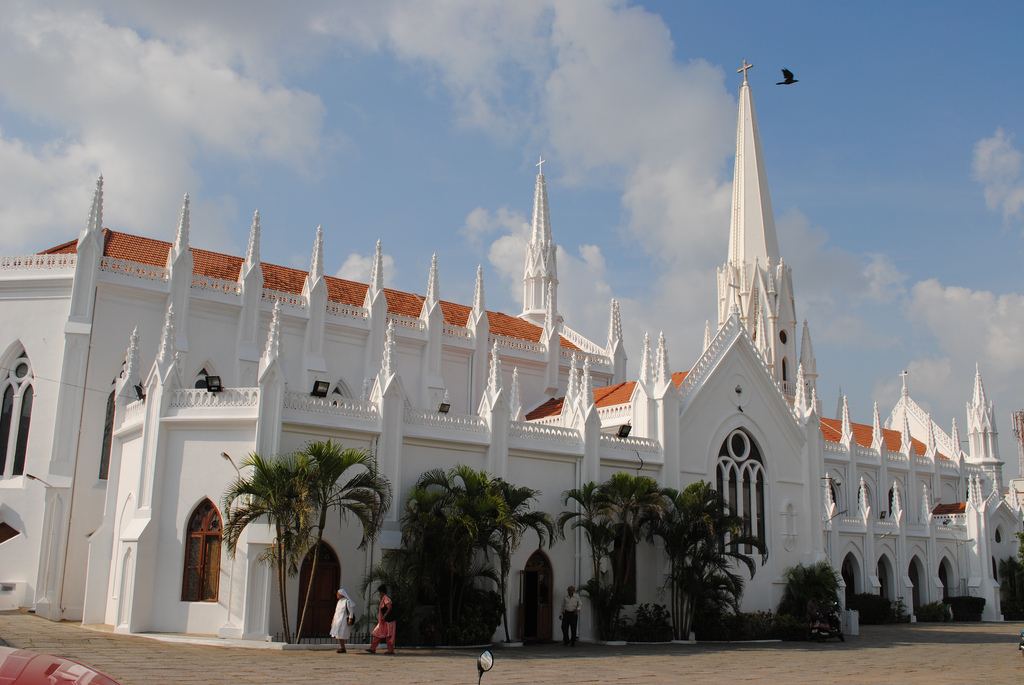
كنيسة القديس توما الرومانية الكاثوليكية بتشيناي.

تمكن الكلدان الكاثوليك من بسط سلطتهم على الهند في عهد يوحنا سولاقا الذي أرسل الأسقف يوسف سولاقا للإشراف على الكنيسة هناك. غير أن يوسف اتهم بالهرطقة من قبل البرتغاليين بسبب استعماله للطقس السرياني الشرقي ومثل أمام محكمة تفتيش في غوا وأرسل لاحقًا إلى روما للتحقيق في معتقده، غير أنه سرعان ما توفي بعد أن تمت تبرئته من تلك التهم. وفي ذلك الحين أرسل البطريرك شمعون الثامن دنحا إبراهيم الأنغمالي كآخر مطارنة كنيسة المشرق في تلك الفترة إلى الهند سنة 1557 فأصبحت هناك ثلاث كنائس تنازع على بسط سلطتها على مسيحيي الهند. نتيجة لإستعمار غوا من قبل البرتغاليين في القرن السادس عشر الميلادي تبنى كاثوليك غوان ثقافة أكثر غربيّة، حيث تأثر الرقص والغناء والمطبخ في غوا بشكل كبير من قبل البرتغاليين. الثقافة المعاصرة لمسيحيين غوا يمكن وصفها بأنها ثقافة ذات عناصر هندية برجوازية وعناصر كاثوليكية برتغالية.
كانت العلاقات بين المسلمين والمسيحيين في الهند بعض الأحيان مضطربة. مع ظهور الاستعمار الأوروبي في الهند طيلة القرنين السادس عشر والسابع عشر والثامن عشر، تعرض المسيحيون للاضطهاد المنظم في عدد قليل من الممالك المسلمة المحكومة في الهند. اتخذ السلطان تيبو، حاكم مملكة ميسور، إجراءات ضد مجتمع مانغلور الكاثوليكي في مانغلور ومنطقة جنوب كانارا على الساحل الجنوبي الغربي للهند. وكان معروفاً على نطاق واسع السلطان تيبو معادياً للمسيحية. وتعرض المجتمع الكاثوليكي إلى المذابح، والسجن، والتحويل القسري إلى الإسلام، وقام السلطان تيبو بتدمير كل من الكنائس والمعابد الهندوسية. وقع كاثوليك مانغلور في الأسر في 24 فبراير من عام 1784 وأفرج عنهم في 4 مايو من عام 1799.

### العصور الحديثة

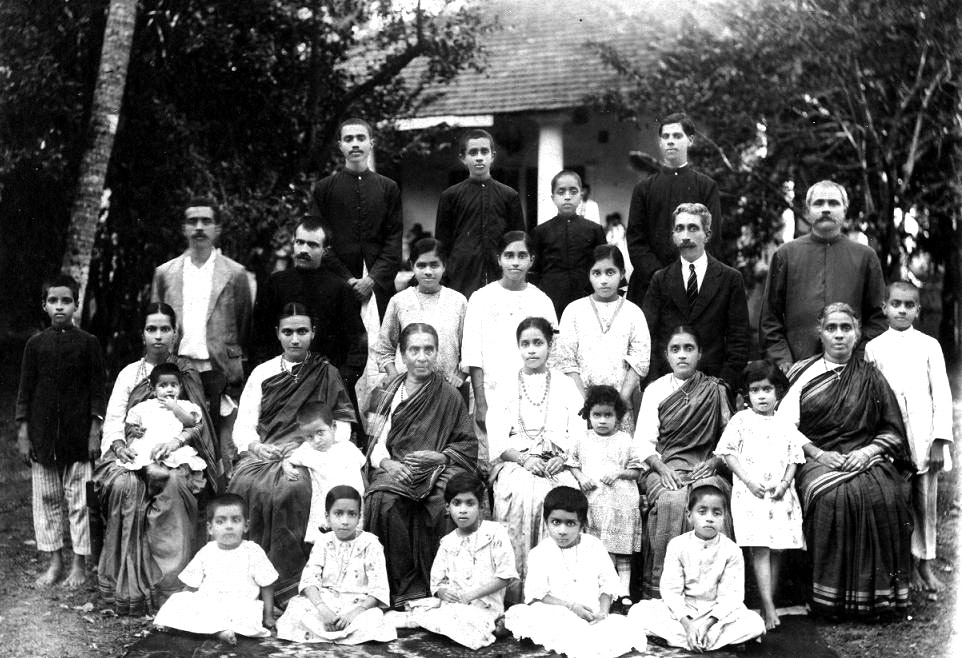
أسرة كاثوليكية برجوازيَّة ممتدة من مانغلور، تعود الصورة إلى عام 1926.

في عام 1321 وصل الراهب الفرنسي الدومينيكاني الراهب جوردانس كتالاني إلى مانغلور وأنشأ محطة تبشيرية هناك. وقد تحول على يده عدد من السكان المحليين إلى المسيحية. وينحدر كاثوليك مانغلور أساسًا من المستوطنين الغوانيين الكاثوليك، الذين هاجروا إلى جنوب كانارا من غوا، وهي ولاية شمال كانارا، بين الأعوام 1560-1763 خلال فترة محاكم التفتيش والحروب البرتغالية مع العادل شاهية وإمبراطورية ماراثا. بعد الهجرة إلى مانغلور، اعتمد المسيحيين الثقافة المانغلورية المحلية، لكنها أبقت على كثير من العادات والتقاليد الغوانيّة. كان كل من جون لوري وويليام ريد من أوائل المبشرين الذين ذهبوا إلى المناطق الواقعة فيما يعرف الآن بالبنجاب الهندية في عام 1834. بما أن الكنيسة الأنجليكانية هي الكنيسة الرسمية في إنجلترا، فقد «كان لها تأثير على الهند مع وصول البريطانيين». واستناداً إلى عقيدة الإرسالية الكبرى، قال جوزيف وايت، وهو أستاذ اللغة العربية في جامعة أكسفورد «تم التبشير به أمام الجامعة في عام 1784 على واجب الترويج للرسالة العالمية التقدمية للمسيحية بين رعايا ماهوتانا وجينتو في الهند». وفي عام 1889، أعرب رئيس وزراء بريطانيا العظمى، روبرت سيسل عن مشاعر مشابهة، حيث قال «ليس من واجبنا فقط ولكن من مصلحتنا تشجيع نشر المسيحية إلى أقصى حد ممكن على امتداد طول وعرض الهند».
أدى تعاظم شأن جيش الهند البريطاني إلى وصول العديد من القساوسة الأنجليكان في الهند. وبعد الجمعية التشيرية التابعة لكنيسة إنجلترا في عام 1814، شيدت أبرشية كلكتا لكنيسة الهند وبورما وسيلان، وتم بناء كاتدرائية القديس بولس في عام 1847. وبحلول عام 1930، كان لدى كنيسة الهند وبورما وسيلان أربعة عشر أبرشية عبر الهند البريطانية.

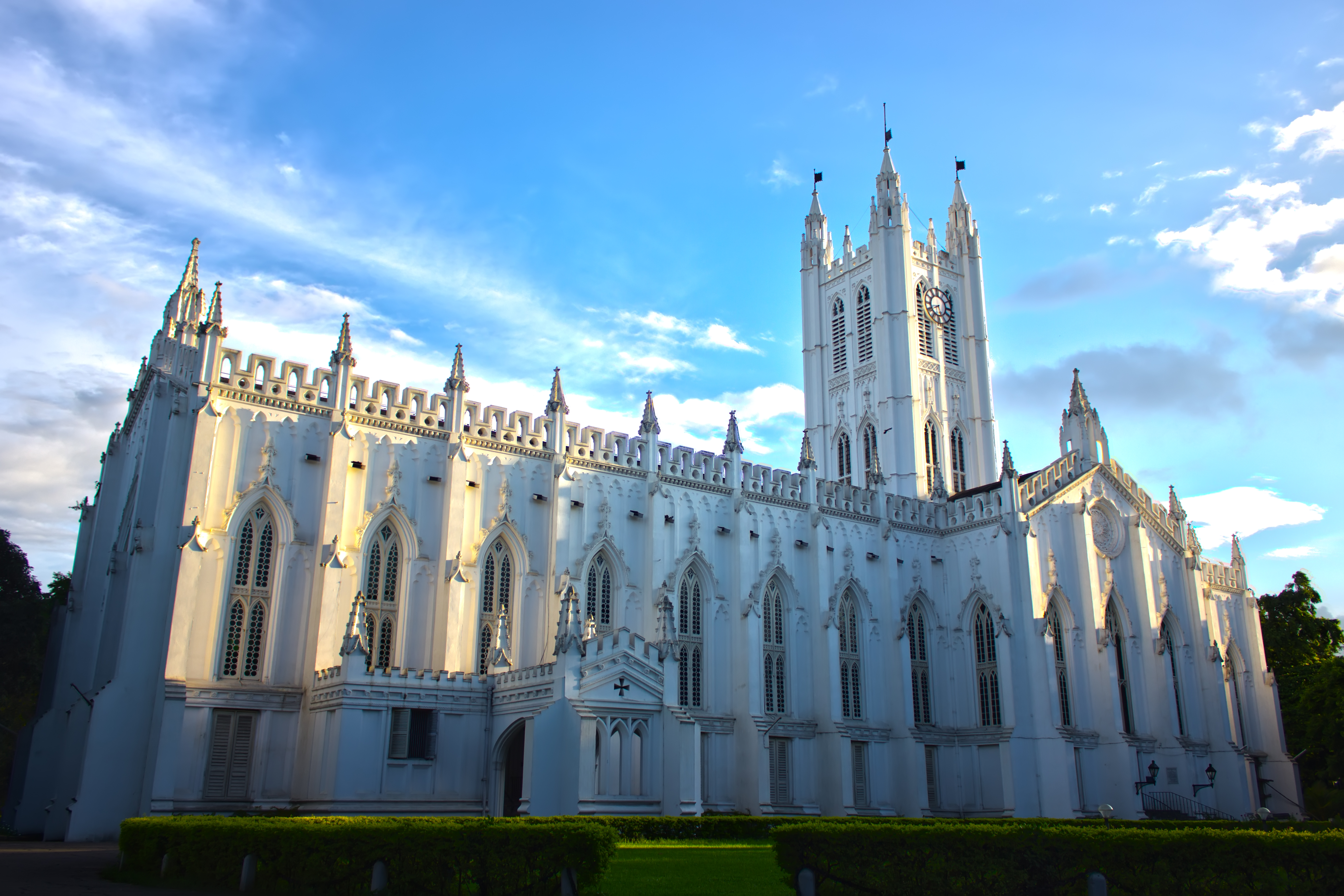
كاتدرائية القديس بولس الأنجليكانية في كالكوتا، بنيت في عام 1847.

في بداية القرن الثامن عشر، بدأ المبشرون البروتستانت العمل في جميع أنحاء الهند، مما أدى إلى إنشاء مجتمعات بروتستانتيَّة مختلفة في جميع أنحاء شبه القارة الهندية. أولى المعاقل التبشيرية كانت في أندرا برديش من قبل جمعية لندن التبشيرية والتي أنشأت أول بعثة بروتستانتية في مدينة فيساخاباتنام عام 1805. في وقت لاحق في خلال القرنين التاسع عشر والعشرين، تحول العديد من أبناء الطبقة العليا البنغاليين إلى المسيحية خلال عصر النهضة البنغالية تحت الحكم البريطاني. ويعتبر البنغاليين المسيحيين أقلية نموذجية، ونظرًا لمساهمتهم الهامة في الثقافة البنغالية والمجتمع في القرنين الماضيين. كذلك يعتبر المجتمع المسيحي البنغالي من بين أكثر المجتمعات تقدمَا في البنغال، ويملكون معدل الإلمام بالقراءة والكتابة الأعلى في الولاية، فضلًا عن أدنى نسبة الجنس بين الذكور والإناث، كما يملك المسيحيين البنغاليين أفضل وضع اجتماعي واقتصادي مقارنًة في الجماعات الدينية الأخرى في الولاية.
جاء المبشرين من الطوائف المسيحية الأخرى إلى الهند البريطانية كذلك؛ منهم المبشرين اللوثريين، على سبيل المثال، والذين وصلوا إلى كلكتا في عام 1836، و«بحلول عام 1880 كان هناك أكثر من 31,200 مسيحي لوثري منتشرون في 1,052 قرية». وبدأ الميثوديون في الوصول إلى الهند في عام 1783 وأقاموا بعثات مع التركيز على «التعليم، والصحة والنظافة، والكرازة» وفي عام 1790، بدأ مبشرين من جمعية لندن التبشيرية والجمعية التبشيرية المعمدانية بالقيام بالأعمال التبشيرية في الهند البريطانية. وفي نيور، كان مستشفى جمعية لندن التبشيرية رائداً في تحسين نظام الصحة العامة لعلاج الأمراض حتى قبل إجراء المحاولات المنظمة من قبل رئاسة مدراس الإستعمارية، «مما أدى إلى خفض معدل الوفاة بشكل كبير».

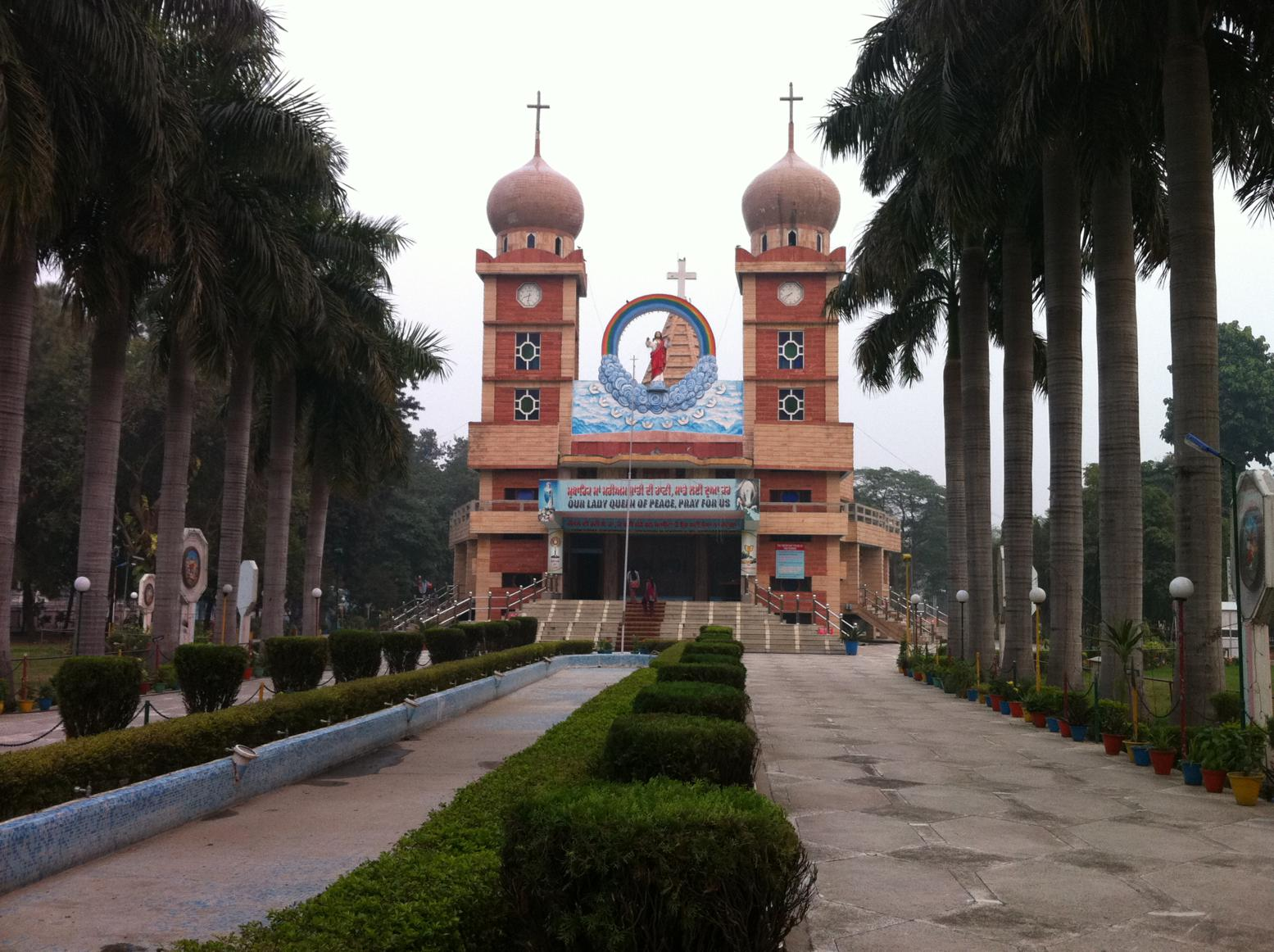
كاتدرائية القديسة مريم الكاثوليكية في جالاندهار.

من عام 1881 إلى عام 1891، ازداد عدد السكان المسيحيين في البنجاب المتحدة آنذاك. وبرز المبشر البنجابي سادهو سوندار سينغ (1889-1929)، وهو من مواليد لوديانا، تحول من الديانة السِّيخيّة إلى المسيحية، وقام بالتبشير في أنحاء الهند. وينحدر الكثير من المسيحيين البنجابيين الحاليين من المتحولين إلى المسيحية خلال الحكم البريطاني. في البداية، كانت التحولات إلى المسيحية قادمة من «المجتمعات العليا في البنجاب، ومن العائلات المتميزة والمرموقة»، بما في ذلك العائلات الهندوسية «من الطبقة العليا»، وكذلك الأسر المسلمة والسيخية التي تحولت إلى المسيحية لاحقاً. مع ذلك، تعود أصول العديد من المسيحيين البنجابيين الحاليين الأخرين إلى الشوراس. حيث تحول الشوراس إلى حد كبير إلى المسيحية في شمال الهند خلال الحكم البريطاني. كما كان الغالبية العظمى من المتحولين من مجتمعات السِّيخُ في البنجاب، وبدرجة أقل من الشوراس الهندوس؛ قد دخلوا المسيحيَّة تحت تأثير ضباط الجيش البريطاني المتحمسين والمبشرين المسيحيين.
بعد عام 1857، أصبح إنشاء المدارس والمستشفيات من قبل المبشرين المسيحيين البريطانيين «سمة محورية للعمل التبشيري والمسارات الرئيسية للتحويل الديني». وتعتبر كلية كنيسة المسيح التي بنيت في عام 1866 وكلية سانت ستيفن والتي بنيت في عام 1881، مثالين على المؤسسات التعليمية البارزة التابعة للكنيسة والتي تأسست خلال فترة حقبة الهند البريطانية. وداخل المؤسسات التعليمية التي أنشئت خلال فترة الحكم البريطاني، كانت النصوص المسيحية، وخاصةً الكتاب المقدس، جزءاً من المناهج الدراسية. خلال فترة الحكم البريطاني، طور المبشرون المسيحيون أنظمة الكتابة للغات الهندية التي لم يكن لها في السابق أنظمة. كما وعمل المبشرون المسيحيون في الهند على زيادة معرفة القراءة والكتابة، وشاركوا في النشاط الاجتماعي، مثل مكافحة الدعارة، ومناصرة حق النساء الأرامل في الزواج مرة أخرى، ومحاولة إيقاف الزواج المبكر للنساء. وبين النساء البريطانيات، أصبحت إرسالية زنانة طريقة شائعة لكسب المتحولين إلى المسيحية.

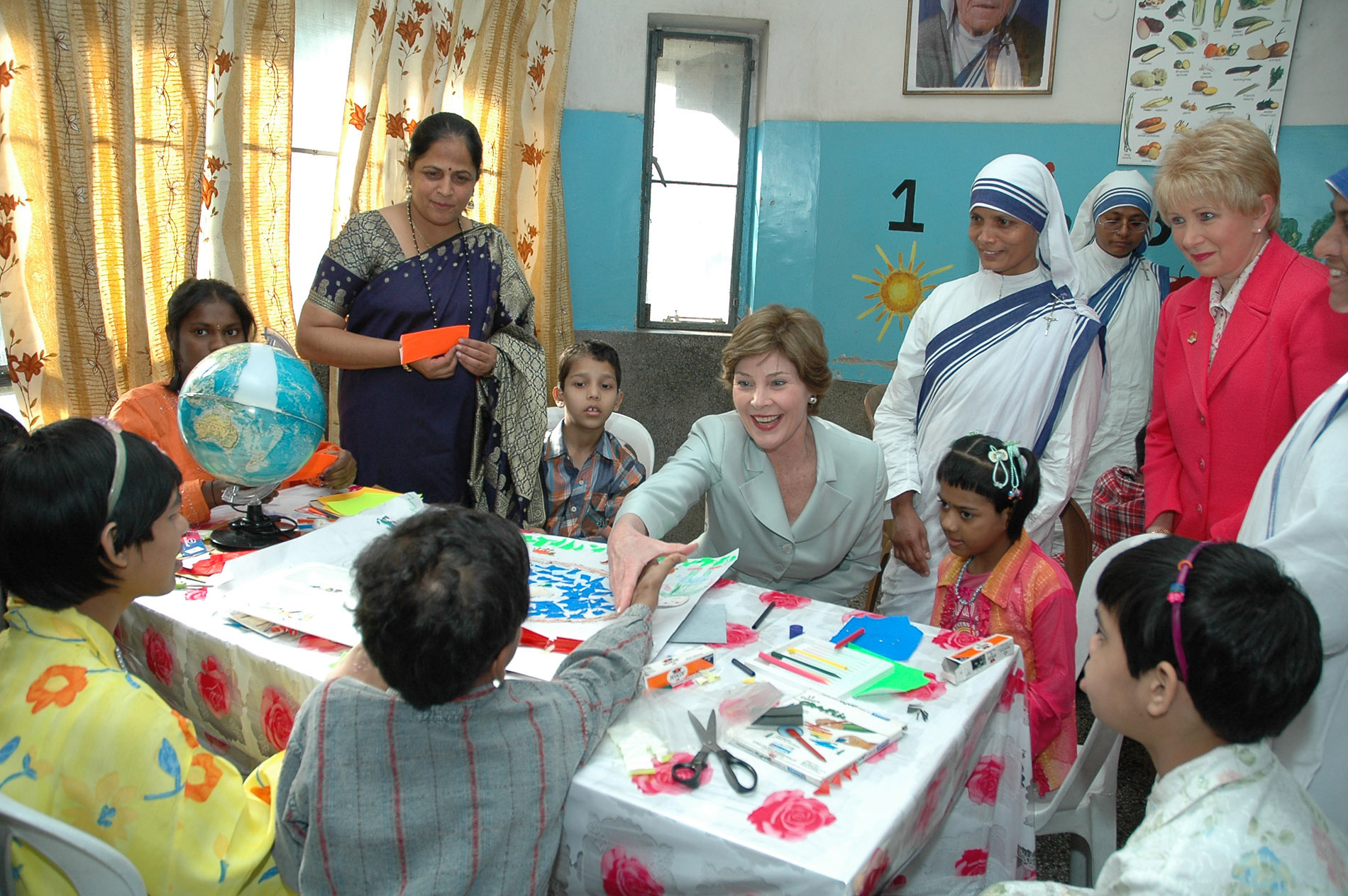
لورا بوش في لقاء مع راهبات المحبة في نيودلهي.

انتشرت المسيحية في أجزاء أخرى من الهند في ظل الأنظمة الاستعمارية البرتغالية والهولندية والدانماركية والفرنسية، والأهم من ذلك البريطانية من أوائل القرن السابع عشر حتى وقت استقلال الهند في عام 1947. تأثرت الثقافة المسيحية في هذه الأراضي الإستعمارية بالدين وثقافة حكامهم. بعد استقلال الهند تبوأ عدد من المسيحيين مناصب حساسة منها سونيا غاندي رئيسة المؤتمر الوطني الهندي، وغيرها. وهناك نخبة مسيحية تمتع بمراكز رفيعة في الحكومة المركزية والجيش والشرطة والتربية والتعليم والجامعات والأعمال الحرة وغيرها. وتملك الكنائس الهندية العديد من المؤسسات التي تقدم خدمات للمجتمع الهندي وتشمل مدارس، ومستشفيات، وجامعات، وكليّات، ودور أيتام ومشرّدين. للمسيحية في الهند ارث عريق ولا يزال في كافة المجالات خاصًة في التعليم والرعاية الصحية.
في عام 1929 أُرسلت الأم تريزا للبنغال لتعمل في دير لوريتو، وعام 1948 اهتمت الأم تريزا بالعناية بالأطفال المهمّلين، وعلى إثر ذلك خلعت زي الرهبنة ولبست الساري الهندي القطني بلونه الأبيض والخط الأزرق الذي عرفت به فيما بعد، حيث توجهت إلى دير للرهبنة الأمريكية يُقدم العناية الطبية والتمريض، ولما لم تُرضِ توجهاتها مسؤولي الدير اضطرت إلى الاعتماد على نفسها في البداية، قبل أن تصلها المعونة من متبرعات أخريات فأسست جمعيتها لراهبات المحبة عام 1950، التي اهتمت بالأطفال المشردين والعجزة. وفي عام 1957 اهتمت بموضوع المجذومين وعمدت إلى العناية بهم، تلقت تريزا عدة جوائز تقديرية خلال حياتها، منها جائزة رامون ماجسايساى للسلام والتفاهم الدولي سنة 1962، وجائزة نوبل للسلام سنة 1979. وفي سنة 2016 رفع البابا فرنسيس الأم تيريزا إلى مرتبة القديسين في احتفال أقيم بالفاتيكان تقديرًا لمساعداتها الإنسانية وتضحياتها، تعرضت الأم تريزا من لإنتقادات من قبل المنظمات اليمينية الهندوسية التي اتهمتها أن هدفها الوحيد كان تحويل الفقراء إلى المسيحية.

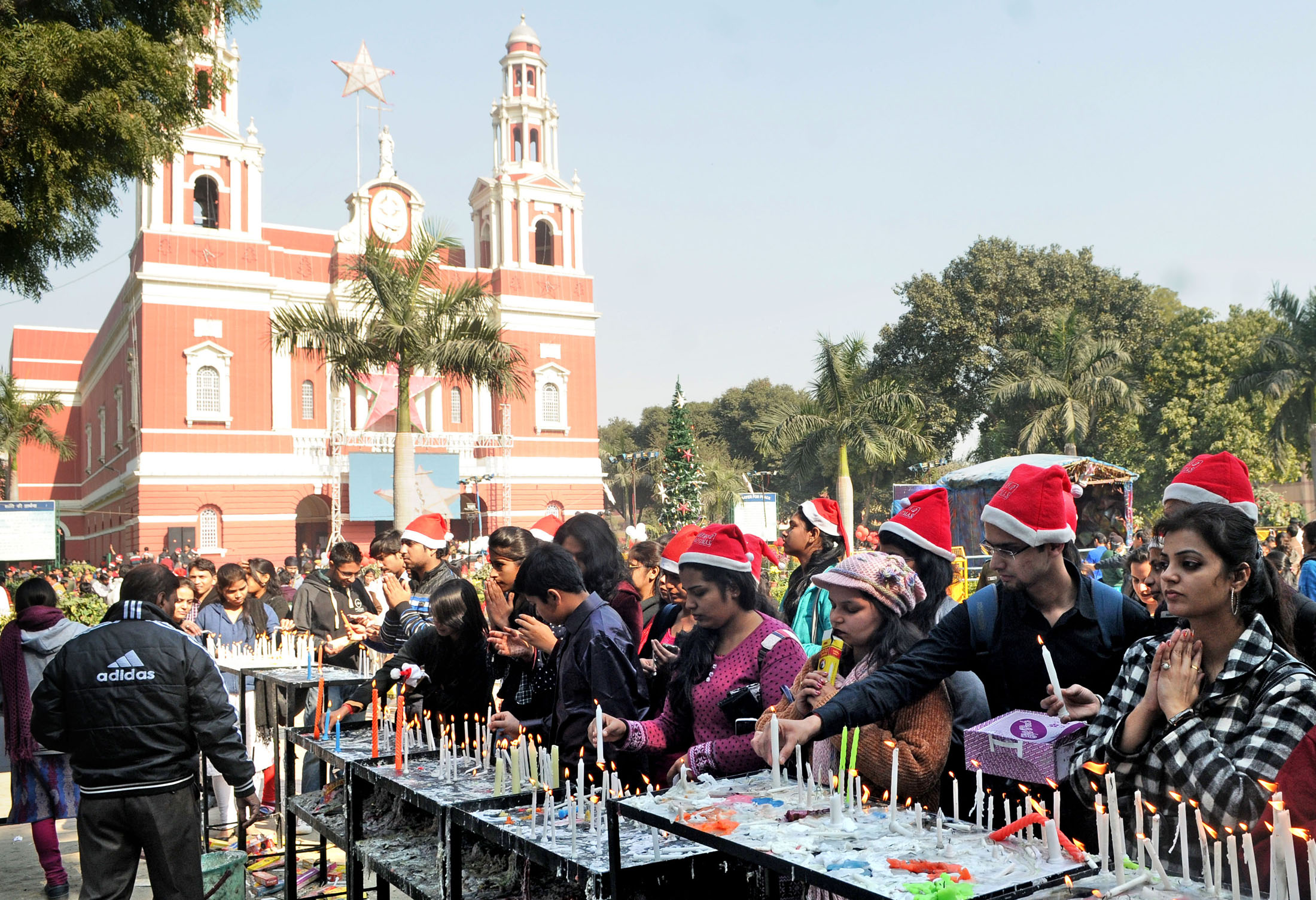
مسيحيين هنود يصلون أمام كاتدرائية القلب الأقدس في نيودلهي.

أدت البعثات التبشيرية إلى تحويل ولايات هندية كاملة للمسيحية ناجالاند حيث تصل نسبة المسيحيين إلى حوالي حوالي 88% من مجمل السكان. وتشكل الولاية إلى جانب كل من ميغالايا وميزورام الولايات الثلاث ذات الأغلبية المسيحية في الهند. ويُشار إلى ناجالاند بأنها «الولاية الوحيدة ذات الأغلبية المعمدانية الساحقة في العالم»، تليها ولاية المسيسيبي (55%) وتكساس (51%) في الولايات المتحدة. ويميل السكان المسيحيين في ميزورام إلى الانتماء إلى الكنيسة المشيخية.
حاليًا وعلى الرغم من الإضطهادات الموجهة ضد المسيحيين في الهند، التحول للديانة المسيحية في ازدياد استنادا إلى منظمة أبواب مفتوحة، في سنة 2005 اعتنق المسيحية بين 60,000 إلى 70,000 هندي. وبحسب صحيفة هندوستان تايمز وأعتماداً على معطيات التعداد السكاني يشهد تعداد السكان المسيحيين ارتفاعاً في ولاية أروناجل برديش من 1% في عام 1971 إلى 30% في عام 2011 ومانيبور من 19% في عام 1961 إلى أكثر من 40% في عام 2011، وبلغ معدل النمو الصافي للسكان المسيحيين في ولاية أروناجل برديش أكثر من 100%. لا يوجد سبب رسمي واضح لارتفاع عدد السكان المسيحيين في هذه الولايات، في حين أشار ريجيجو وزير الدولة للشؤون الداخلية إلى التحول الديني كسبب محتمل، ويقول بعض الخبراء إن هذا قد يكون بسبب الهجرة. وبحسب مصدر تقدر أعداد المتحولين إلى المسيحية على المذهب البروتستانتي بحوالي 140,000 هندي. ويُشارك المسيحيون بشدة في التحويل إلى المسيحية من خلال المبشرين في البنجاب الهنديَّة، وأصبحت المنظمات السيخية تشعر بالقلق إزاء ارتفاع معدل التحويل إلى المسيحية بين عائلات السيخ من الطبقة العليا. في يناير من عام 2020 شارك أكثر من 8,000 احتجاجاً على عملية تسجيل المواطنين وقانون الجنسية، الذي يتهمه معارضون بأنه تمييز ضد المسلمين، وكانت المسيرة التي جرت في كالكوتا، الأكبر التي نظمها مسيحيون.

## الطوائف المسيحية

### الكاثوليكية

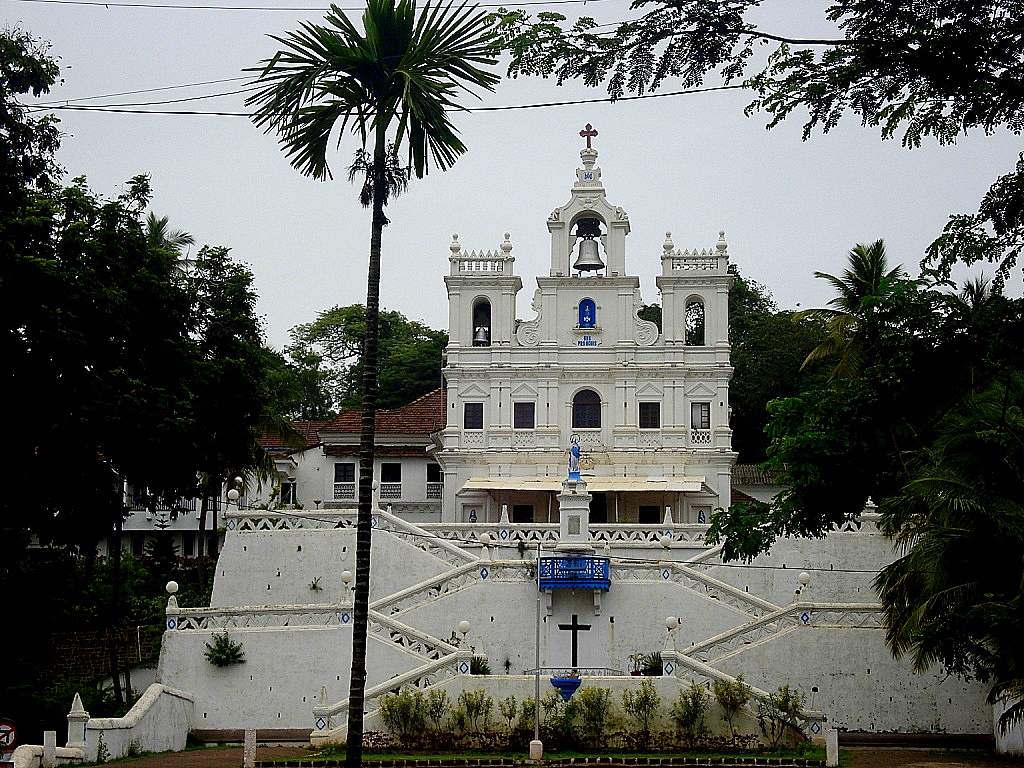
كنيسة سيدة الحبل بلا دنس الكاثوليكيَّة في غوا.

الكنيسة الكاثوليكية الهندية هي جزء من الكنيسة الكاثوليكية العالمية في ظل القيادة الروحية للبابا في روما والمؤتمر الأسقفي الهندي. الكنيسة الكاثوليكية هي أكبر المذاهب المسيحيَّة في الهند، وفقًا لموقع بي بي سي في عام 2005 ضمت الهند حوالي 17.3 مليون كاثوليكي مُعّمد أي حوالي 1.6% من مجمل السكان، ويتبع معظمهم التقاليد اللاتينيَّة، إلى جانب حوالي نصف مليون أعضاء في كنيسة الملنكار الكاثوليك وحوالي 3.9 مليون أعضاء في كنيسة السريان الملبار الكاثوليك. ويتوزع كاثوليك البلاد على 174 أبرشية في الهند منظمة في 30 مطرانيَّة، من بينها 132 أبرشية لاتينية كاثوليكية، وحوالي 31 أبرشية كاثوليكية سريانيَّة ملباريَّة، وإحدى عشرة أبرشية كنيسة سريانيَّة ملنكارية. على الرغم من النسبة صغيرة، تضم الهند ثاني أكبر تجمع سكاني كاثوليكي في آسيا بعد الفلبين. ويعود حضور الكاثوليكيَّة في البلاد إلى القرن السادس عشر مع وصول المبشرين الرومان الكاثوليك مع المستكشف البرتغالي فاسكو دا غاما. ونمت الكاثوليكية لاحقًا لتصبح أكبر مذهب مسيحيي في الهند، ويتواجد معظم أتباعها في جنوب وشرق البلاد. وللكاثوليكية إرث عريق في مجال التعليم والرعاية الصحية، وتملك الكنيسة الكاثوليكية في الهند حوالي 25,000 مدرسة. وفي بعض المنطاق الهندية، تعتبر الكنيسة المزود الرئيسي للتعليم وأحيانًا أخرى يكون نظامها التعليمي أفضل من الحكومي. كما تدير الكنيسة الكاثوليكية الآلاف من مؤسسات الرعاية الصحيَّة والمستشفيات والتي أسهمت إلى حد كبير في تنمية الأمة الهنديَّة. وأنشأت الأم تيريزا في كالكوتا عدد من الإرساليات الخيرّية في الأحياء الفقيرة في المدينة وذلك في عام 1948.
ينتمي حوالي 4.4 مليون هندي إلى تقاليد الكنائس الكاثوليكية الشرقية منهم حوالي نصف مليون أعضاء في كنيسة الملنكار الكاثوليك، وحوالي 3.9 مليون أعضاء في كنيسة السريان الملبار الكاثوليك. وتعتبر هذه الكنائس من عائلة الكنائس ذات التراث السرياني، وقد ادخل الكثير من الطقوس اللاتينية على طقوس هذه الكنيسة، لكنه وبدءًا من العام 1934 أخذت الكنيسة تستعيد طقوسها القديمة، وقد صدرت أول طبعة سنة 1952 ثم صدرت طبعة ثانية سنة 1962. جذور العلاقة بين الكنيسة الهندية والكرسي الرسولي تعود للقرن السادس عشر، ومع الاكتشافات الأوروبية للمنطقة والتي بدأت مع فاسكو دي غاما سنة 1498، وقاد المبشرون اللاتين حركات تبشيرية عديدة أثمرت سنة 1534 حين أصبحت بعض الجماعات الدينية تابعة للكاثوليكية هناك، لكن العديد من المشاكل قد وقعت بين المبشرين البرتغاليين والسكان الأصليين المسيحيين بسبب اختلاف الطقوس، لكن الحركات الجديدة أخذت بالنمو والازدياد خلال القرن السابع عشر، وتأسست 84 مدرسة محلية هناك، بيد أن تنظيم شؤون هذه الطائفة لن يكتمل حتى العام 1778 حين قامت الفاتيكان بتعيين أول بطريرك على هذه الكنيسة، وتم تنظيم العمل الأبرشي والكهنوتي فيها، وقد عدل نظامها عامي 1887 و1923.

### البروتستانتية

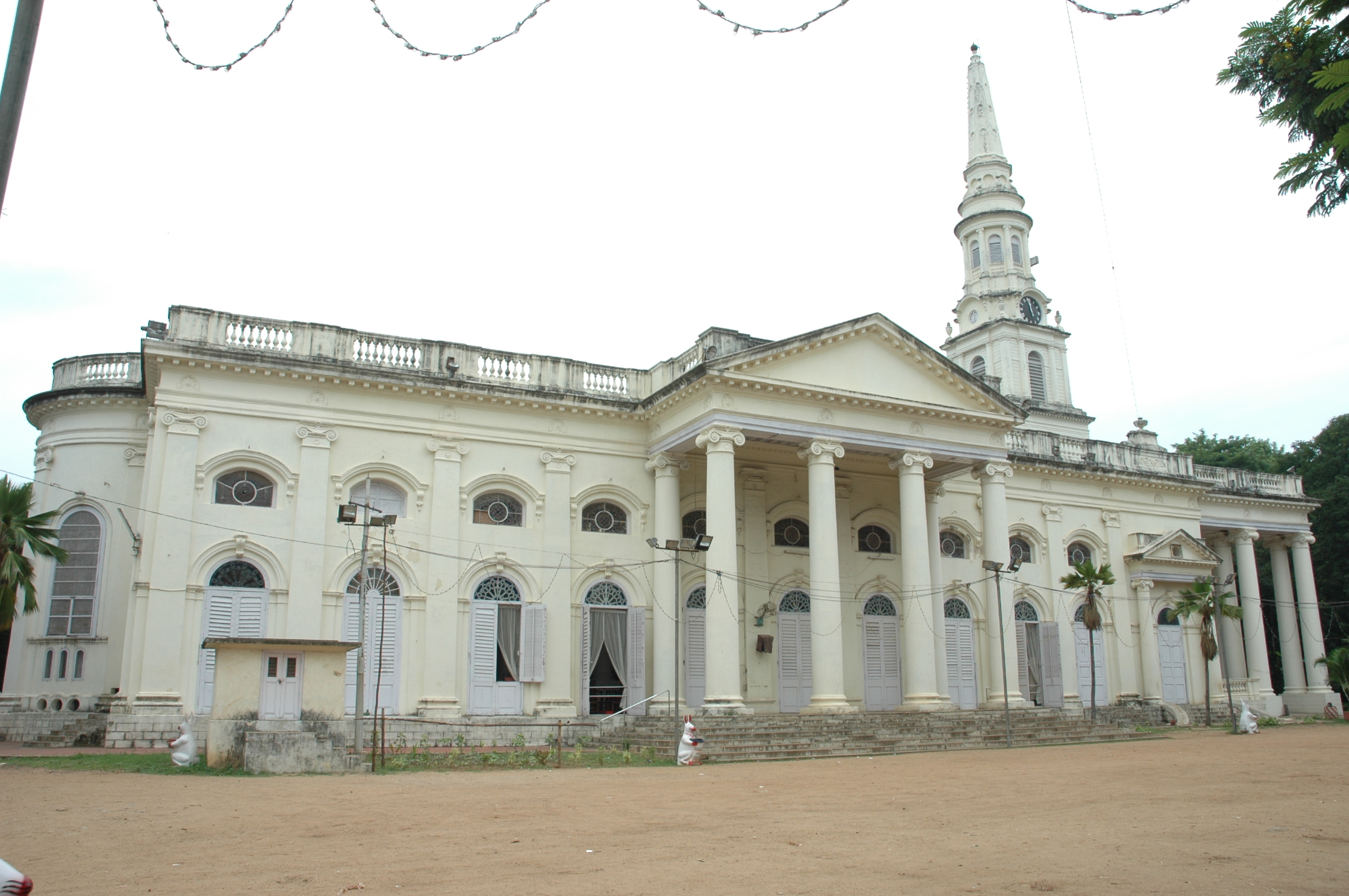
كاتدرائية القديس جورج الأنجليكانية في مدينة تشيناي.

الكنائس البروتستانتية هي ثاني أكبر المذاهب المسيحية في الهند، ويصل عدد أتباع الكنائس البروتستانتية إلى أكثر من أربعة ملايين شخص. يعود المذهب البروتستانتي في البلاد إلى بداية القرن الثامن عشر، حيث بدأ المبشرون البروتستانت العمل في جميع أنحاء الهند، مما أدى إلى إنشاء مجتمعات بروتستانتية مختلفة في جميع أنحاء شبه القارة الهندية. أولى المعاقل التبشيرية كانت في أندرا برديش من قبل جمعية لندن التبشيرية والتي أنشأت أول بعثة بروتستانتية في مدينة فيساخاباتنام عام 1805. وقت لاحق في خلال القرنين التاسع عشر والعشرين، تحول العديد من أبناء الطبقة العليا البنغاليين إلى المسيحية خلال عصر النهضة البنغالية تحت الحكم البريطاني.
يعتبر المذهب الأنجليكاني أكبر المذاهب البروتستانتية في البلاد، ويتوزع أتباع المذهب الأنجليكاني بين كنيسة جنوب الهند والتي تضم حوالي أربعة ملايين عضو، وكنيسة شمال الهند والتي يتعبها 1.25 مليون. ويليه المذهب المشيخي والذي يضم حوالي 1.4 مليون شخص، ويعود حضور الكنيسة المشيخية في البلاد إلى عام 1841 مع تأسيس المبشر توماس جونز وزوجته أولى الكنائس المشيخية الهندية. ويشكل أتباع الكنيسة اللوثرية أكثر من مليون شخص، ويعود حضور الكنيسة مع وصول المبشرين بارثولوماوس زيجينبالغ وهينريش بلوتشاو من ألمانيا، وقاموا بالعمل بالتبشير بين السكان المحليين في عام 1705 في مستوطنة ترانكيبا الدنماركية؛ وأدت البعثات التبشيرية اللاحقة إلى تأسيس الكنيسة التاميلية الإنجيلية اللوثرية في ولاية تاميل نادو في عام 1919 نتيجة لنشاط البعثة اللوثرية الألمانية والسويدية. وتضم الهند تجمعات معمدانية هامة تصل إلى أكثر من مليون عضو، ويعود حضور الكنيسة المعمدانية في الهند إلى عام 1793، عندما وصل اليها وليام كاري، وهو مبشر معمداني إنجليزي والذي لعب دور في تطوير الاقتصاد والطب وعلم النبات في البلاد. حيث رأى بالدين والعلم جهازين لتحديث الحياة الفكرية الهندية.
في القرن العشرين والحادي والعشرين ازداد نشاط الكنائس البروتستانتية في البلاد، وهي في نمو مستمر. وعلى الرغم من الإضطهادات الموجهة ضد المسيحيين في الهند، التحول للديانة المسيحية في ازدياد استنادا إلى منظمة أبواب مفتوحة، في سنة 2005 اعتنق المسيحية بين 60,000 إلى 70,000 هندي. كما أنه وفقًا لدراسة المؤمنون في المسيح من خلفية مسلمة: إحصاء عالمي وهي دراسة أجريت من قبل جامعة سانت ماري الأمريكيّة في تكساس سنة 2015 وجدت أن عدد المسلمين في الهند المتحولين للديانة المسيحية يبلغ حوالي 40,000 شخص.

### الأرثوذكسية

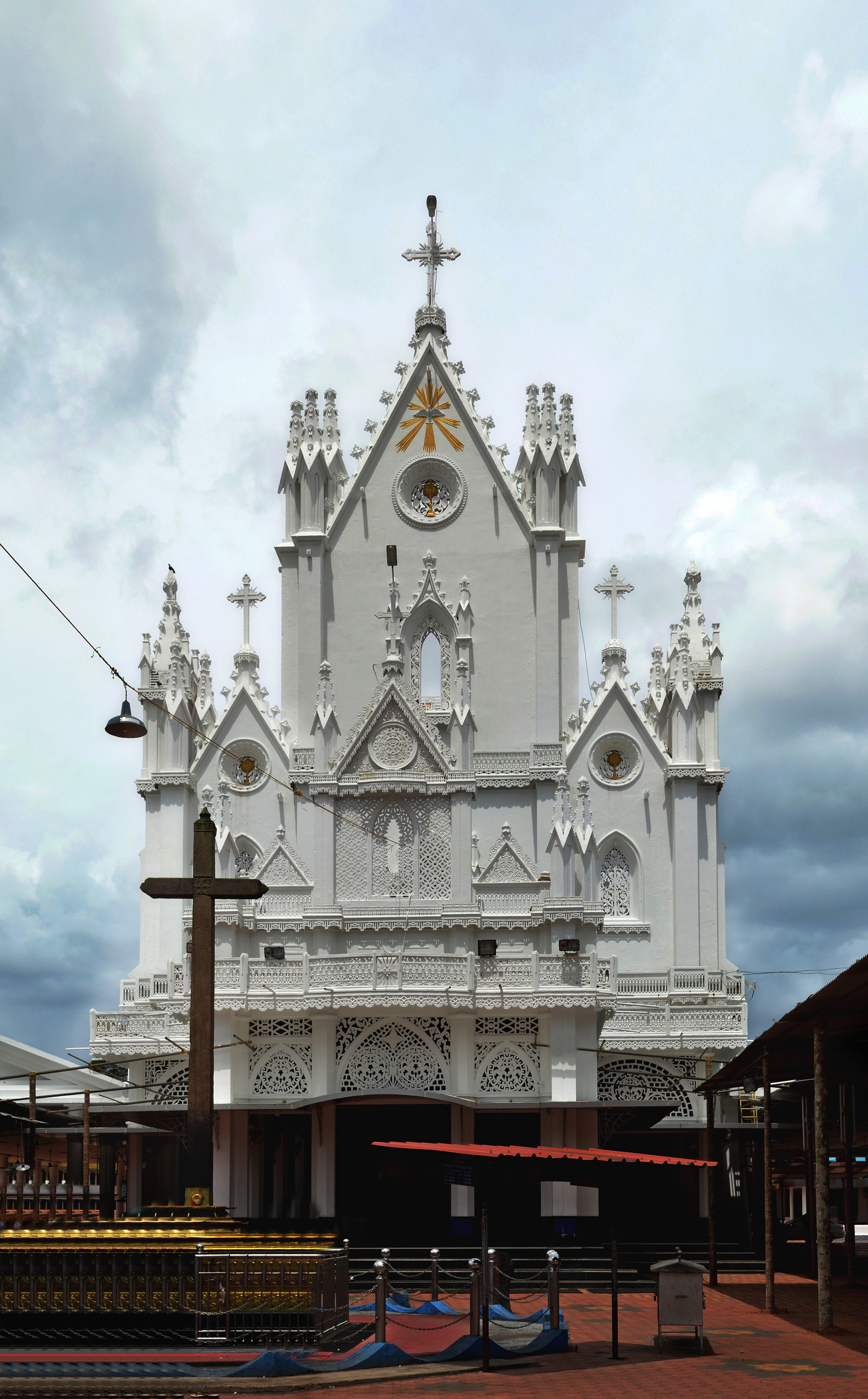
كاتدرائيَّة ماناركاد مارثاماريام التابعة لكنيسة الملكنار الأرثوذكسية السريانية في كيرلا؛ وهي من أبرز مواقع الحج لدى مسيحيون مار توما.

معظم أتباع الأرثوذكسية في الهند هم من مسيحيون مار توما وهم مجتمع وعرقية دينية مسيحية قديمة تقطن في ولاية كيرالا في الهند. يعود أصولها إلى البعثات التبشيريّة التي قام بها توما. وبالتالي تعتبر من أقدم المجتمعات المسيحية في العالم. يٌعتبر مسيحيون مار توما من أتباع عائلة الكنائس ذات التراث السرياني. وترتبط هذه الجماعة تقليديًا ببعض التراث اليهودي المسيحي الذي يعود إلى المسيحية المبكرة. ينقسم مجتمع مسيحيي مار توما بين أربعة عائلات رئيسية من الطوائف المسيحية منها النسطورية: والتي تضم كنيسة الملكنار، والكنيسة الكلدانية السريانية؛ والأرثوذكسية المشرقية: والتي تضم الكنيسة المسيحية السريانية اليعقوبية، وكنيسة الملكنار الأرثوذكسية السريانية. وتضم كنيسة الملكنار حوالي 2.5 مليون عضوًا، وتضم الكنيسة الكلدانية السريانية حوالي 35 ألف عضو. وتضم الكنيسة المسيحية السريانية اليعقوبية 1.2 مليون عضو، وتضم كنيسة الملكنار الأرثوذكسية السريانية 2.5 مليون عضو.
وصل القديس توما إلى الهند سنة 52 وقضى هناك أكثر من عقدين من الزمن في ولاية كيرالا ضمن منطقة جنوب الهند، واستطاع تأسيس سبع تجمعات مسيحية، كانت بذرة الكنيسة الهندية، وقد لقي القديس توما حتفه خلال الاضطهادات التي واجهها المسيحيون سنة 72، ومما ساعد في انتشار المسيحية هنالك، وجود عدد من المستعمرات اليهودية التي مهدت الطريق أمام القديس توما. استمرت العلاقة بعد تأسيس هذه الكنائس في الهند مع سوريا وبلاد الرافدين وطغى الطقس السرياني عليها، وتشابهت بالطقوس العامة معها، لكنها حافظت على استقلالها الذاتي وإداراتها المحلية، ونال القديس توما نصيبًا كبيرًا من التوقير في صلواتها؛ وعقب مجمع خلقيدونية تبعت هذه الكنيسة الكنيسة السريانية الأرثوذكسية وكنيسة المشرق. تعتبر كنيسة الملكنار والكنيسة الكلدانية السريانية والكنيسة المسيحية السريانية اليعقوبية وكنيسة الملكنار الأرثوذكسية السريانية؛ كنائس مسيحية سريانية، فهي بذلك تستعمل اللغة السريانية كلغة طقسية في جميع شعائرها الدينية. تمتاز كنيسة الملكنار والكنيسة الكلدانية السريانية طقسيًا بالليتورجيا السريانية الشرقية التي تتفق مع الطقس السرياني الغربي في عودتها إلى مدينتي الرها وأنطاكية. وتمتاز الأنافورات السريانية الشرقية والغربية على حد سواء عن غيرها من الطقوس اليونانية واللاتينية المماثلة بقربها الشديد من الطقوس الليتورجية اليهودية. في حين يستخدم الطقس السرياني الغربي في تقاليد الكنيسة المسيحية السريانية اليعقوبية وكنيسة الملكنار الأرثوذكسية السريانية.
على الرغم من قيام المجتمع المسيحي الشرقي بتقديم بعض التنازلات للامتيازات الاجتماعية والدينية الخاصة بهم في أعقاب سقوط الحكم البرتغالي في القرن السادس عشر، الا أن المجتمع بدأت بالظهور مجددًا كمجتمع قوي وثري ابتداءًا القرن التاسع عشر فصاعدًا. لعب مجتمع مسيحيون مار توما دورًا رائدًا في العديد من المجالات الاقتصادية مثل الأعمال المصرفية والتجارة والأسواق المالية. تلعب المؤسسات التعليمية المسيحية دورًا بارزًا في الحياة الأكاديمية في ولاية كيرالا وفي جميع أنحاء الهند. ولعبت هذه المؤسسات دورًا هامًا في رفع المستوى التعليمي والإنجازات التعليمية والأكاديمية لدى مجتمع مسيحيون مار توما، حيث يحظى مجتمع مسيحيون مار توما في مستوى تعليمي وأكاديمي عالي من حيث إنهاء الدراسة الثانوية والجامعية. اعتبارًا من عام 2001، تزكز أكثر من 85 في المائة من أتباع الكنائس الشرقية في كيرلا في سبعة مقاطعات. وقد هاجر العديد من أبناء المجتمع أيضًا إلى مدن أخرى في الهند مثل أوتي، ومانغلور، وبنغالور، وتشيناي، وبيون، ودلهي، ومومباي، وكويمباتور، وحيدر أباد، وكولكاتا. زادت معدلات الهجرة بين صفوف المجتمع المسيحي الشرقي بشكل حاد في فترة ما بعد استقلال الهند، وكانت الوجهات الرئيسية الولايات المتحدة الأمريكية، وكندا، وأوروبا الغربية، وأستراليا والشرق الأوسط. ووفقًا لتقدير تقريبي، بين 20-25% من مسيحيين مار توما يعيشون خارج ولاية كيرالا.

## الديموغرافيا والإنتشار

خارطة توضح إنتشار المسيحية في الهند حسب الولايات.

سجل تعداد عام 2011 في الهند أن أعداد المسيحيين في البلاد 27,819,588، معظمهم ينتمون إلى الكنيسة الرومانية الكاثوليكية ويتبعون الطقوس اللاتينية ويمثلون 2.3 في المائة من السكان. في حين يشير تقرير معهد بيو عام 2011 أن عدد المسيحيين في الهند وصل إلى 31,850,000. في تقرير صادر عن الكنيسة الكاثوليكية لسنة 2005 وجدت أن حوالي 17.3 مليون كاثوليكي مُعّمد يعيش في البلاد، منهم حوالي نصف مليون أعضاء في كنيسة الملنكار الكاثوليك وحوالي 3.9 مليون أعضاء في كنيسة السريان الملبار الكاثوليك.
الكنائس الأرثوذكسية المشرقية في الهند تشمل كنيسة مالانكارا اليعقوبية السريانية الأرثوذكسية في مالانكارا والتي بتبعها حوالي مليونين عضو، وكنيسة مالانكارا مار توما السريانية في مالانكارا ويتعبها حوالي 2.5 مليون عضو.
نتيجة للأنشطة التبشيرية في جميع أنحاء البلاد، تتواجد اليوم معظم الطوائف البروتستانتية في الهند. أكبر طائفة بروتستانتية في البلاد هي كنيسة جنوب الهند والتي يتبعها حوالي أربعة ملايين عضو. وتتبعها كنيسة شمال الهند والتي يتعبها 1.25 مليون. وتعتبر هذه الكنائس جزء من الكنيسة الإنجليكانية. يتواجد في البلاد أيضًا حضور للكنيسة المشيخية، الكنيسة المعمدانية، الكنيسة الميثودية وكنيسة السبتيين. تعتبر الحركة الخمسينية واحدة من أسرع الحركات المسيحية نموًا في الهند. وعلى الرغم من الإضطهادات الموجهة ضد المسيحيين في الهند، فالمسيحية ومعتنقي المسيحية في ازياد استنادًا إلى منظمة أبواب مفتوحة، في سنة 2005 اعتنق المسيحية خصوصًا البروتستانتية بين 60,000 إلى 70,000 هندي.
وفقًا لدراسة المؤمنون في المسيح من خلفية مسلمة: إحصاء عالمي وهي دراسة أجريت من قبل جامعة سانت ماري الأمريكيّة في تكساس سنة 2015 وجدت أن عدد المسلمين في الهند المتحولين للديانة المسيحية يبلغ حوالي 40,000 شخص.

### الإنتشار حسب الولاية

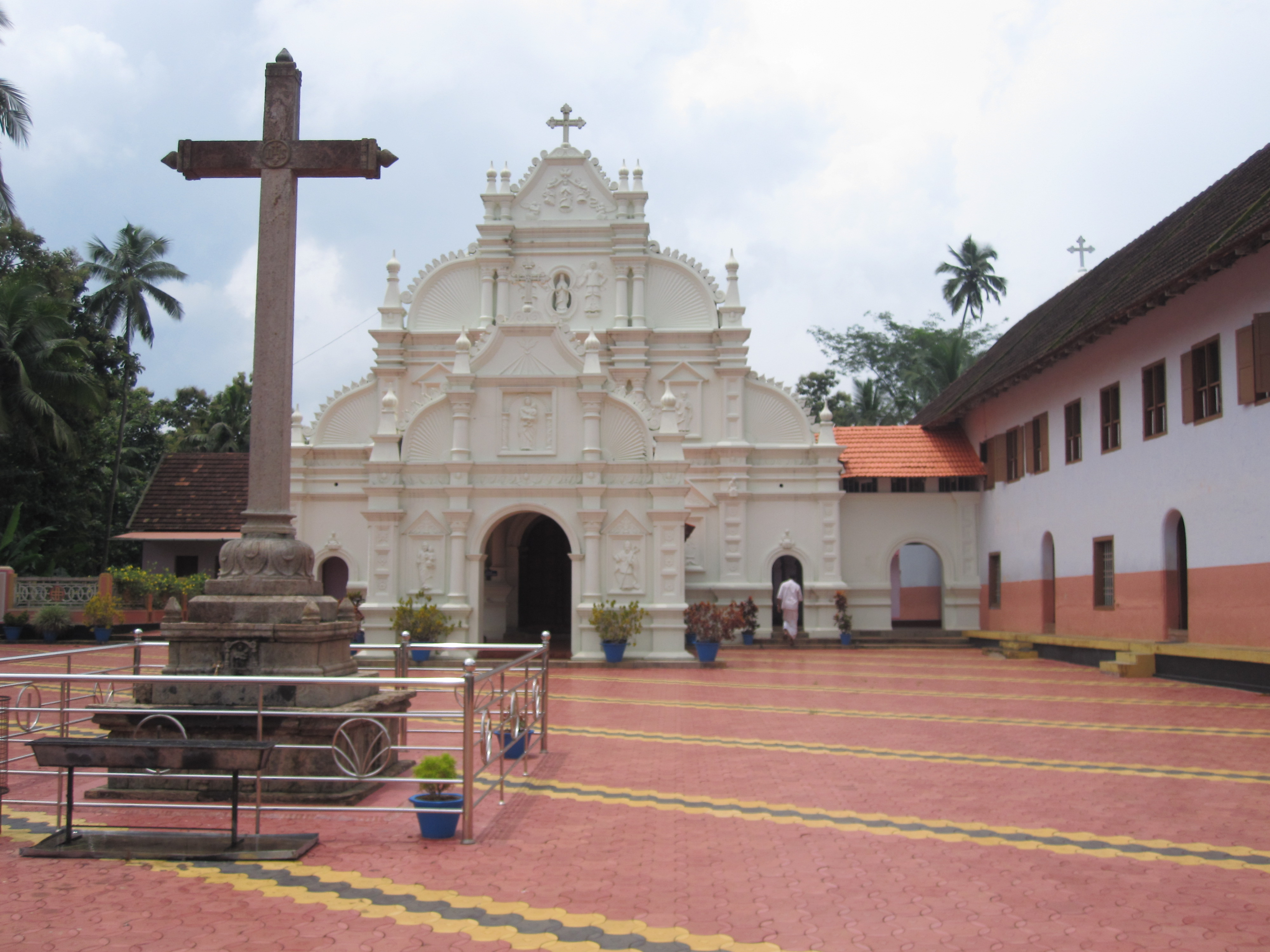
كنيسة سريانية في كيرلا تعود لمسيحيي مار توما، وهم من أقدم المجتمعات المسيحية في الهند.

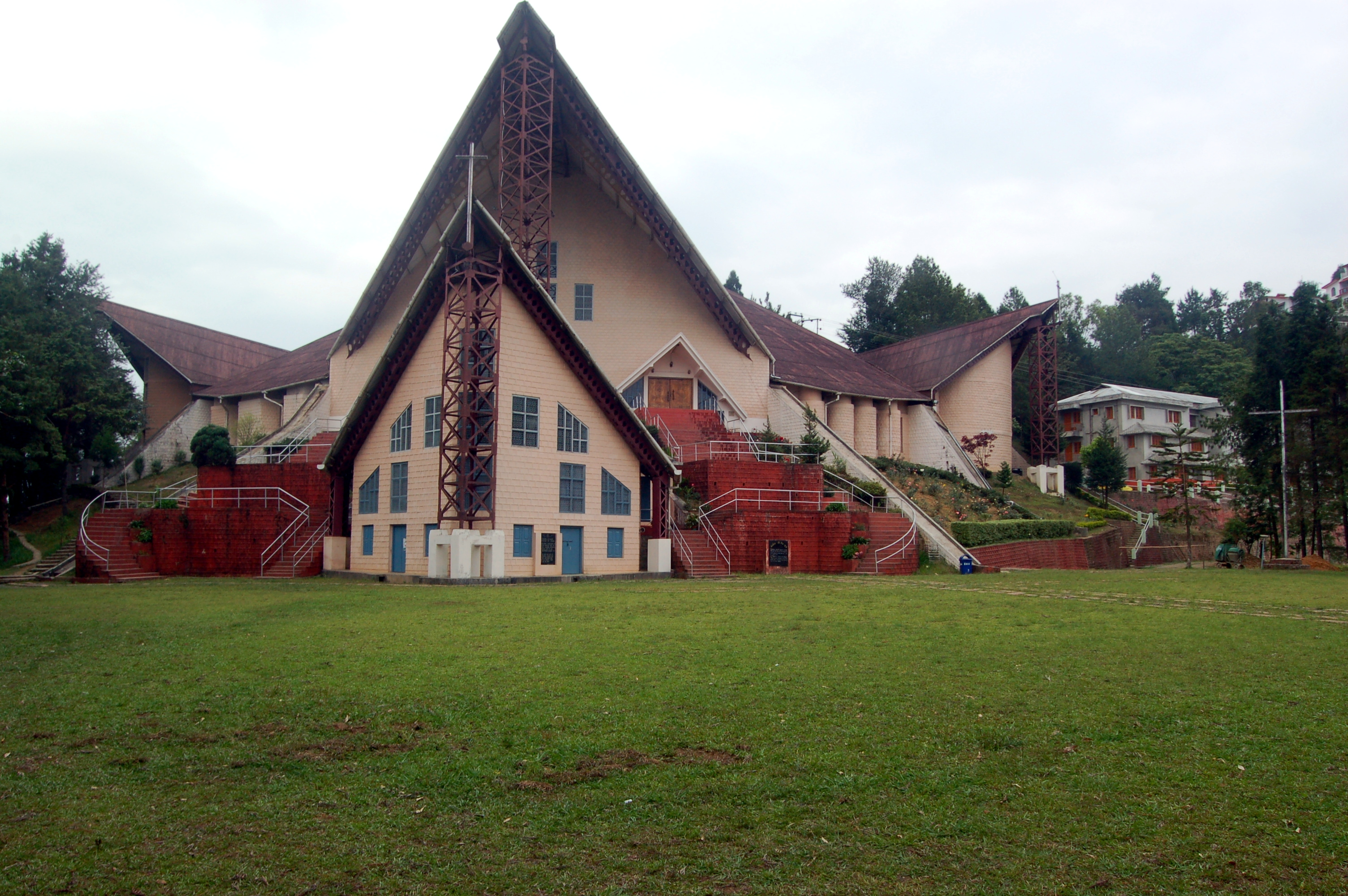
كاتدرائية معونة النصارى في كوهيما؛ ناجالاند.

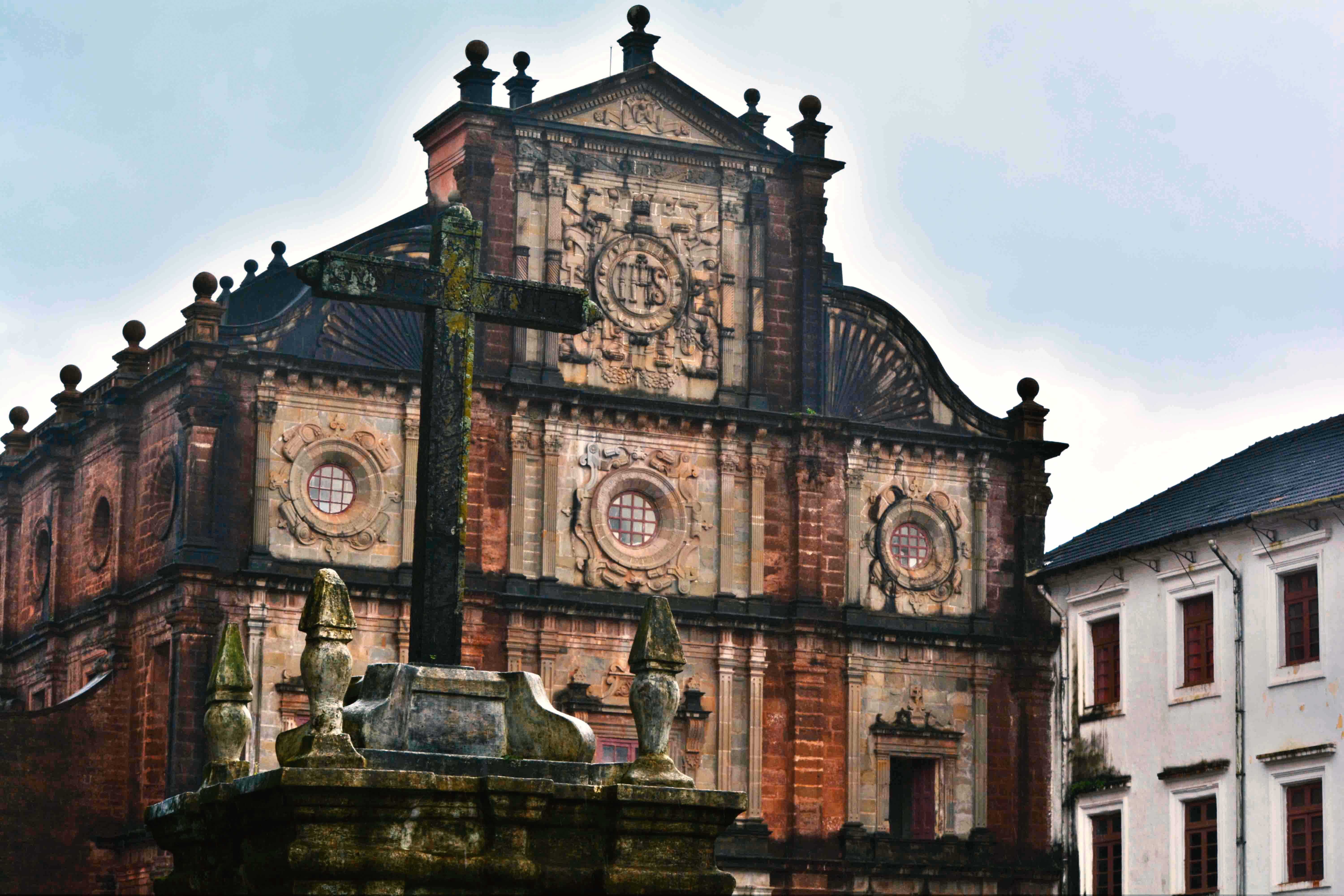
بازيليكا بوم يسوع في غوا.

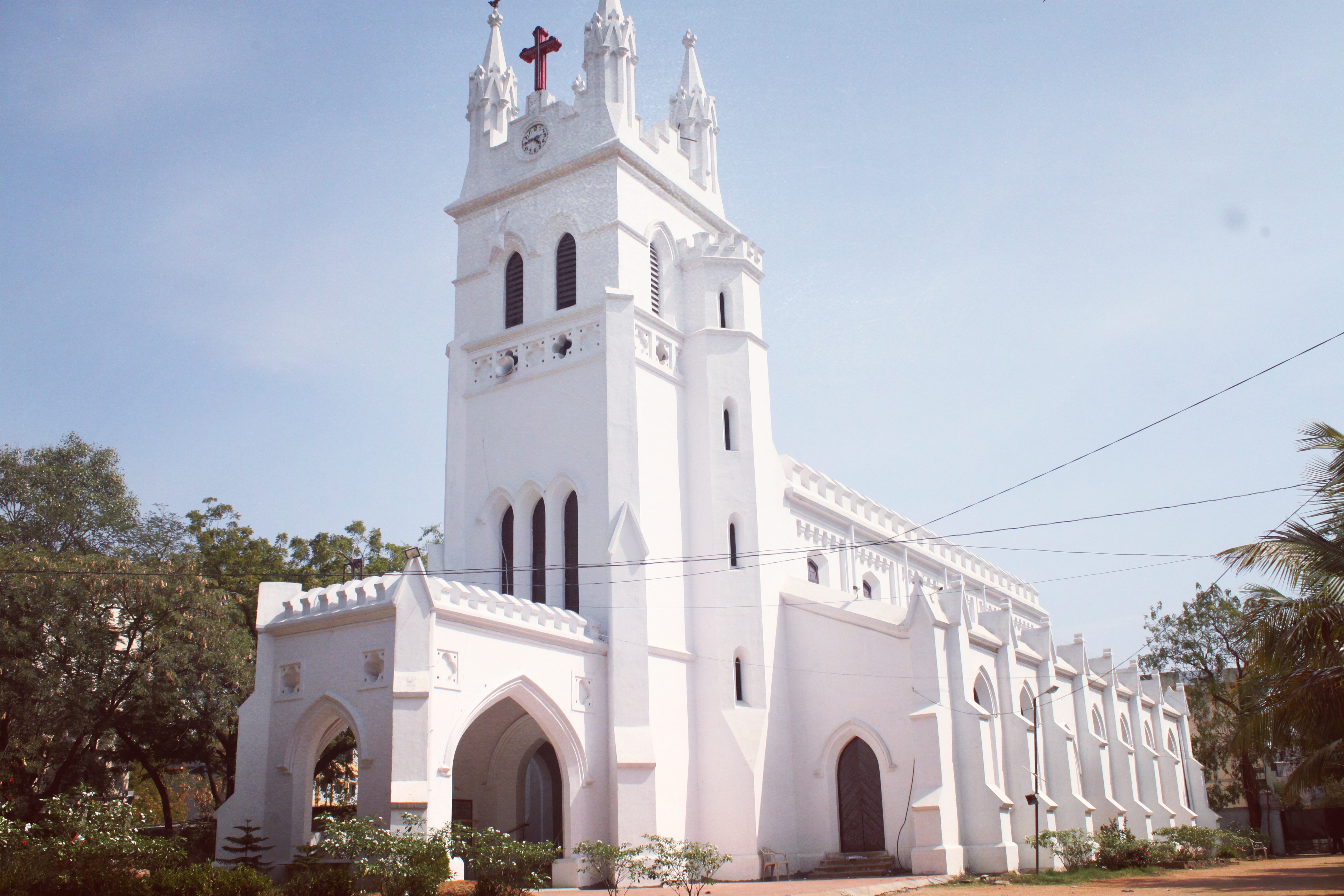
كنيسة القديس جورج في حيدر آباد.

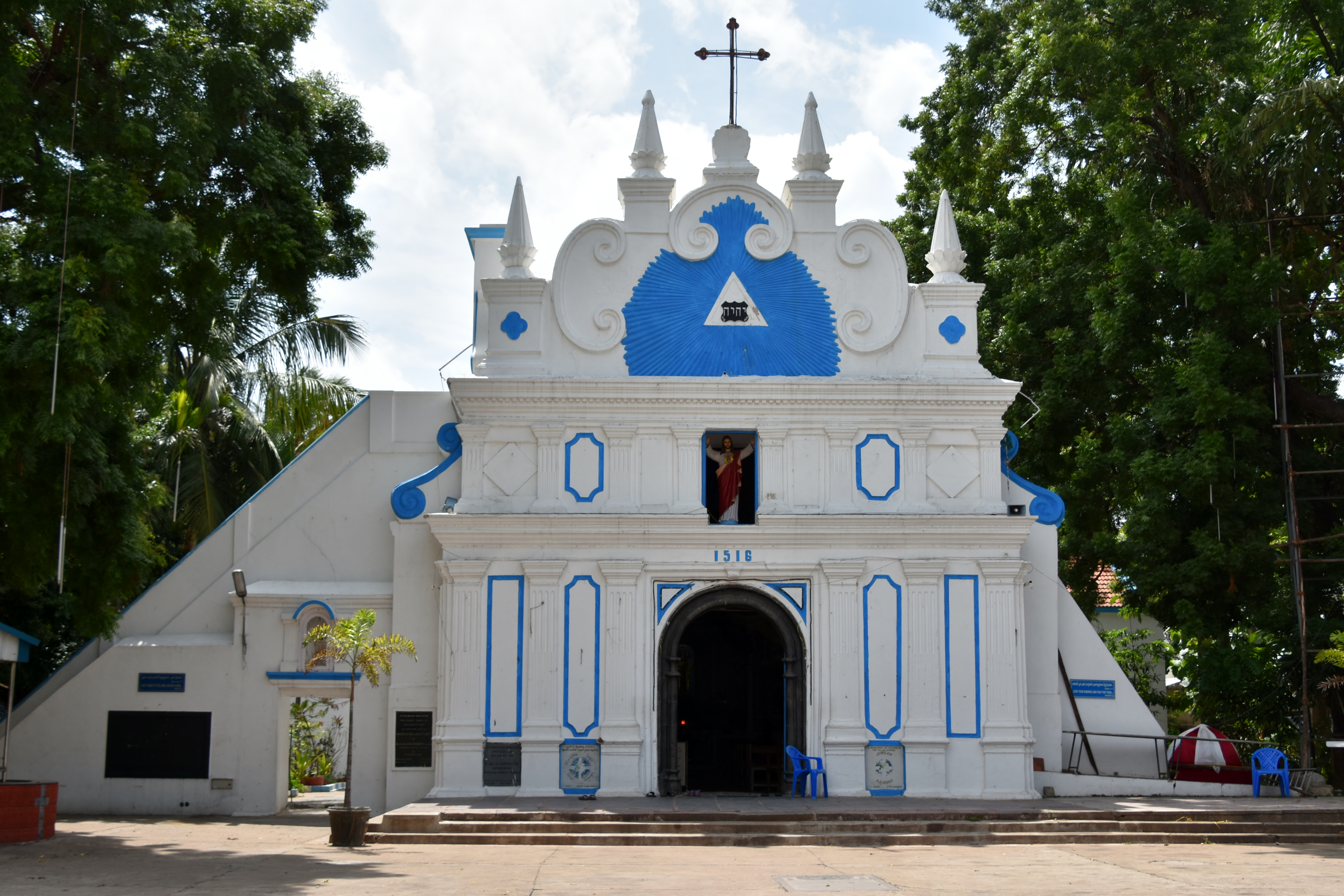
كنيسة كاثوليكيّة في تشيناي.

| الولاية             | مجمل السكان   | المسيحيون (%) | تعداد المسيحيون |
| ------------------- | ------------- | ------------- | --------------- |
| الهند               | 1,210,854,977 | 2.30          | 27,819,588      |
| ناجالاند            | 1,978,502     | 87.93         | 1,739,651       |
| ميزورام             | 1,097,206     | 87.16         | 956,331         |
| ميغالايا            | 2,966,889     | 74.59         | 2,213,027       |
| مانيبور             | 2,855,794     | 41.29         | 1,179,043       |
| أروناجل برديش       | 1,383,727     | 30.26         | 418,732         |
| غوا                 | 1,458,545     | 25.10         | 366,130         |
| جزر أندمان ونيكوبار | 380,581       | 21.28         | 80,984          |
| كيرلا               | 33,406,061    | 18.38         | 6,141,269       |
| سيكيم               | 610,577       | 9.91          | 60,522          |
| بودوتشيري           | 1,247,953     | 6.29          | 78,550          |
| تاميل نادو          | 72,147,030    | 6.12          | 4,418,331       |
| ترايبورا            | 3,673,917     | 4.35          | 159,882         |
| جهارخاند            | 32,988,134    | 4.30          | 1,418,608       |
| آسام                | 31,205,576    | 3.74          | 1,165,867       |
| أوديشا              | 41,974,218    | 2.77          | 1,161,708       |
| تشاتيسغار           | 25,545,198    | 1.92          | 490,542         |
| كارناتاكا           | 61,095,297    | 1.87          | 1,142,647       |
| دادرا وناجار هافلي  | 343,709       | 1.49          | 5,113           |
| أندرا برديش         | 84,580,777    | 1.34          | 1,129,784       |
| بنجاب               | 27,743,338    | 1.26          | 348,230         |
| دمن وديو            | 243,247       | 1.16          | 2,820           |
| ماهاراشترا          | 112,374,333   | 0.96          | 1,080,073       |
| دلهي                | 16,787,941    | 0.87          | 146,093         |
| شانديغار            | 1,055,450     | 0.83          | 8,720           |
| بنغال الغربية       | 91,276,115    | 0.72          | 658,618         |
| كجرات               | 60,439,692    | 0.52          | 316,178         |
| لكشديب              | 64,473        | 0.49          | 317             |
| أوتاراخند           | 10,086,292    | 0.37          | 37,781          |
| ماديا براديش        | 72,626,809    | 0.29          | 213,282         |
| جامو وكشمير         | 12,541,302    | 0.28          | 35,631          |
| هاريانا             | 25,351,462    | 0.20          | 50,353          |
| أتر برديش           | 199,812,341   | 0.18          | 356,448         |
| هيماجل برديش        | 6,864,602     | 0.18          | 12,646          |
| راجستان             | 68,548,437    | 0.14          | 96,430          |
| بِهَار                | 104,099,452   | 0.12          | 129,247         |

## الحضور في المجتمع
للمسيحية إرث عريق في مجال التعليم والرعاية الصحية. تملك الكنيسة الكاثوليكية في الهند وحدها حوالي 25,000 مدرسة. وفي بعض المنطاق الهندية، تعتبر الكنيسة المزود الرئيسي للتعليم وأحيانًا أخرى يكون نظامها التعليمي أفضل من الحكومي.
منذ القرن الثامن عشر، أدّت أنشطة الطوائف المسيحية المتنافسة في الهند إلى تكثيف إنشاء مؤسسات النظام التعليمي المسيحي في البلاد. حتى يكون للمسيحيين في الهند نظامهم الخاص من المدارس والجامعات، والمؤسسات التعليميّة المسيحية والتي أدت وظيفة هامة بعضها تعتبر مؤسسات تعليمية مرموقة على مستوى العالم منها جامعة سانت فرنسيس كسفاريوس في بومباي. وكان يتم فتح المدارس من قبل المبشرين الكاثوليك والبروتستانت، حيث كانت مهمة التعليم المسيحي ذات شقين؛ أولاً، كان وظيفتها إرساء أساس تعليم العقيدة المسيحية للتبشير بين الشعوب غير المسيحية من خلال تشكيل نظام تعليمي لجميع المستويات من المدرسة الثانوية إلى الجامعة. وثانيهما، رعاية تعليم المسيحيين المحليين. كما ساعدت البعثات التبشيريَّة المسيحيَّة في تطبيق ممارسة النظافة وتشجيعها في الهند، ويذكر ذلك في نمط حياة المجتمعات الهندية المسيحية على سبيل المثال أعلنت مجلة «اكتشف الهند» قرية ماولينّونغ المسيحيَّة الواقعة في ميغالايا، أنها أنظف القرى في آسيا عام 2003، والأنظف في الهند عام 2005.
تدير الكنائس المسيحية المختلفة الآلاف من مؤسسات الرعاية الصحيَّة والمستشفيات والتي أسهمت إلى حد كبير في تنمية الأمة الهنديَّة. أنشأت الأم تيريزا في كالكوتا عدد من الإرساليات الخيرّية في الأحياء الفقيرة في المدينة وذلك في عام 1948 وكان الهدف من ذلك العمل بين «أفقر الفقراء». أسست الإرساليّة شبكة من المشافي والمصحات وعملت على أنقاذ الأطفال حديثي الولادة المتخلى عنهم في أكوام القمامة، فضلًا عن مساعدة مرضى البرص والمرضى عقليًا. حققت تيريزا الشهرة في عام 1960، وبدأت لإقامة الأديرة في جميع أنحاء العالم.
حضور المسيحيين الهنود في الحياة الاجتماعيَّة والسياسيَّة والاقتصادية بازر، إذ يعتبر المسيحيين أكثر المجتمعات الدينية تقدمًا في الهند إلى جانب كل من البارسيين الزرادشتيين والجانيين. وتأثير المسيحيين من سكان المناطق الحضرية يظهر جليًا في الاقتصاد فالقيم المسيحية المتأثرة من التقاليد الأوروربية تعتبر ميزة ايجابية في بيئة الأعمال والتجارة في الهند الحضرية؛ يعطى هذا كتفسير للعدد الكبير من المهنيين المسيحيين في قطاع الشركات في الهند. كما أن المسيحيين هم الجماعة الدينيَّة الأكثر تعلمًا في الهند حيث وفقًا لدراسة قامت بها مركز بيو للأبحاث عام 2016 تحت اسم الدين والتعليم حول العالم حوالي 22% من المسيحيين الهنود حاصلين على تعليم عال ومن حملة الشهادات الجامعيَّة، بالمقارنة مع 10% من الهندوس وحوالي 6% من المُسلمين و5% من البوذيين الهنود.

## الثقافة

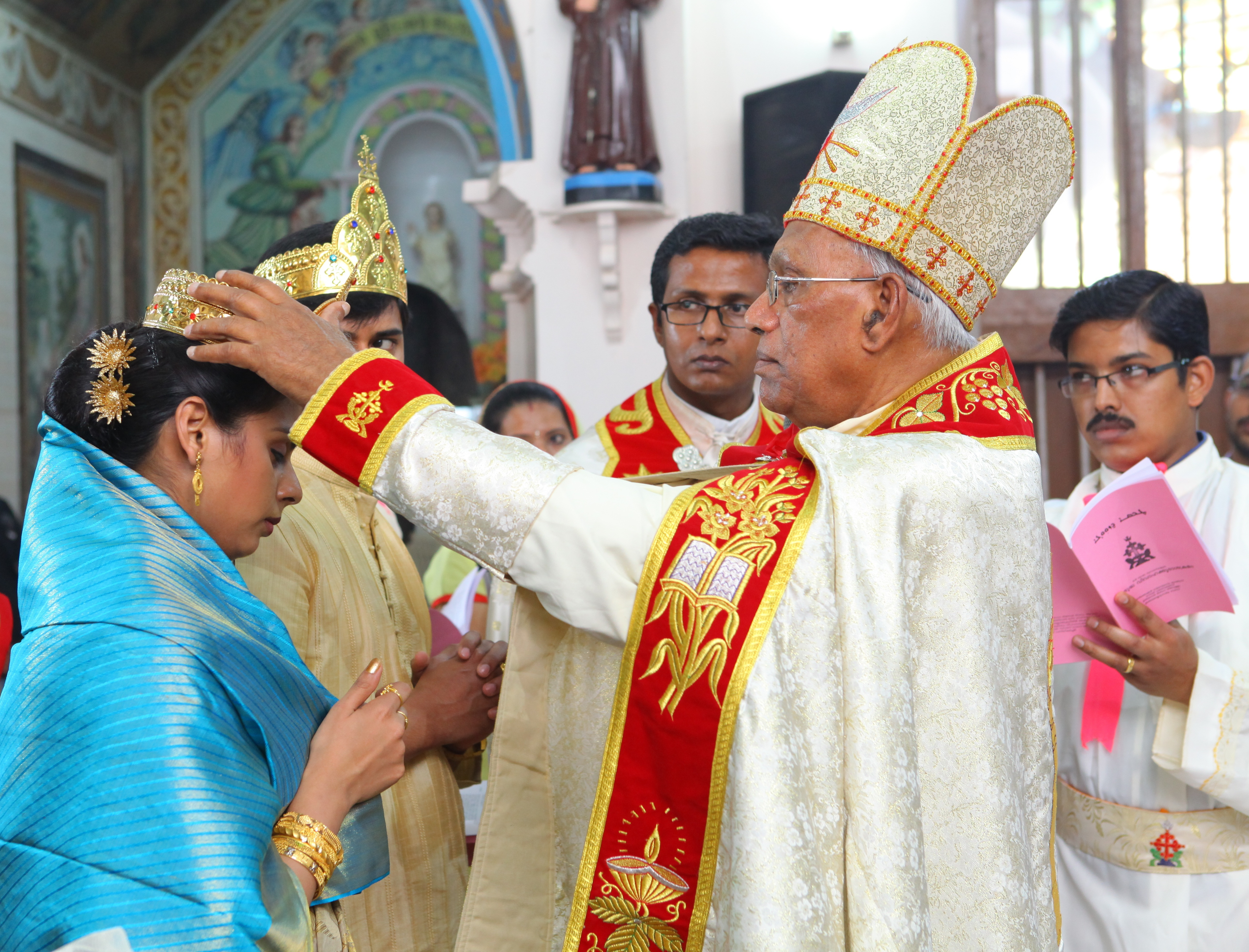
جانب من طقوس الزفاف الكنسيّة لدى مسيحيون مار توما.

لا يتشارك المسيحيين في الهند ثقافة مشتركة واحدة، علمًا أن ثقافاتهم الجزء الأكبر منها تميل إلى أن تكون مزيجًا من الثقافات الهندية والسريانية والأوروبية. وهي تختلف من منطقة إلى أخرى اعتمادًا على عدة عوامل مثل الطقوس والتقاليد السائدة وزمكانية المسيحية في تلك المناطق. أقدم المجتمعات المسيحية في البلاد هي مسيحيين مار توما القاطنين في ولاية كيرالا حيث لديهم ثقافة برجوازية متميزة ومختلفة بالمقارنة مع المسيحيين في أجزاء أخرى من البلاد. بسبب العلاقات التاريخية مع كنيسة المشرق واستيعاب التقاليد الهندية ساهمت في تنمية ثقافة فريدة من نوعها بين هؤلاء المسيحيين السريان في ولاية كيرالا. أمثلة توضح ذلك استخدام المظلات كزينة للاحتفالات الدينية المتأصلة في التقاليد السريانية المسيحية.
يرتبط مسيحيون مار توما تقليديًا ببعض التراث اليهودي المسيحي الذي يعود إلى المسيحية المبكرة. وما يزال المجتمع يحتفظ بالعديد من التقاليد والطقوس القديمة الخاصة بهم، سواء في الحياة الاجتماعية والدينية. ويعتبر أبناء هذا المجتمع أعضاء في عائلة الكنائس ذات التراث السرياني. حتى 1970 أستخدم مسيحيين مار توما اللغة السريانية في طقوسهم الدينيَّة. ويمثل مسيحيين مار توما جماعة عرقية واحدة ومجتمع متميز، سواء من حيث الثقافة والدين. تأثرت الثقافة المسيحية الخاصة بمسيحيي مار توما من مصادر مختلفة منها هندية، وسريانية شرقية، وسريانية غربية، ويهودية وأوروبية في وقت لاحق. وصف المؤرخ بالكيد ج. بوديبارا مجتمع مسيحيي مار توما بأنهم «هندوس في الثقافة، مسيحيين في الدين، وشرقيين في العبادة».
وتظهر التأثيرات السريانية الشرقية القادمة من بلاد فارس من خلال الطقوس الدينية واللاهوت الديني ومن خلال اللغة الطقسية والتقاليد الدينية، إلى جانب طقوس الطهارة الخاصة في المرأة والعلاقات الزوجية والأسريَّة. في حين يظهر التأثير اليهودي في ثقافة مسيحيي مار توما من خلال العادات والتقاليد. إذ يحفاظ المجتمع على بعض الطقوس اليهودية الأصليّة، مثل تغطية رؤوسهم خلال التعبد في الكنيسة، إلى جانب وضع الرموز الدينية مثل الشمعدان السباعيّ والمزوزا في المنازل، كما تأثرت القوانين الغذائية في مطبخ مسيحيي مار توما مثل الامتناع عن أكل الخبز أو أي طعام مصنوع من العجين المختمر في ليلة الفصح، وبدلاً من الخبز يؤكل الفطير غير المختمر المختبز، من الثقافة اليهودية. تقليديًا انتمى مسيحيي القديس توما إلى طبقة عليا في المجتمع الهندي، فاحتفظوا بثقافتهم الهندية ومنها التسلسل الهرمي الطبقي بجانب ديانتهم المسيحية المتأثرة بشدة بالتقاليد المسيحية السريانية، ونجح مسيحيي مار توما في ربط وضعهم الاجتماعي مع الهندوس المنتمي إلى الطبقات العليا وذلك بسبب قوتهم العددية والنفوذ الاقتصادي.

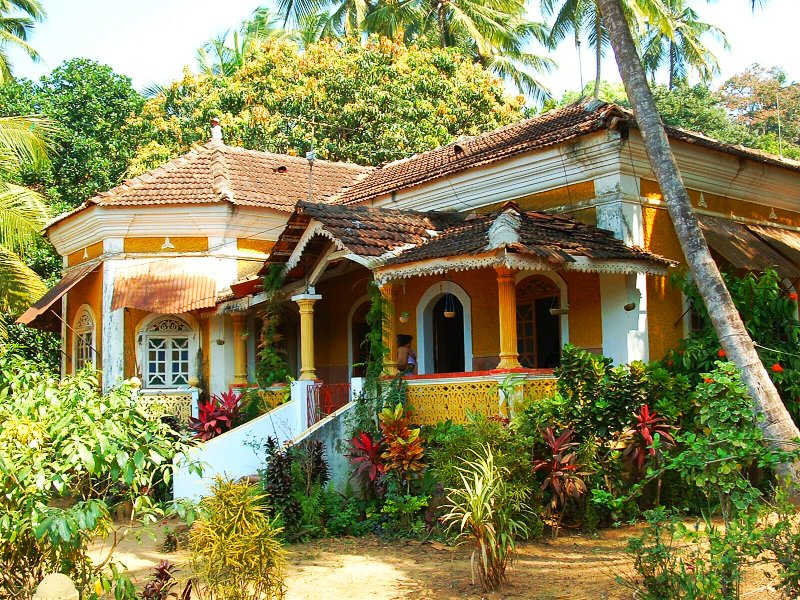
منزل مسيحي مبني على العمارة البرتغاليّة الغوانيّة.

نتيجة لإستعمار غوا من قبل البرتغاليين في القرن السادس عشر الميلادي. تبنى كاثوليك غوان ثقافة أكثر غربيّة. حيث تأثر الرقص والغناء والمطبخ في غوا بشكل كبير من قبل البرتغاليين. الثقافة المعاصرة لمسيحيين غوا يمكن وصفها بأنها ثقافة ذات عناصر هندية برجوازية وعناصر كاثوليكية برتغالية. ينحدر كاثوليك مانغلور أساسًا من المستوطنين الغوانيين الكاثوليك، الذين هاجروا إلى جنوب كانارا من غوا، وهي ولاية شمال كانارا، بين الأعوام 1560-1763 خلال فترة محاكم التفتيش والحروب البرتغالية مع العادل شاهية وإمبراطورية ماراثا. بعد الهجرة إلى مانغلور، اعتمد المسيحيين الثقافة المانغلورية المحلية، لكنها أبقت على كثير من العادات والتقاليد الغوانيّة. انتشرت المسيحية في أجزاء أخرى من الهند في ظل الأنظمة الإستعمارية الهولندية والدنماركية والفرنسية والأهم من ذلك الإنجليزية من أوائل القرن القرن السابع عشر إلى وقت الاستقلال الهند في عام 1947. الثقافة المسيحية في هذه الأقاليم المستعمرة تأثرت بالثقافة المسيحية الغربية.
تعتمد الثقافة المسيحية اللاتينية المعاصرة في الهند بشكل كبير على عناصر من الثقافة الأنجليكانية نتيجة لتأثير الحكم البريطاني. يستخدم كتاب الصلاة الخاص بالكنيسة الأنجليكانية على نطاق واسع للعبادة في اثنين من الطوائف البروتستانتية الرئيسية في البلاج: كنيسة جنوب الهند وكنيسة شمال الهند.
يعتبر المسيحيين اليوم واحد من المجتمعات الأكثر تقدمًا في الهند. وتأثير المسيحيين من سكان المناطق الحضرية يظهر جليًا في الاقتصاد فالقيم المسيحية المتأثرة من التقاليد الأوروربية تعتبر ميزة ايجابية في بيئة الأعمال والتجارة في الهند الحضرية؛ يعطى هذا كتفسير للعدد الكبير من المهنيين المسيحيين في قطاع الشركات في الهند.

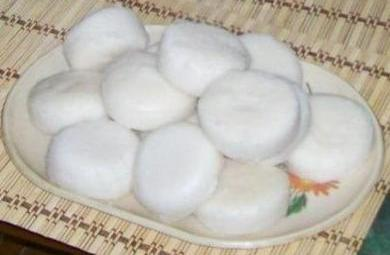
حلويات السنى وهي من الحلويات التقليديَّة في مطبخ كاثوليك مانغلور.

يلعب الدين دورًا هامًا في الحياة اليومية للمسيحيين الهنود. تحتل الهند المرتبة 15 بين الدول ذات أعلى حضور للطقوس الدينية في الكنيسة. وغالبًا ما يحتفل المسيحيين خاصًة في مواكب دينية وكرنفالات. المدن ذات الكثافة السكانية المسيحية الكبيرة تحتفل بيوم القديس الشفيع الخاص بها. كما هو الحال في أجزاء أخرى من العالم، يعتبر عيد الميلاد واحد من أكثر الأعياد أهمية بالنسبة للمسيحيين الهنود. كيترافق عيد الميلاد مع تزيين المنازل والكنائس والشوارع الرئيسية والساحات والأماكن العامة في المناطق التي تحتفل بالعيد، بزينة خاصة به. عادة يعتبر اللونين الأخضر والأحمر هما اللونان التقليديان للإشارة إلى عيد الميلاد، تطعم أيضًا بشيء من اللونين الذهبي أو الفضي؛ يعتبر يوم الجمعة العظيمة يوم عطلة وطنية. كما أن ذكرى الموتى هو يوم يقيمه معظم المسيحيين في الهند. معظم الكنائس البروتستانتية تقيم مهرجانات خاصة في ليلة جميع القديسين.
تتفق الأعراس المسيحية في الهند مع الزفاف الأبيض التقليدي. ومع ذلك فإنه من المألوف للعرائس المسيحيات وخصوصًا في الجنوب ارتداء الساري التقليدي في حفل الزفاف بدلاً من الثوب الأبيض. الغالبية العظمى من النساء البروتستانتيات وإلى حد أقل من النساء الكاثوليكيات في الهند لا بقمن بوضع النقطة الحمراء على الجبين، وبالتالي يمكن تمييزهن بسهولة من نظرائهن الهندوس.

## التأثير في المجتمع

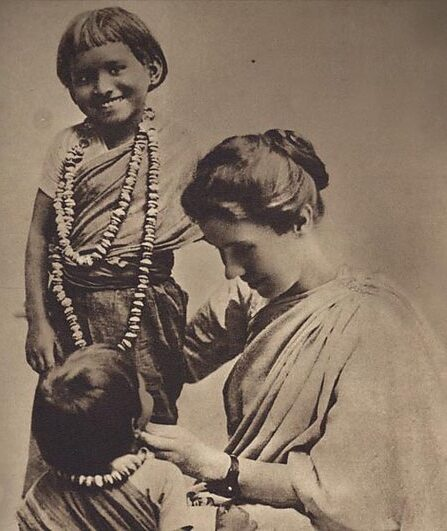
ركزت إيمي كارمايكل، وهي مبشرة بروتستانتية، جهودها في الراج البريطاني على إنقاذ الأطفال من العمل بالدعارة.

بعد عام 1857، أصبح إنشاء المدارس والمستشفيات من قبل المبشرين المسيحيين البريطانيين «سمة محورية للعمل التبشيري والمسارات الرئيسية للتحويل الديني». وتعتبر كلية كنيسة المسيح التي بنيت في عام 1866 وكلية سانت ستيفن والتي بنيت في عام 1881، مثالين على المؤسسات التعليمية البارزة التابعة للكنيسة والتي تأسست خلال فترة حقبة الهند البريطانية. وداخل المؤسسات التعليمية التي أنشئت خلال فترة الحكم البريطاني، كانت النصوص المسيحية، وخاصةً الكتاب المقدس، جزءاً من المناهج الدراسية. خلال فترة الحكم البريطاني، طور المبشرون المسيحيون أنظمة الكتابة للغات الهندية التي لم يكن لها في السابق أنظمة. كما وعمل المبشرون المسيحيون في الهند على زيادة معرفة القراءة والكتابة، وشاركوا في النشاط الاجتماعي، مثل مكافحة الدعارة، ومناصرة حق النساء الأرامل في الزواج مرة أخرى، ومحاولة إيقاف الزواج المبكر للنساء. وبين النساء البريطانيات، أصبحت إرسالية زنانة طريقة شائعة لكسب المتحولين إلى المسيحية.

### محاربة الدعارة
عارض المبشرون المسيحيون ممارسة الدعارة في الراج البريطاني. كما حاربوا وكافحوا ممارسة دعارة الأطفال التي كانت مُنتشرة في المعابد الهندوسية. آمي كارمايكل، وهي مبشرة بروتستانتية من كنيسة إنجلترا وجمعية التبشيرية زِنانة كثفت جهودها على مساعدة تحرير الأطفال الذين «كانوا مكرسين لبغايا المعابد»، مما أدى إلى إنشاء زمالة دونافور، التي أنقذت ألف طفل، بالإضافة إلى إدارة مستشفى والمُشاركة في التبشير. بعد رؤية عمل جماعة دينية أنجليكانية تُدعى «أخوات فولهام المطلوبين»، والذين كرّسوا حياتهم لرعاية ومساعدة البغايا، أسست بانديتا رامباي - التي اعتنقت المسيحية - مركز كريبا سادان (بيت الرحمة)، وهو مركز «لإعادة تأهيل بائعات الهوى في الهند».

## قضايا اجتماعية

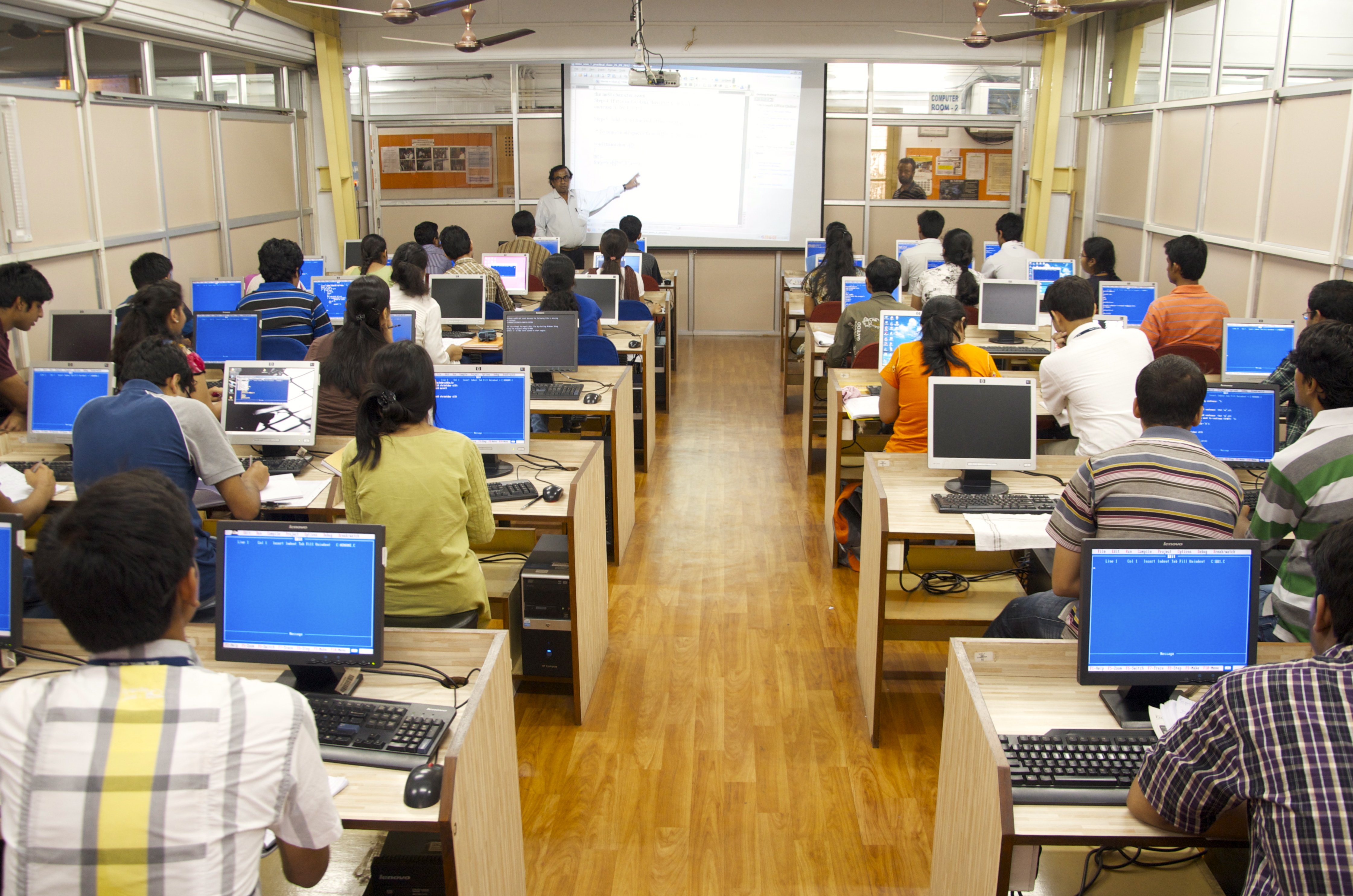
طلاب في كليًّة كسفاريوس الكاثوليكية في مدينة مومباي: يلعب المسيحيين دوراً هاماً في الحياة الثقافية والاجتماعية في الهند.

وفقاً لدراسة «الدين في الهند: التسامح والفصل العنصري» نُشرت من قِبل مركز بيو للأبحاث عام 2021، وجدت أنَّ حوالي 2.4% من سكان الهند البالغين الذين تبلغ أعمارهم 18 عامًا أو أكبر من أتباع الديانة المسيحية، وتقدر أعداد المسيحيين الهنود الذين تبلغ أعمارهم 18 عامًا أو أكبر حوالي 18.5 مليون نسمة. وفقاً للدراسة قال 2.3% من البالغين الهنود أنهم نشأوا على الديانة المسيحية، في حين يعتبر 2.6% من البالغين الهنود أنفسهم مسيحيين، وبالتالي كان هناك بعض المكاسب الصافية نتيجة للتحول إلى المسيحية. ويقول 90% من المسيحيين في الهند أنهم فخورون بأنهم هنود، ويقول 91% من المسيحيين الهنود أنهم فخورون أنهم مسيحيون.
وفقاً للدراسة قال 89% من المستجبين المسيحيين أنهم أحرار في ممارسة ديانتهم، وقال حوالي 78% احترام الديانات الأخرى هي جزء مهم من هويتهم الدينية. ومع ذلك، على الرغم من المشاركة في بعض القيم والمعتقدات الدينية - بالإضافة إلى العيش في نفس البلد - لا يشعر أعضاء المجتمعات الدينية الرئيسية في الهند في كثير من الأحيان أن لديهم الكثير من القواسم المشتركة مع بعضهم البعض. يرى غالبية المسيحيين أنفسهم مختلفين تمامًا عن المسلمين (62%) وعن الهندوس (58%) وعن السيخ (50%) وعن البوذيين (49%) وعن الجاينيين في الهند، ويقول مُعظم البوذيين (87%) والجاينيين (72%) والهندوس (59%) والمسلمين (54%) والسيخ (49%) أنهم مختلفون تمامًا عن المسيحيين في الهند. ويقول 35% من المستجبين المسيحيين أنَّ «ديني هو الدين الوحيد الصحيح»، مقابل 48% يقولون أنَّ العديد من الأديان يُمكن أن تكون صحيحة.
يؤمن حوالي 98% من المسيحيين الهنود بالله، بالمقارنة مع 2% يقولون أنهم لا يؤمنون بالله، بالمقابل يقول 99% من الجاينيين و98% من الهندوس و94% من السيخ و91% من المسلمين و67% من البوذيين أنهم يؤمنون بالله. يؤمن حوالي 54% من المسيحيين الهنود في الكارما، ويؤمن حوالي 29% من المسيحيين الهنود بالتقمص أو تناسخ الأرواح، ويؤمن 64% من المسيحيين الهنود في الجنة، ويؤمن 68% من المسيحيين الهنود في الملائكة، ويؤمن 48% من المسيحيين الهنود في المعجزات، ويؤمن 49% من المسيحيين الهنود في يوم القيامة، ويؤمن 46% من المسيحيين الهنود في القدر و14% في علم التنجيم، ويؤمن 28% من المسيحيين الهنود في عين الحسد. ويثق 94% من المسيحيين الهنود في العلوم الطبية كعلاج لصحتهم أو صحة أسرهم في حالة وجود مشكلة صحية.
يقول 89% من المسيحيين الهنود أنهم يعرفون «الكثير» أو «البعض» عن الديانة المسيحية وممارساتها، بالمقابل يقول 33% من السيخ و27% من الجاينيين و28% من الهندوس و18% من المُسلمين و15% من البوذيين أنهم يعرفون «الكثير» أو «البعض» عن الديانة المسيحية وممارساتها. بالمقابل ما يقرب من نصف المسيحيين (47%) يقولون إنهم يعرفون الكثير أو البعض عن الإسلام. يقول 10% من المسيحيين الهنود أنهم نباتيون، ويقول 30% من المسيحيين الهنود أنهم يمتنعون عن أكل لحوم معينة وعن أكل اللحوم في أيام معينة.

### الالترام الديني

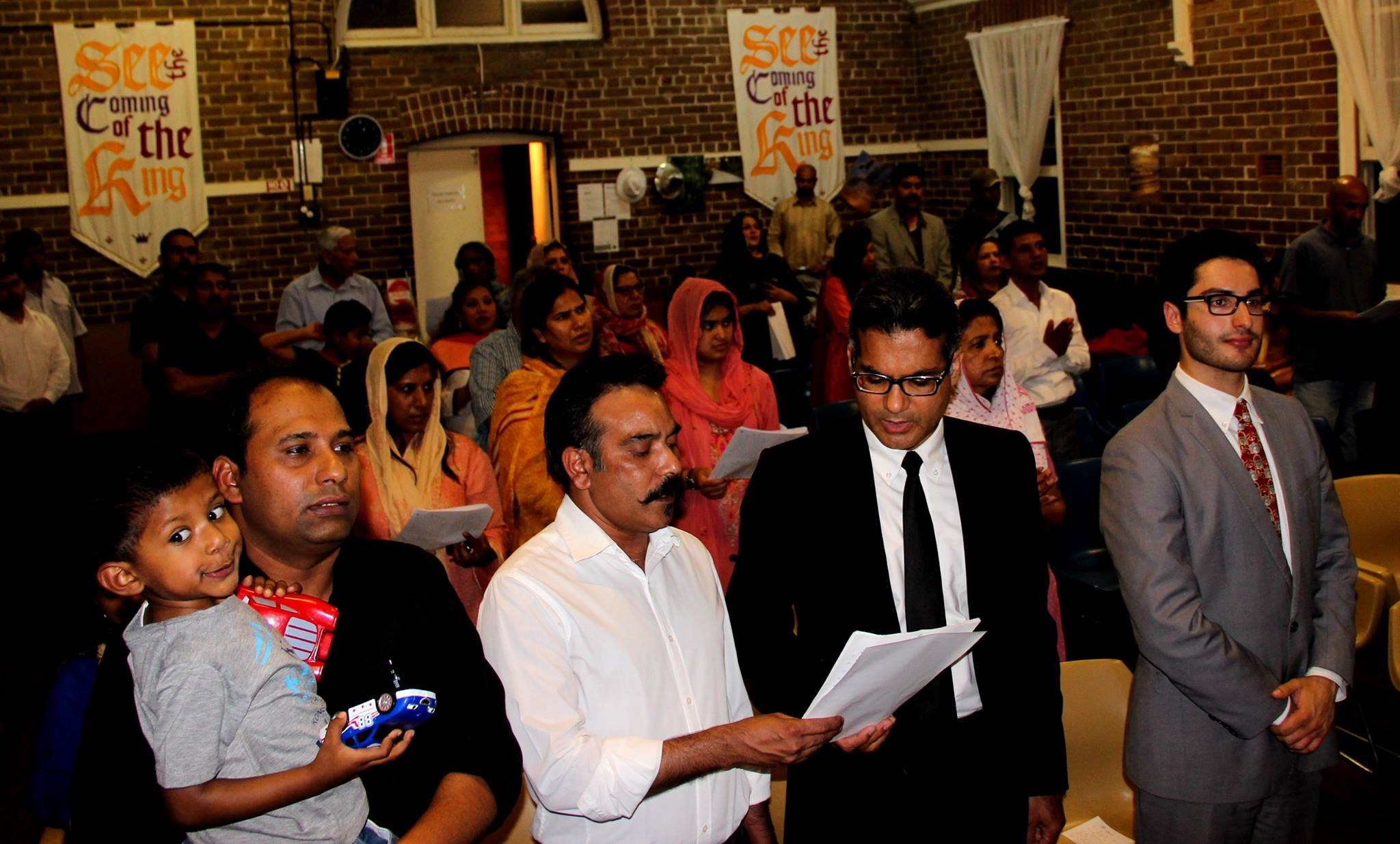
مسيحيون هنود يؤدون الصلوات في كنيسة بروتستانتية.

وفقاً لدراسة «الدين في الهند: التسامح والفصل العنصري» نُشرت من قِبل مركز بيو للأبحاث عام 2021، قال حوالي 76% من مسيحيي الهند أن للدين أهميَّة كبرى في حياتهم. بالمقارنة مع 91% بين المُسلمين، و89% بين الجاينيين، و87% بين البوذيين، و84% بين الهندوس والسيخ. وقال 55% من المسيحيين الهنود أنهم يترددون على الكنيسة مرة واحدة على الأقل في الأسبوع، وقال حوالي 12% أنهم يترددون على الكنيسة مرة واحدة على الأقل في الشهر، وقال 27% أنهم يترددون على الكنيسة مرات قليلة أو نادراً في السنة. ويتبرع حوالي 89% من المسيحيين من المال للكنائس. وبحسب الدراسة يُداوم حوالي 77% من المستجبين المسيحيين على الصلاة بشكل يومي، ويُداوم 17% على الصلاة بشكل أسبوعي، ويصلي حوالي 1% بشكل شهري، في حين قال 4% أنهم لا يصلون أبداً.
بحسب الدراسة يُداوم حوالي 78% من المسيحيين على قراءة الكتاب المقدس بشكل أسبوعي على الأقل، بالمقارنة مع حوالي 70% من السيخ، وأكثر من نصف الجاينيين (56%) والمسلمين (53%) الذين يفعلون ذلك أيضًا، في حين أنَّ عددًا أقل من الهندوس والبوذيين (22%) يقومون بقراءة أو الاستماع إلى الكتب الدينية بإنتظام. ويقول 94% من المسيحيين في الهند أن نصوصهم الدينية هي كلمة الله. وقال حوالي 48% من المسيحيين الهنود أنهم قاموا بالحج إلى مواقع مقدسة مسيحيَّة. ويقول حوالي 19% من المسيحيين أنهم يدامون على التأمل بشكل أسبوعي، في حين يمارس 24% من المسيحيين الهنود اليوغا بالمقارنة مع 29% من المسلمين وحوالي 36% من الهندوس.
يُشاهد حوالي 42% من المسيحيين الهنود برامج أو مسلسلات دينية أو مسيحية مرة واحدة في الأسبوع أو أكثر، ومع ذلك، بين المسيحيين، فإنَّ أعضاء الطوائف الدنيا وأولئك الذين واجهوا مشاكل مالية هم أكثر عرضة من المسيحيين الآخرين لمشاهدة البرامج الدينية أسبوعيًا. على سبيل المثال، يُشاهد 49% من المسيحيين من الطبقة الدنيا البرامج الدينية أسبوعيًا، بينما أفاد حوالي 25% من المسيحيين من الفئات العامة أنهم يفعلون ذلك.

### الهوية الدينية

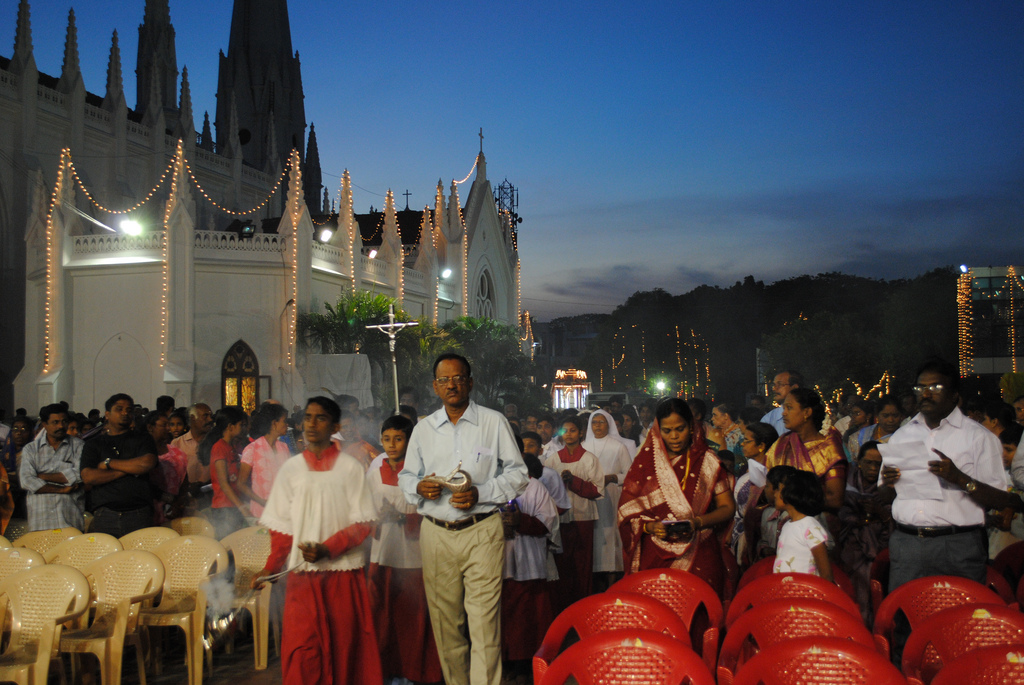
الحج إلى كنيسة القديس توما الرومانية الكاثوليكية بتشيناي: وهي من مظاهر التعبير عن الهوية المسيحية في الهند.

وفقاً لدراسة «الدين في الهند: التسامح والفصل العنصري» نُشرت من قِبل مركز بيو للأبحاث عام 2021، ينقسم المسيحيين الهنود بين أولئك الذين يقولون أن جوهر هويتهم المسيحيَّة هي في المقام الأول مسألة دينيَّة (29%)، وأولئك الذين يقولون أن هويتهم المسيحيَّة مرتبطة أساسًا بالسلالة أو العائلة أو الثقافة (34%)، وأولئك الذين يقولون أنَّ هويتهم المسيحيَّة هي مزيج من الدين والنسب والثقافة (27%). وذلك بالمقارنة مع 38% من المسلمين و31% من السيخ و27% من البوذيين و26% من الهندوس والجاينيين الذين يقولون أن جوهر هويتهم الدينيَّة هي في المقام الأول مسألة دينيَّة.
وفقاً لنفس الدراسة يقول 45% من المسيحيين أنَّ أي شخص لا يحتفل بالأعياد المسيحية أبداً لا يمكن أن يكون عضوا في مجتمعهم الديني، وقال حوالي 59% أنَّ أي شخص لا يؤمن بالله لا يُمكن أن يكون عضوا في مجتمعهم الديني، وقال 55% أنَّ أي شخص لا يذهب إلى الكنيسة أو يؤدي الصلوات أبداً لا يمكن أن يكون عضوا في مجتمعهم الديني. وفقاً للدراسة عرّف حوالي 37% من المسيحيين الهنود أنفسهم كأتباع في الكنيسة الكاثوليكية، وحوالي 13% أتباع في الكنيسة المعمدانية، وحوالي 36% أتباع في طوائف مسيحية أخرى، وقال 14% أنهم مسيحيين بلا إنتماء طائفي. ويعتبر 7% من المسيحيين في الهند أنفسهم صوفيين.
وقال حوالي 79% من المسيحيين الهنود أنه من المهم معمودية الابن أو الابنة في العائلة، وقال حوالي 82% أنه أن يتزوج أبنائهم أو بناتهم بحسب الطقوس المسيحية، وقال حوالي 86% أنه من المهم دفن أفراد العائلة أو الأحباء بحسب الطقوس المسيحية. ويقول 78% من المسيحيين الهنود أن أطفالهم القاصرين يترددون على الكنائس، ويقول 80% من المسيحيين الهنود أن أطفالهم القاصرين يدامون على الصلاة، ويقول 54% من المسيحيين الهنود أن أطفالهم القاصرين يدامون على قراءة الكتاب المقدس. وقال 53% من المسيحيين الهنود أنَّ أطفالهم يتلقون تعليمًا دينيًا خارج المنزل. ولدى 48% من المسيحيين الهنود الذكور لحى، وترتدي حوالي 22% من النساء المسيحيات في الهند البيندي وتغطي حوالي 21% من النساء المسيحيات شعرها في الخارج. ويرتدي حوالي 61% من المسيحيين الهنود قلادة دينية مثل الصليب المسيحي.

### الاحتفال بالأعياد

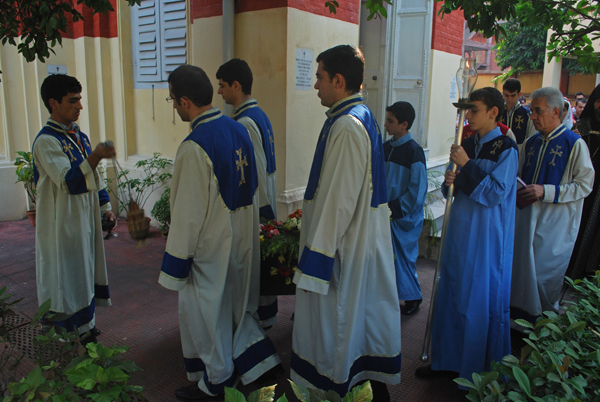
احتفالات عيد القيامة في الكنيسة الرسولية الأرمنية بكالكوتا.

وفقاً لدراسة «الدين في الهند: التسامح والفصل العنصري» نُشرت من قِبل مركز بيو للأبحاث عام 2021، يقول 79% من المسيحيين البالغين أنهم يشاركون في الاحتفال بيوم الإستقلال الهندي، ويقول 31% من المسيحيين الهنود أنهم يشاركون في الاحتفال بعيد الديوالي، ويقول 25% من المسيحيين الهنود أنهم يشاركون في الاحتفال بمهرجان هولي، ويقول 27% من المسيحيين الهنود أنهم يشاركون في الاحتفال بعيد الحب أو يوم القديس فالنتين، ويقول 97% من المسيحيين الهنود أنهم يشاركون الاحتفال بعيد الميلاد، ويقول 11% من المسيحيين الهنود أنهم يشاركون الاحتفال في الأعياد الإسلامية. بالمقابل يقول 19% من السيخ و18% من الجاينيين و17% من الهندوس و13% من البوذيين و10% من المسلمين في الهند أنهم يشاركون الاحتفال في عيد الميلاد المسيحي.
ويقول 47% من المسيحيين الهنود أن الشخص لا يمكن أن يكون مسيحياً في حالة شارك الاحتفال بأعياد المسلمين، وقال 38% من المسيحيين الهنود أن الشخص لا يمكن أن يكون مسيحياً في حالة شارك الاحتفال بعيد الديوالي.

### الفصل الديني

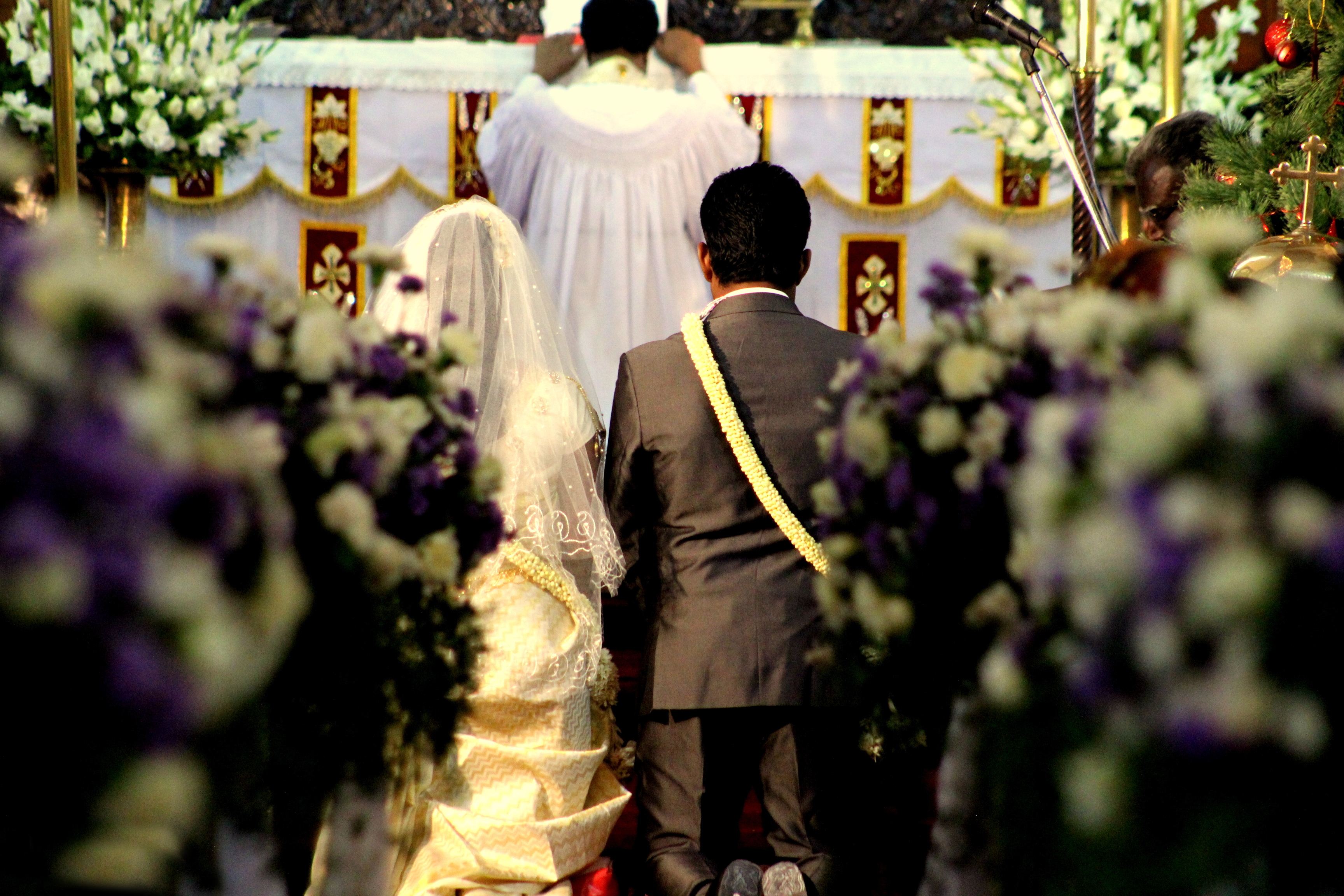
زواج بحسب الطقوس المسيحية في الهند: يتزوج معظم المسيحيين شركاء من نفس الديانة.

وفقاً لدراسة «الدين في الهند: التسامح والفصل العنصري» نُشرت من قِبل مركز بيو للأبحاث عام 2021، ينعكس مفهوم الاختلاف بين الجماعات الدينية في الهند في التقاليد والعادات التي تحافظ على الفصل بين الجماعات الدينية في الهند. على سبيل المثال، تعد الزيجات بين أتباع الأديان المختلفة نادرة للغاية. يقول العديد من الهنود، عبر مجموعة من الجماعات الدينية، إنه من المهم للغاية منع الناس في مجتمعهم من الزواج من مجموعات دينية أخرى. ما يقرب من 37% من المسيحيين في الهند يريدون منع النساء المسيحيات من الزواج من ديانة أخرى، ويقول 35% من المسيحيين في الهند أنهم يريدون منع الرجال المسيحيين من الزواج من ديانة أخرى. ويقول 39% من المسيحيين الهنود الحاصلين على تعليم أقل أنه من المهم منع المرأة المسيحية من الزواج خارج الطائفة، بالمقارنة مع 20% من المسيحيين الهنود الحاصلين على شهادة جامعية يقولون ذلك. على الرغم من عدم شيوع الزواج المختلط بين المسيحيين وغير المسيحيين الا أنه هناك أسماء من مشاهير الوسط الفني (بوليوود) والإعلامي المسيحيين الذين تزوجوا من غير ديانته أو لهم أصول دينية مختلطة، مثل الممثلة جينيفر ونجت المسيحية التي تزوجت من السيخي كاران سينغ غروفر، وجون أبراهام الذي ولد لأب مسيحي ينتمي لمجتمع مسيحيو مار توما وأم بارسية زرادشتية، وإليانا دي كروز التي ولدت لأب مسيحي كاثوليكي وأم مسلمة، وغيرهم.
بحسب الدراسة يقول الأغلبية (78%) من البالغين المسيحيين الهنود أن «جميع» (22%) أو «معظم» (56%) أصدقائهم المقربين ينتمون إلى نفس الدين الذي يعتنقونه. عدد قليل نسبيًا من البالغين المسيحيين الهنود (22%) لديهم دائرة صداقة مختلطة، قائلين أن «البعض» أو «بالكاد أي» أو «لا أحد» من أصدقائهم يشاركونهم عقيدتهم. ويقول 81% من المستجبين المسيحيين الهنود أنهم على استعداد للعيش بالقرب من هندوسي، وقال حوالي 75% من المستجبين المسيحيين الهنود أنهم على استعداد للعيش بالقرب من مُسلم، وقال 64% من المستجبين المسيحيين الهنود أنهم على استعداد للعيش بالقرب من سيخي أو بوذي. بالمقابل يقول 76% من البوذيين و65% من السيخ و62% من المسلمين و59% من الهندوس و46% من الجاينيين أنهم على استعداد للعيش بالقرب من مسيحي. بشكل عام، من المرجح أن يقول الأشخاص الذين لديهم المزيد من التعليم أنهم سيقبلون الناس من الديانات الأخرى كجيران. على سبيل المثال، يقول 67% من الهندوس الحاصلين على شهادة جامعية أنهم على استعداد لقبول مسلم في منطقتهم، مقارنة بحوالي 58% ممن لديهم تعليم أقل. بين الهندوس، أولئك الذين يعيشون في المناطق الحضرية من البلاد يعبرون أيضًا عن مستويات أعلى من التسامح في هذا الصدد.
بشكل عام، الهنود في المنطقة الشمالية الشرقية النائية هم أقل عرضة للتعبير عن استعدادهم لقبول أعضاء الديانات الأخرى مقارنة في أي مكان آخر. على سبيل المثال، يقول واحد من كل ثلاثة هندوس في شمال شرق الهند إنهم مستعدون للعيش بالقرب من مسلم (34%) أو مسيحي (31%)، مقارنة بأغلبية الهندوس على الصعيد الوطني الذين يقولون إنهم مستعدون للعيش بالقرب من عضو في أي مجموعة دينية. وفقاً للدراسة يقول 95% من البالغين المسيحيين الهنود أنهم متزوجين مع شخص يتبع حاليًا نفس الديانة المسيحية.

### التحول الديني

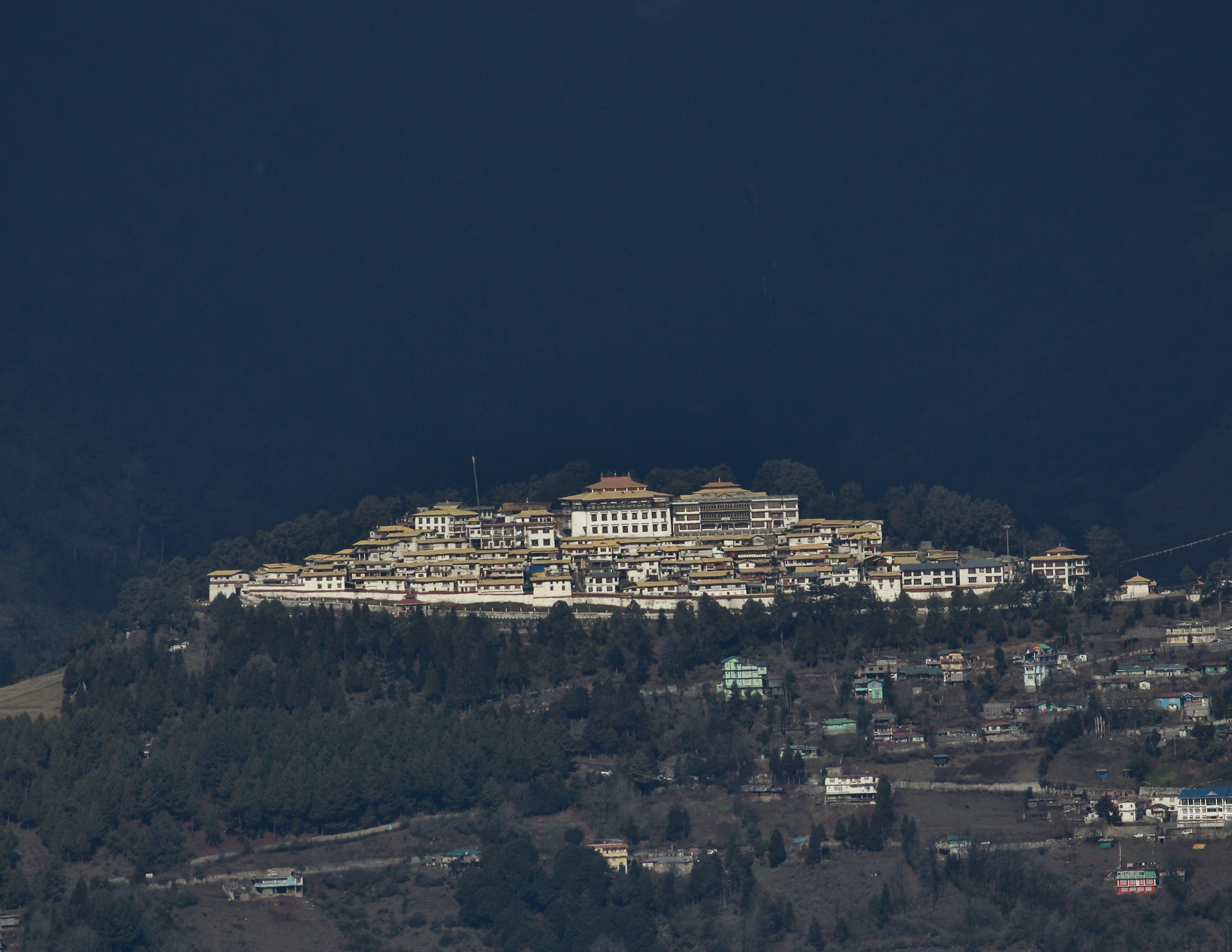
ايتاناجار عاصمة ولاية أروناجل برديش: شهدت المسيحية نمواً من 1% عام 1971 إلى حوالي 30% عام 2011.

وفقاً لدراسة «الدين في الهند: التسامح والفصل العنصري» نُشرت من قِبل مركز بيو للأبحاث عام 2021، هناك استقرار في حصة المجموعات الدينية إذ لدى العديد منها تغيير صافٍ ضئيل من الحركة إلى أو الخروج من معظم الجماعات الدينية. بالنسبة للمسيحيين، هناك بعض المكاسب الصافية نتيجة للتحول إلى المسيحية: 0.4% من المشاركين في الاستطلاع هم من الهندوس السابقين الذين يعتبرون الآن أنفسهم مسيحيين، في حين أن 0.1% ممن نشأوا على المسيحية تركوا المسيحية في وقت لاحق. وفقاً للدراسة يتركز ثلاثة أرباع الهندوس المتحولين إلى المسيحية (74%) في الجزء الجنوبي من البلاد، وهي المنطقة التي تضم أكبر عدد من المسيحيين. نتيجة لذلك، أظهر السكان المسيحيون في الجنوب زيادة طفيفة في الاستطلاع: حيث قال 6% من الهنود الجنوبيين أنهم نشأوا مسيحيين، بينما قال 7% من الهنود الجنوبيين أنهم مسيحيون حاليًا. ويُقيم بعض المتحولين إلى المسيحية (16%) في الشرق أيضًا (ولايات بهار وجهارخاند وأوديشا والبنغال الغربية)؛ وينتمي حوالي ثلثي المسيحيين في الشرق (64%) ينتمون إلى القبائل المُجَدولة.
وفقاً للدراسة على الصعيد الوطني، تنتمي الغالبية العظمى من الهندوس السابقين الذين هم الآن مسيحيون إلى الطوائف المُجَدولة (48%) أو القبائل المُجَدولة (14%) أو الطبقات المتخلفة الأخرى (26%). ومن المرجح أن يقول الهندوس السابقون أكثر من السكان الهنود عمومًا أن هناك الكثير من التمييز ضد الطبقات الدنيا في الهند. على سبيل المثال، يقول ما يقرب من نصف المتحولين إلى المسيحية (47%) أن هناك الكثير من التمييز ضد الطوائف المصنفة في الهند، مقارنة بحوالي 20% من إجمالي السكان الذين يرون هذا المستوى من التمييز ضد الطوائف المصنفة. ومع ذلك، يقول عدد قليل نسبيًا من المتحولين أنهم، شخصيًا، واجهوا تمييزًا بسبب طبقتهم الاجتماعية في الأشهر الـ 12 الماضية (12%).
وفقًا لدراسة نُشرت من قِبل جامعة سانت ماري الأمريكيّة في تكساس سنة 2015 وجدت أن عدد المسلمين في الهند المتحولين للديانة المسيحية يبلغ حوالي 40,000 شخص، وبحسب صحيفة هندوستان تايمز وأعتماداً على معطيات التعداد السكاني يشهد تعداد السكان المسيحيين ارتفاعاً في ولاية أروناجل برديش من 1% في عام 1971 إلى 30% في عام 2011 ومانيبور من 19% في عام 1961 إلى أكثر من 40% في عام 2011، وبلغ معدل النمو الصافي للسكان المسيحيين في ولاية أروناجل برديش أكثر من 100%. لا يوجد سبب رسمي واضح لارتفاع عدد السكان المسيحيين في هذه الولايات، في حين أشار ريجيجو وزير الدولة للشؤون الداخلية إلى التحول الديني كسبب محتمل، ويقول بعض الخبراء إن هذا قد يكون بسبب الهجرة. وبحسب مصدر تقدر أعداد المتحولين إلى المسيحية على المذهب البروتستانتي بحوالي 140,000 هندي.

### قضايا سياسية ووطنية
وفقاً لدراسة «الدين في الهند: التسامح والفصل العنصري» نُشرت من قِبل مركز بيو للأبحاث عام 2021، يقول 90% من المسيحيين في الهند أنهم فخورون بأنهم هنود، ويقول 91% من المسيحيين الهنود أنهم فخورون أنهم مسيحيون. ويتفق بشدة (52%) أو يتفق بالغالب (26%) من المسيحيين الهنود مع عبارة «الشعب الهندي ليس مثاليًا، لكن الثقافة الهندية متفوقة». سياسياً في عام 2019 صوت 30% من البالغين المسيحيين في الهند إلى حزب المؤتمر الوطني الهندي، وصوت حوالي 14% إلى حزب المؤتمر اليمني بقيادة ييدوجوري ساندينتي جاغانموهان ريدي المسيحي الديانة، وصوت 12% إلى حزب تيلانجانا رشترا سميثي، وصوت 10% إلى حزب حزب بهاراتيا جاناتا. يُذكر أن سونيا غاندي أرملة رئيس وزراء الهند السابع راجيف غاندي ورئيسة حزب المؤتمر الوطني الهندي من أصول إيطالية كاثوليكية، وقد أثار انتمائها الديني هي وأبنائها جدلاً سياسياً عندما ترأس ابنها راهول غاندي حزب المؤتمر الوطني الهندي من عام 2017 إلى عام 2019. حيث تم استهداف راهول غاندي من قبل قوميين هندوس بسبب أصول والدته الكاثوليكية.
إلى جانب نظام المحاكم المدنية، يتمتع المسلمون في الهند بخيار تسوية النزاعات الأسرية مثل قضايا الميراث في المحاكم التي تتبع مبادئ الشريعة الإسلامية. لكن ما إذا كان ينبغي السماح للمسلمين بالذهاب إلى محاكمهم الدينية أم لا يظل موضوعًا مثيرًا للجدل. يؤيد 27% من المسيحيين الهنود أنه يجب أن يُسمح للمسلمين بأن يكون لديهم محاكمهم الخاصة لحل النزاعات العائلية والممتلكات، في حين يعارض 27% ذلك، بالمقابل رفض 46% الإجابة عن السؤال. ويقول 44% من المسيحيين الهنود أنه لا ينبغي السماح للرجال المسلمين بتطليق زوجاتهم باستخدام الطلاق الثلاثي. ويقول 37% من المسيحيين الهنود أن تقسيم الهند وباكستان أنه كان شيئًا جيدًا للعلاقة بين الهندوس والمسلمين، بالمقابل قال 30% أنه كان شيئاً سيئاً للعلاقة بين الهندوس والمسلمين.

### النظام الطبقي
وفقاً لدراسة «الدين في الهند: التسامح والفصل العنصري» نُشرت من قِبل مركز بيو للأبحاث عام 2021، قال 33% من المسيحيين الهنود أنهم ينتمون إلى الداليت، وينتمي 24% إلى طبقة القبائل، وينتمي 22% إلى الطبقات الأخرى، وينتمي 17% إلى الطبقات المتخلفة. ويقول 84% من المسيحيين الهنود أنهم سيقبلون جيران من الداليت، بالمقارنة مع 77% من السيخ و72% من الهندوس و69% من المسلمين و55% من الجاينيين قالوا ذلك. ويقول 18% من المسيحيين الهنود أنَّ جميع أصدقائهم ينتمون إلى نفس الطبقة الإجتماعية، وقال 46% أنَّ معظم أصدقائهم ينتمون إلى نفس الطبقة الإجتماعية، وقال 34% أنَّ بعض أصدقائهم ينتمون إلى نفس الطبقة الإجتماعية. وقال 36% من المسيحيين الهنود أنه من المهم على الأقل منع الرجال (36%) والنساء (37%) من الزواج في طبقة أخرى.

## معاداة المسيحية

### العنف ضد المسيحيين في الهند

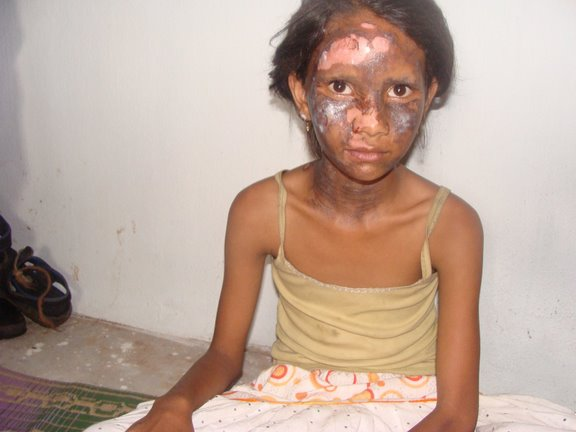
طفلة مسيحية تعرضت للحرق خلال أعمال العنف ضد المسيحيين في ولاية أوريسا سنة 2008.

تعرض المسلمون الذين اعتنقوا المسيحية للمضايقة والترهيب والاعتداءات على أيدي المسلمين. في ولاية جامو وكشمير، قُتل بشير تانتراي، وهو مسلم تحول للمسيحية وأصبح مبشراً، على أيدي مسلحين إسلاميين في عام 2006. وهُدد الكاهن ك.ك. علوي، والذي تحول من الإسلام إلى المسيحية عام 1970، وتلقى العديد من تهديدات بالقتل. قامت جماعة إسلامية متطرفة تدعى «جبهة التنمية الوطنية» بحملة نشطة ضده. في ولاية كيرالا والتي تضم على جالية للمسيحيين من أتباع الطقوس الشرقيَّة، قطع الإسلاميين يد الأستاذ ت.ج. جوزيف بسبب ادعاء إهانة النبي محمد. ذكرت المنظمات المشاركة في اضطهاد المسيحيين أن العنف هو تعبير عن «الغضب التلقائي» ضد أنشطة «التحويل القسري» التي يقوم بها المبشرون. هذه الادعاءات قد اعترض عليها المسيحيون ووصفوها بالخرافيّة وبروباغندا من قبل الجماعات الهندوسية المتطرفة؛ وتعترض المنظمات المعارضة على أي حال على جميع التحويلات باعتبارها «تهديدًا للوحدة الوطنية». صرَّح الباحث الديني سيريل فيلات من جامعة صوفيا أن الهجمات التي شنها الهندوس على المسيحيين كانت من عمل أفراد يُحفزّهم «السياسيين الساخطين أو الزعماء الدينيين الزائفين» وحيثما يتعلق الأمر بالدين، فإن الهندوس النموذجيين «مُتسامحين دينيًا». وفقًا لرودولف سي هيريديا، كان التحول الديني قضية حرجة حتى قبل نشأة الدولة الحديثة. عارض مهاتما غاندي عمل المبشرين المسيحيين ووصفهم بأنهم بقايا الثقافة الغربية الإستعمارية. وادعى أنه من خلال التحول إلى المسيحية، يقوم الهندوس بتغيير جنسيتهم.
من عام 1964 إلى عام 1996، تم الإبلاغ عن 38 حادث عنف ضد المسيحيين على الأقل. في عام 1997، تم الإبلاغ عن 24 مثل هذه الحوادث. منذ عام 1998، واجه المسيحيون في الهند موجة من العنف. في عام 1998 وحده ، تم الإبلاغ عن 90 حادثًا. في تقارير حقوق الإنسان السنوية المثيرة للجدل لعام 1999، انتقدت وزارة الخارجية الأمريكية الهند «لتزايد العنف المجتمعي ضد المسيحيين». وسرد التقرير عن أكثر من 90 حادثة من أعمال العنف المُعادية للمسيحيين، والتي تتراوح بين أضرار بالممتلكات الدينية والعنف الجسدي ضد المسيحيين. أقرت بعض الولايات الهندية قوانين مناهضة للتحويل منها تشاتيسغار، وغوجارات، وماديا براديش.

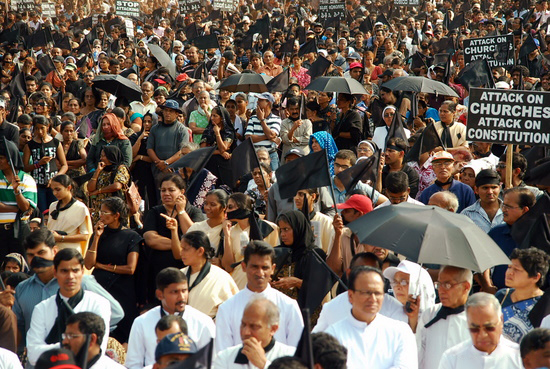
صورة من احتجاجات المسيحيين والمنددين بأعمال العنف الحاصلة بحقهم في مانغلور عام 2011.

في سبتمر عام 2008 إندلعت مظاهرات مناهضة للمسيحية في عدة أجزاء من الهند. وذلك مع تحول 13 ألف هندوسي في ولاية أوريسا من الطبقة الدنيا من الهندوسية واعتنقوا المسيحية. وقد أضطروا أن يعيشوا في 11 مخيما بعد شهر من اندلاع موجة مظاهرات عنفية معادية للمسيحية في المنطقة. وقد غادر معظمهم منازلهم بعد أن تعرضت للسلب من جانب المتظاهرين الذين أشعلوا النيران فيها وهم يرددون شعارات هندوسية. ومن الأسباب العميقة الجذور للمواجهة بين الأغلبية من أبناء القبائل الهندوسية من ناحية، والذين اعتنقوا المسيحية من جهة أخرى، نزاعات تتعلق بملكية الأرض وحقوق الهوية وغيرها. اتخذ هذا النزاع شكلا عنيفا عندما قتل رجل دين هندوسي طاعن في السن كان ينشط في مجال التبشير وسط العشائر، والدعوة ضد اعتناق المسيحية ويسعى لإقناع الذين اعتنقوها للعودة إلى الهندوسية. ولم يتضح بعد من الذي قتله، لكن ما حدث بعد مقتله أن اعتدى رجال العشائر على جيرانهم المسيحيين مما أشعل موجة من العنف التي خلفت 20 قتيلا. وتقول الجماعات الهندوسية المتشددة إن المسيحيين هم المسؤولون عن اشتعال الموقف. وتنفي الجماعات المسيحية تلك الاتهامات وتقول إنه لم يتم ارغام أي شخص على اعتناق المسيحية.
وقد صدر قانون لكي يحد من تحول الهندوس من الطبقة الدنيا في المجتمع الهندوسي وكذلك رجال العشائر إلى المسيحية الذين يشكلون 40% من السكان في الولاية. فقد أصبح تحول هؤلاء الناس إلى المسيحية أكثر صعوبة من تحول الطبقات العليا الهندوسية. إلا أن كلا من الهندوس والمسيحيين قد خالفوا القانون بشكل علني. فلم يتم تسجيل حالات التحول رسميا طوال 31 عاماً باستثناء حالتين فقط من الهندوسية إلى المسيحية. إلا أن نسبة الزيادة السكانية بين المسيحيين في الولاية ارتفعت بنسبة 56% بين عامي 1991 و2001، أي 4 أضعاف معدل الزيادة السكانية في الولاية عموما. في حين أن نسبة الزيادة السكانية بين الهندوس لم تتجاوز 12 في المائة خلال نفس الفترة. من جهة تحولت أعداد كبيرة من أبناء الطبقة الدنيا الهندوسية وأبناء العشائر إلى المسيحية للهرب من الفقر والاضطهاد. وقد أستهدف المسيحيين في أوريسا في أغسطس 2008. ونتج عن أعمال الشعب 18,000 جريح، و50,000 مهجر، وحوالي 500 قتيل بعد إحراق 4104 منزل، وتلقت الجمعية الخيرية عون الكنيسة المتألمة تقريراً يفصل أعمال التمييز والاعتداءات المستمرة على المسيحيين في ولاية أوريسا. وقد انتقدت عدد من الدول الغربية تعامل الحكومة الهندية مع أعمال العنف بحق المسيحيين.

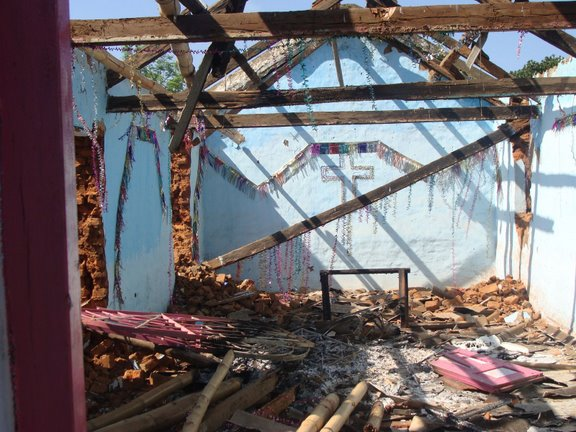
كنيسة تم حرقها خلال أعمال العنف ضد المسيحيين في ولاية أوريسا سنة 2008.

معظم الحالات المعادية للمسيحين والمبلغ عنها، يكون الجناة عادةً أعضاء في منظمات سانغ باريفار وهي مجموعات فرعية صغيرة تشكلت تحت مظلة راشتريا سوايامسيفاك سانغ، وهي منظمة مظلة يعود تاريخ جذورها إلى عام 1925. وتعارض راشتريا سوايامسيفاك سانغ، التي تروج لشكل من أشكال القومية الهندوسية، انتشار «الديانات الأجنبية» مثل الإسلام والمسيحية. حيث تعتبر منظمات القومية الهندوسية أن أمّة الهندوس الكبيرة هذه تشمل بالإضافة إلى هندوس الهند، كل أبناء الديانات المتفرعة عن الهندوسية، من البوذيين والجاينيين والسيخ، بإستثناء المسلمين والمسيحيين. وفقاً لمنظمة هيومن رايتس ووتش، شارك الأعضاء في حركة سانغ باريفار ووسائل الإعلام المحلية أيضاً في الترويج للدعاية المعادية للمسيحية في ولاية غوجارات. ويُستهدف المسيحيون البروتستانت والكاثوليك والأرثوذكس أقل كثيراً من المسيحيين الإنجيليين والخمسينيين.
ذكرت العديد من المنظمات الإخبارية زيادة في حوادث العنف ضد المسيحيين بعد وصول حكومة حزب بهاراتيا جاناتا بقيادة ناريندرا مودي إلى السلطة بعد الانتخابات العامة في أبريل ومايو من عام 2014. وفي عام 2014، ذكرت وزارة الداخلية بوجود «ارتفاع حاد بنسبة 30% في عدد حوادث العنف الطائفي في عام 2013 مقارنة بعام 2012، مع الحد الأقصى لعدد الحالات المبلغ عنها من ولاية أتر برديش». وارتفعت حوادث سوء المعاملة المبلغ عنها ضد المسيحيين في الهند إلى 177 في عام 2015، وإلى 300 في عام 2016، وفقا لتقرير الزمالة الإنجيلية في الهند. وفقًا للمجلس المسيحي لعموم الهند، كان هناك هجوم على المسيحيين يتم تسجيله كل 40 ساعة في الهند في عام 2016. وكانت هناك 26 حالة موثقة من أعمال العنف ضد المسيحيين في البلاد بين يناير ومارس من عام 2016. وكانت هناك حوادث عنف معادية للمسيحيين في ولاية أتر برديش وراجستان خلال مناسبة عيد الميلاد في ديسمبر من عام 2016. وعلى الرغم من وقوع حوادث عنف ضد المسيحيين في جميع أنحاء الهند تقريبًا، إلا أنها كانت محصورة إلى حد كبير في شمال ووسط وغرب الهند، في ولاية غوجارات وماهاراشترا وأتر برديش وماديا براديش ومنطقة العاصمة نيودلهي.

### الأسباب والآثار

#### العوامل السياسية
يشعر العديد من القوميين، وخاصةً القوميين الهندوس من الطبقة العليا، بالقلق من أنه مع موجات هجرة غير الهندوس إلى الهند، وارتفاع معدلات الخصوبة بين مجموعات الأقليات والتحول إلى المسيحية، قد تصبح الأغلبية الهندوسية أقلية في الهند. بين القوميين الهندوس من الطبقة العليا، يكون هذا القلق شديدًا بشكل خاص لأنهم أنفسهم يشكلون أقلية صغيرة جدًا في البلاد. يُمكن للقوميين من الطبقة العليا أن يتظاهروا بأنهم يمثلون الأغلبية فقط بالاقتران مع عدد أكبر من الطوائف الوسطى، والأديفاسي والداليت. تُمثل المسيحية تهديدًا سياسيًا للأجندة القومية الهندوسية من خلال تحول القبائل والداليت من التحالف الضعيف بالفعل وغير المنظم. وفي افتراض أن المسيحيين لديهم ولاءات متعارضة، يتم تصوير التحول إلى المسيحية على أنه تهديد وطني، لأنهم يقللون من عدد السكان الذين من المفترض أن لديهم هوية هندوسية قومية مشتركة. ومع ذلك، فإن حزب فيشفا هندو باريشاد الذي لديه أجندة معلنة لتحويل المسيحيين والمسلمين إلى الهندوسية، ويًعارض الحق الدستوري في حرية اتباع أي دين. وعلى الرغم من قلة عدد المسيحيين في الهند، وفقًا لأجندة حزب بهاراتيا جاناتا المعلنة، يُنظر إلى الأديان الأخرى مثل المسيحية والإسلام على أنها أعداء للأمة الهندوسية ويجب الإطاحة بها.
جادل العالم السياسي الأمريكي بول براس بأن النزاعات المجتمعية المحلية غير المهمة بشكل عام في الهند يتم تحويلها إلى عنف مجتمعي أكبر من قبل الجماعات التي يسميها «متخصصين في التحول». جادل تشاد إم بومان بأن قادة سانغ باريفار اتبعوا نفس الأسلوب في أعمال الشغب ضد المجتمع المسيحي في كاندامال عام 2008 من خلال ربط سياساتهم المحلية واشتباكاتهم بمخاوف وطنية أوسع مثل انقراض الهندوسية وزيادة ديموغرافية مسيحية وحتى «انقلاب عسكري مسيحي». وبالتالي يتم تقديم تبرير للعنف ضد المسيحيين وإصدار «دعوة وطنية لحمل السلاح» للدفاع عن الهندوس الخاندامال.

#### العوامل الثقافية
إن النسخة الهندوسية القومية للهندوسية بطغيان السنسكريتية لا تبهر عمومًا الأديفاسي والداليت. بدأت المؤسسات التابعة لسانغ باريفار مثل فانافاسي كاليان أشرم من أواخر التسعينيات من القرن العشرين في إنشاء مدارس للأديفاسي والداليت حيث تم تعليمهم المهارات البسيطة والتعليم الديني الذي كان يهدف إلى جلب المزيد من أشكال الهندوسية الطبقية العليا السنسكريتية لدمجها مع إيمان والممارسات الطقسية للأديفاسي والداليت. أصبح وجود المؤسسات التعليمية المسيحية في هذه المناطق تحديًا تنافسيًا وعائقًا أمام هذا المشروع القومي الهندوسي.
على الرغم من أن مشاركة القبائل غير المسيحية من غير القوميين في الهجمات على المسيحيين في عام 1998 في منطقة دانجز كانت هامشية للغاية، والتي قد تنبع من استفادتهم من مشاريع التنمية التابعة للمسيحيين. لكن حتى قبل أعمال العنف، كانت هناك توترات بين كل من الأديفاسي والمسيحيين الأديفاسي في المقام الأول لأن المسيحية كان يُنظر إليها على أنها اضطراب ثقافي. غالبًا ما كان المسيحيون يرفضون الكحول، وهو جزء مهم من الاحتفالات الإقليمية. وغالبًا ما لم يشارك المسيحيون في طقوس القرية التي كان يؤديها الأديفاسي من أجل رفاهية وأمن القرية بأكملها. إن استعداد المسيحيين لكسر تقاليد القرية كان يُنظر إليها على أنها تهديد ثقافي. وهكذا، يزعم العديد من أفراد الطبقة الدنيا والقبائل أن التحول إلى المسيحية هو ابتعاد عن الثقافة المحلية مثلما يفعل القوميون الهندوس من الطبقات العليا.

#### العوامل الاقتصادية
وفقًا لسوشيل آرون، تعمل المجتمعات المسيحية في الهند بشكل أفضل فيما يتعلق بمؤشرات التنمية البشرية مثل محو الأمية وارتفاع مستوى التعليم وعلاج ما قبل الولادة ووفيات الفترة المحيطة بالولادة، ويُمكن أن يكون هذا بسبب أنشطة المبشرين الأجانب والمحليين في إنشاء المؤسسات الطبية والتعليمية ذات المستوى العالي. لذلك فإن المدارس، بما في ذلك تلك التي تكون النسبة الأكبر من الطلاب فيها من غير المسيحيين، كثيرًا ما كانت تتعرض للهجوم خلال أعمال الشغب المناهضة للمسيحيين، وكذلك كان الحال كان خلال هجمات 1998 على المسيحيين في منطقة دانجز. في عام 2007 خلال أعمال العنف يوم عيد الميلاد في كاندامال، كان مسيحيو الداليت باناس الأكثر استهدافًا. شارك بعض أفراد مجتمع كاندا القبلي في أعمال الشغب حيث نمت المجموعتان بمرور الوقت في معارضة بعضهما البعض، مع اعتقاد الأديفاسي كاندا بأنهم مهيمنون على داليت باناس المسيحيين. زاد الصراع من حقيقة أن مسيحيي الباناس أصبحوا أكثر تعليماً وثراءً في السنوات التي سبقت أعمال الشغب. افترض العديد من الكاندا أن مسيحيي الباناس كانوا يستخدمون تعليمهم للسيطرة على مجتمع كاندا وحرمانهم من الأرض. خلال أعمال العنف الطائفي في كاندامال، تم استهداف المسيحيين الأكثر ثراءً على وجه التحديد.

## قضايا جدلية

### النظام الطبقي بين المسيحيين الهنود

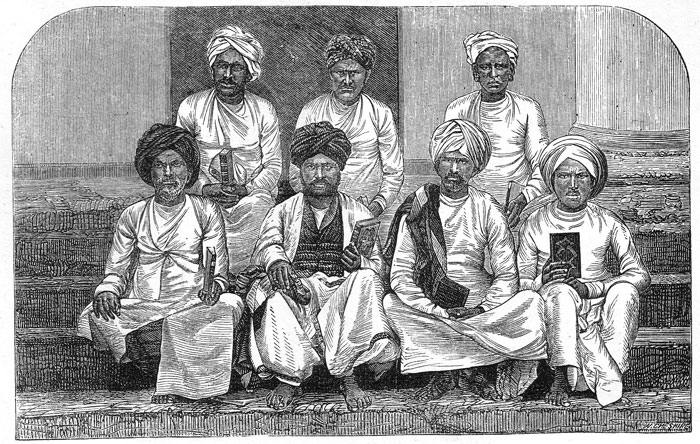
رسم يصور مسيحيين مار توما يعود لعام 1872: يعتبر مسيحيو مار توما أبرز الأمثلة عن النظام الطبقي بين المسيحيين الهنود.

تم العثور على التقسيم الطبقي الاجتماعي بين المسيحيين في الهند على أساس الطبقة وكذلك حسب طائفتهم وموقعهم. يعتمد التمييز الطبقي على طبقتهم في الوقت الذي اعتنقوا فيه هم أو أسلافهم المسيحية منذ القرن السادس عشر، وعادةً لا يتزاوجون، ويجلسون منفصلين أثناء الصلاة في الكنيسة. إلى جانب الهندوس فقد لوحظ نظام الطبقات بين المسلمين في الهند أيضاً، والذين يمارسون زواج الأقارب، وتعدد الزوجات، والمهن الوراثية، ويتجنبون الاختلاط الاجتماعي والديني.
أقرب مفهوم للطبقية بين المسيحيين الهنود يأتي من ولاية كيرالا، خصوصاً من قبل مسيحيو مار توما (أو «المسيحيين السوريين»). يلاحظ دنكان فوريستر أنه «لا يوجد في أي مكان آخر في الهند مجتمع مسيحي كبير وقديم تم منحه في وقت سحيق مكانة عالية في التسلسل الهرمي الطبقي. ... يعمل المجتمع المسيحي السوري إلى حد كبير كطائفة ويُنظر إليه بشكل صحيح على أنه طائفة طبقة أو على الأقل مجموعة تشبه الطبقات». وسط المجتمع الهندوسي، كان مسيحيو مار توما في ولاية كيرالا قد أدخلوا أنفسهم داخل المجتمع الطبقي الهندي من خلال مراعاة القواعد الطبقية والطهارة الطبقية واعتبرهم الهندوس طبقة تحتل مكانة عالية في التسلسل الهرمي الطبقي. كما أن اعتقادهم التقليدي بأن أسلافهم كانوا من الطبقة العليا الهندوسية مثل نامبوديريس ونير، والذين تم التبشير بينهم من قبل توما، وقد دعموا أيضًا وضعهم في الطبقة العليا. مع وصول المبشرين الأوروبيين وتبشيرهم بالمسيحية بين الطبقات الدنيا في ولاية كيرالا، تم تشكيل مجموعتين جديدتين من المسيحيين، تُسمى المسيحيين من الطقوس اللاتينية والمسيحيين البروتستانت الجدد، لكنهم استمروا في اعتبارهم طبقات أدنى من قبل المجتمعات الأعلى مرتبة، بما في ذلك مسيحيو مار توما أتباع الكنائس المسيحية السريانية.
في ولاية غوا الهندية، حصلت تحويلات جماعية إلى المسيحية على يد المبشرين البرتغاليين الكاثوليك اللاتينيين من القرن السادس عشر فصاعدًا. وغالبًا ما احتفظ الهندوس المتحولين بممارساتهم الطبقية. لم يفعل المستعمرون البرتغاليون، حتى أثناء محاكم التفتيش في غوا، أي شيء لتغيير نظام الطبقات. وهكذا، أصبح البراهمة الهندوس الأصليون في غوا، وهم الطبقة الوحيدة التي يمكن ترسيمها مسيحيين بامون وأصبح الكشاتريا والفايشيا فانيس نبلاء مسيحيين يُدعون شاردوس.
حدثت تحولات جماعية للطبقة الدنيا من الهندوس إلى المسيحية والإسلام من أجل الهروب من التمييز الطبقي. على الرغم من ذلك تحدث العديد من الكاثوليك ضد التمييز ضدهم من قبل أعضاء الكنيسة الكاثوليكية. كتب ناشط من جماعة الداليت يحمل اسم باما فوستينا كتباً تنتقد التمييز الذي تمارسه الراهبات والكهنة في الكنائس في جنوب الهند. خلال زيارات ليمينا لأساقفة الهند عام 2003، انتقد البابا يوحنا بولس الثاني التمييز الطبقي في الكنيسة الكاثوليكية في الهند عند مخاطبته أساقفة المقاطعات الكنسية في مادراس ميلابور ومادوراي وبونديشيري كودالور، ورؤساء أساقفة تاميل نادو الثلاثة. وتابع قائلاً: «من واجب الكنيسة أن تعمل بلا انقطاع لتغيير القلوب، ومساعدة جميع الناس على رؤية كل إنسان على أنه أبناء الله، وأخ أو أخت المسيح، وبالتالي عضو في عائلتنا».

## معرض صور

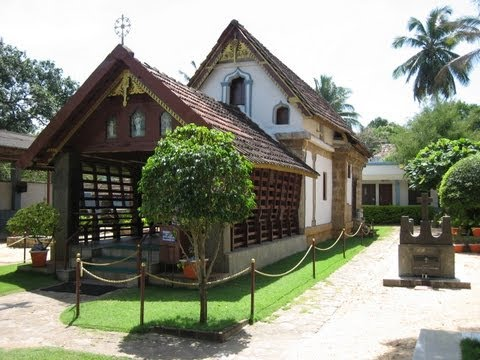
كنيسة القديسة مريم السريانية في تاميل نادو
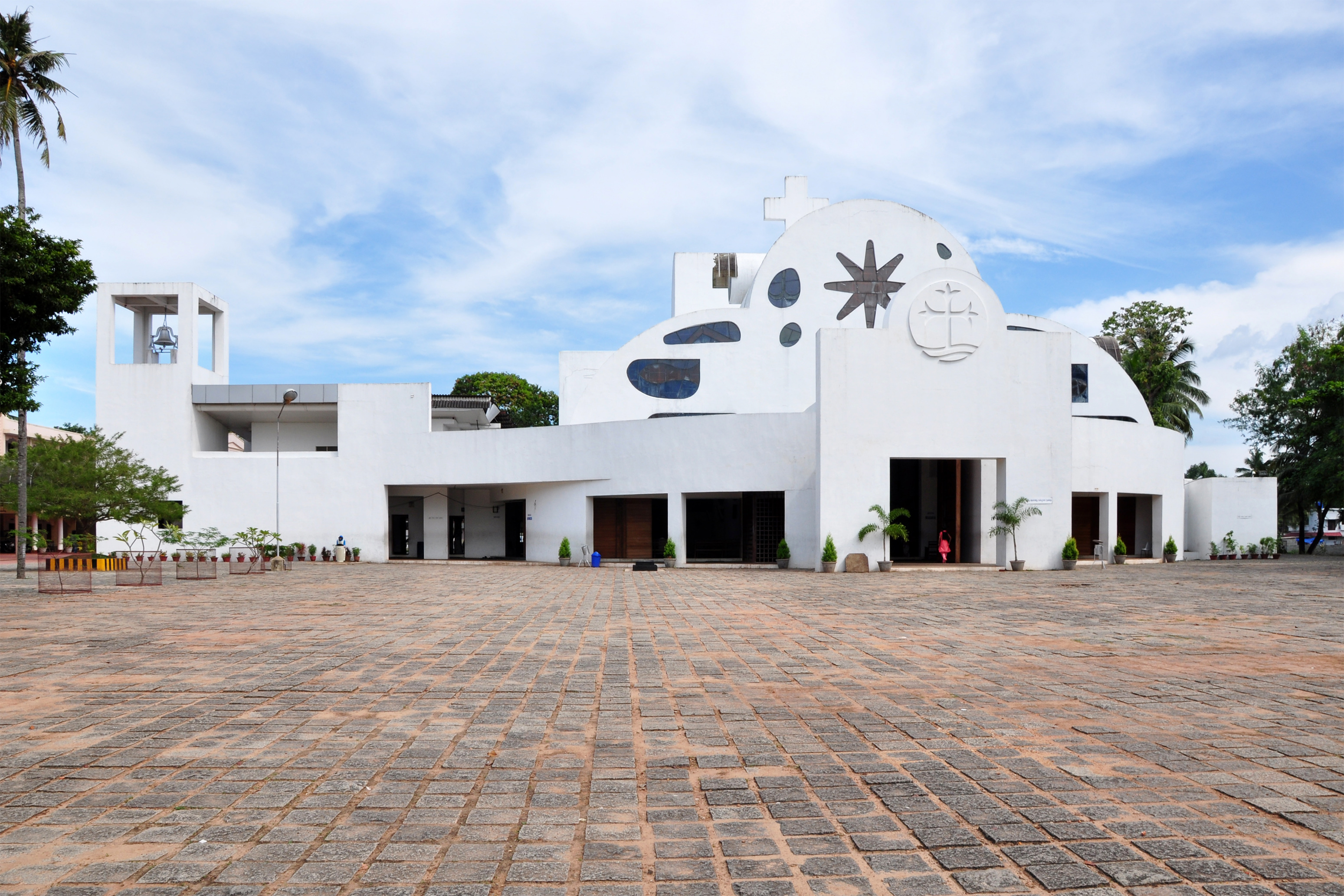
كنيسة بارومالا للملنكار الأرثوذكس
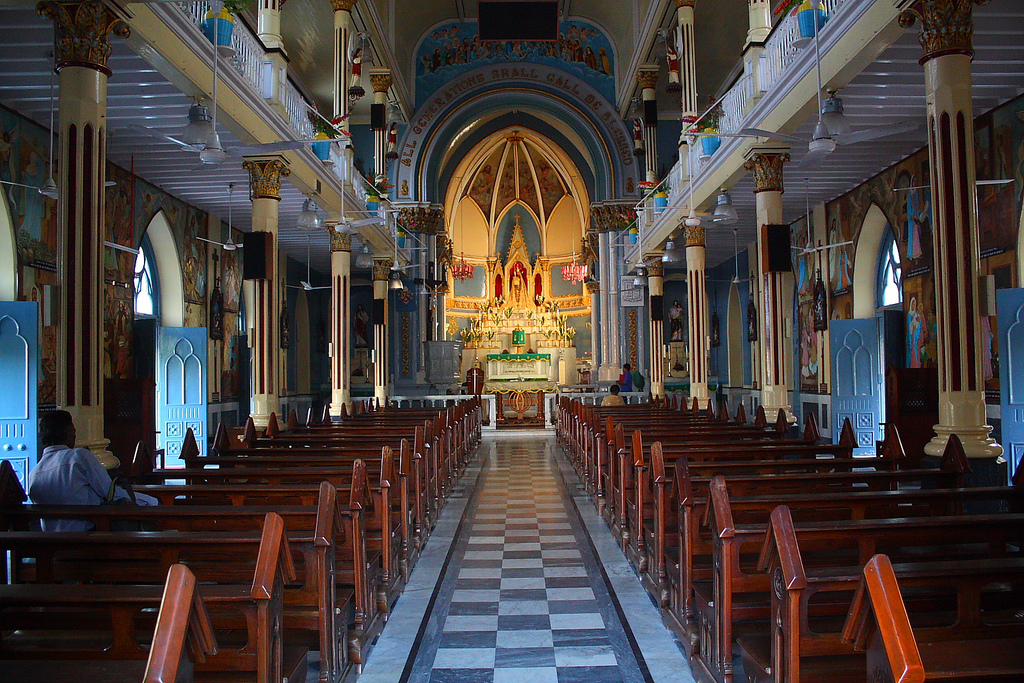
بازيليكا سيدة الجبل المقدس المسيحية المراثية في مومباي
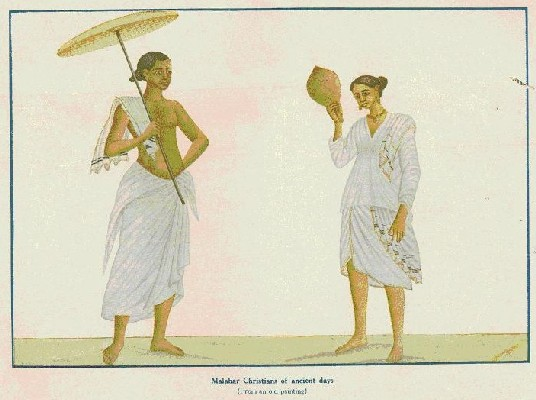
رسمة قديمة تصور مسيحيو مار توما من القرن التاسع عشر
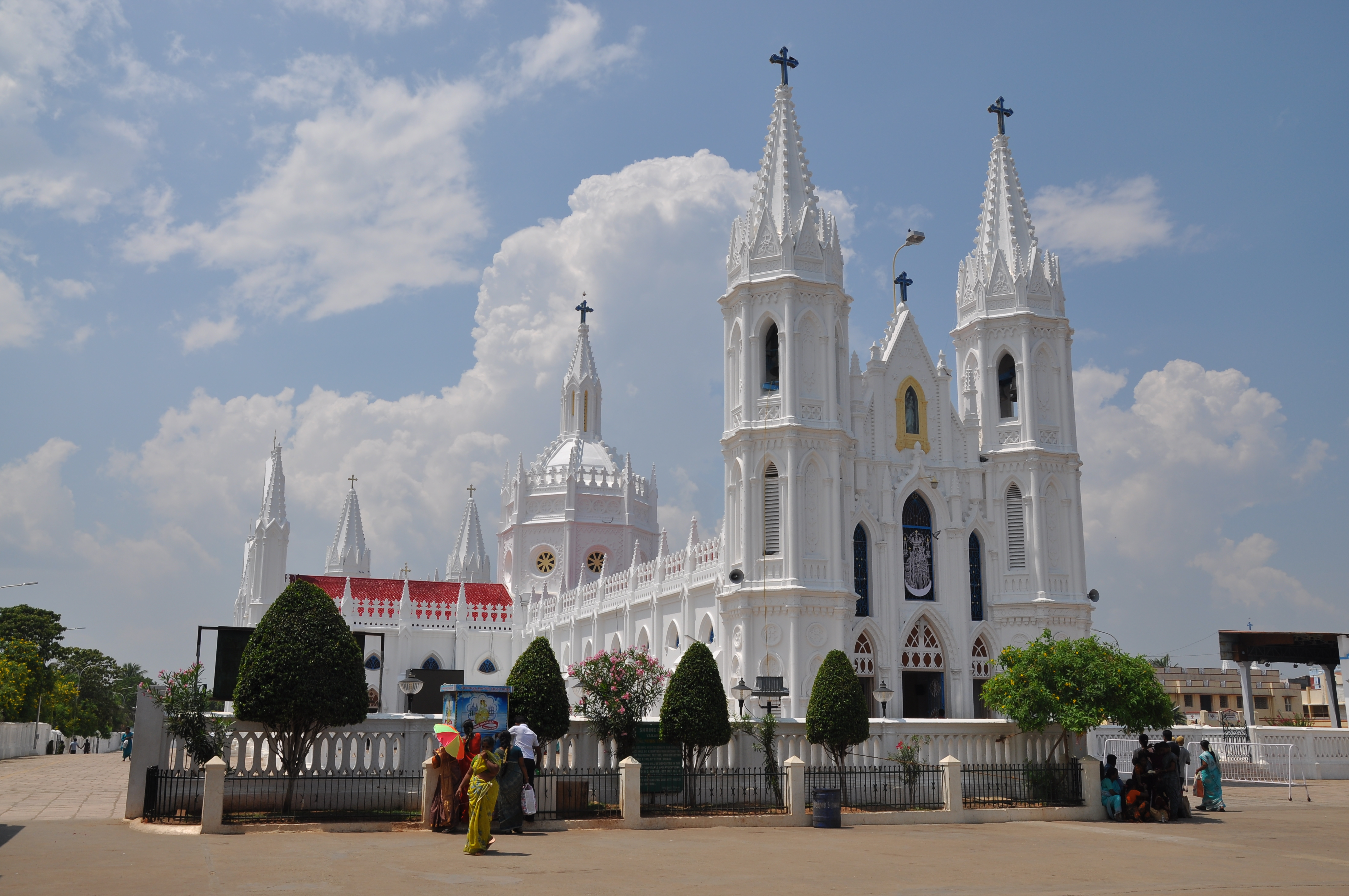
بازيليكا سيدة الصحة الجيدة في تاميل نادو
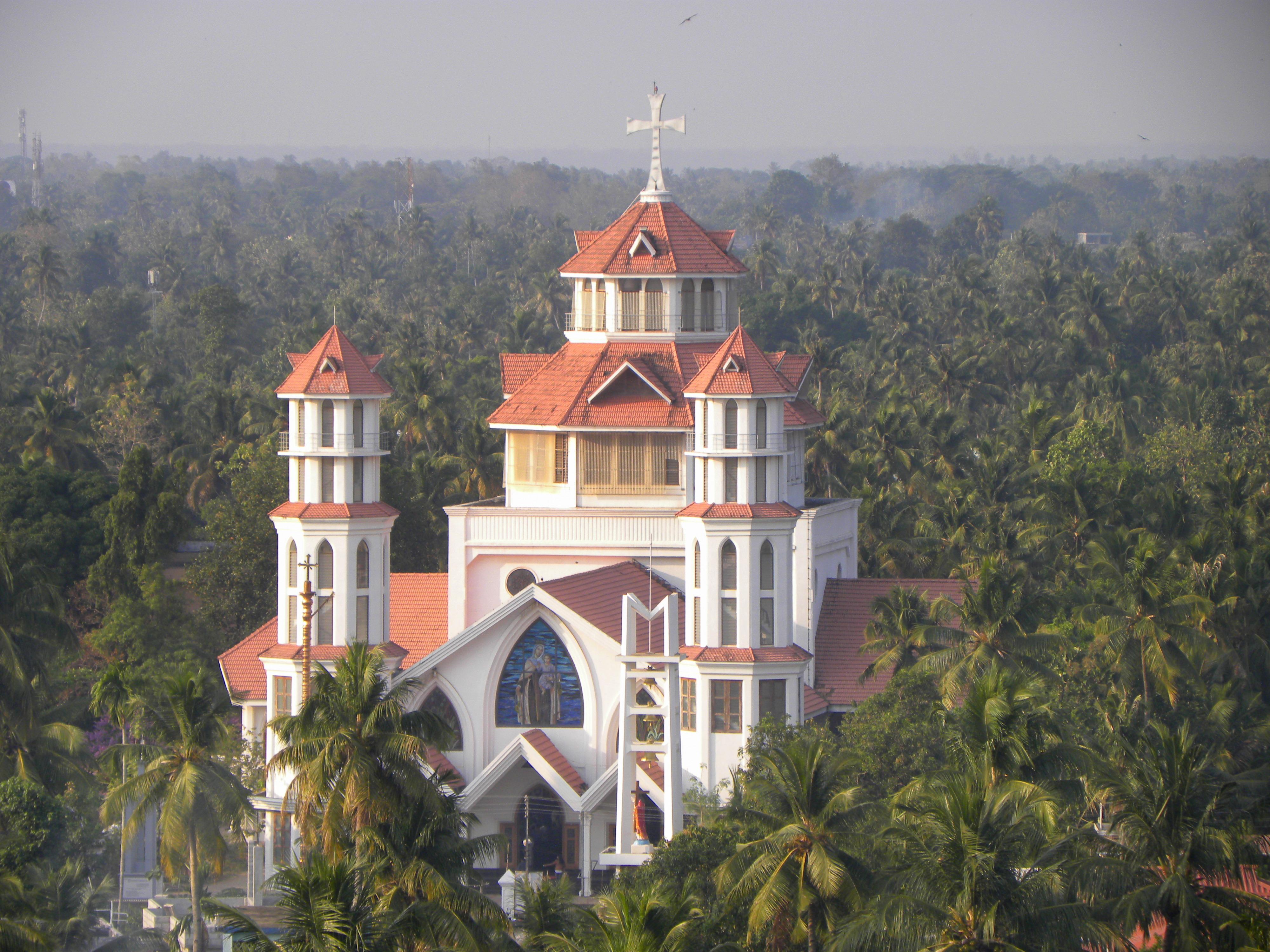
كاتدرائية الطفل يسوع في كولام
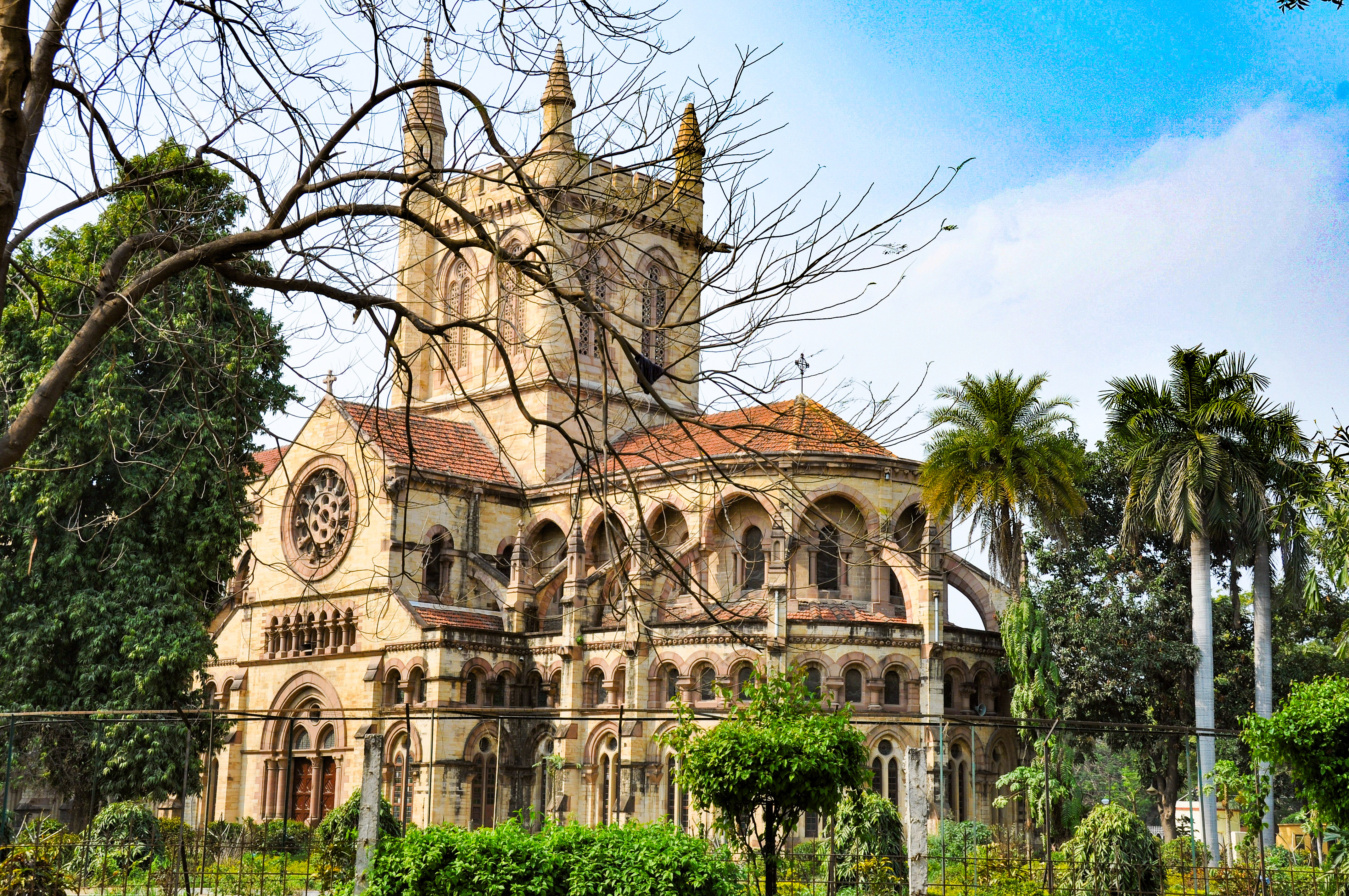
كاتدرائية جميع القديسين الأنجليكانية في الله آباد
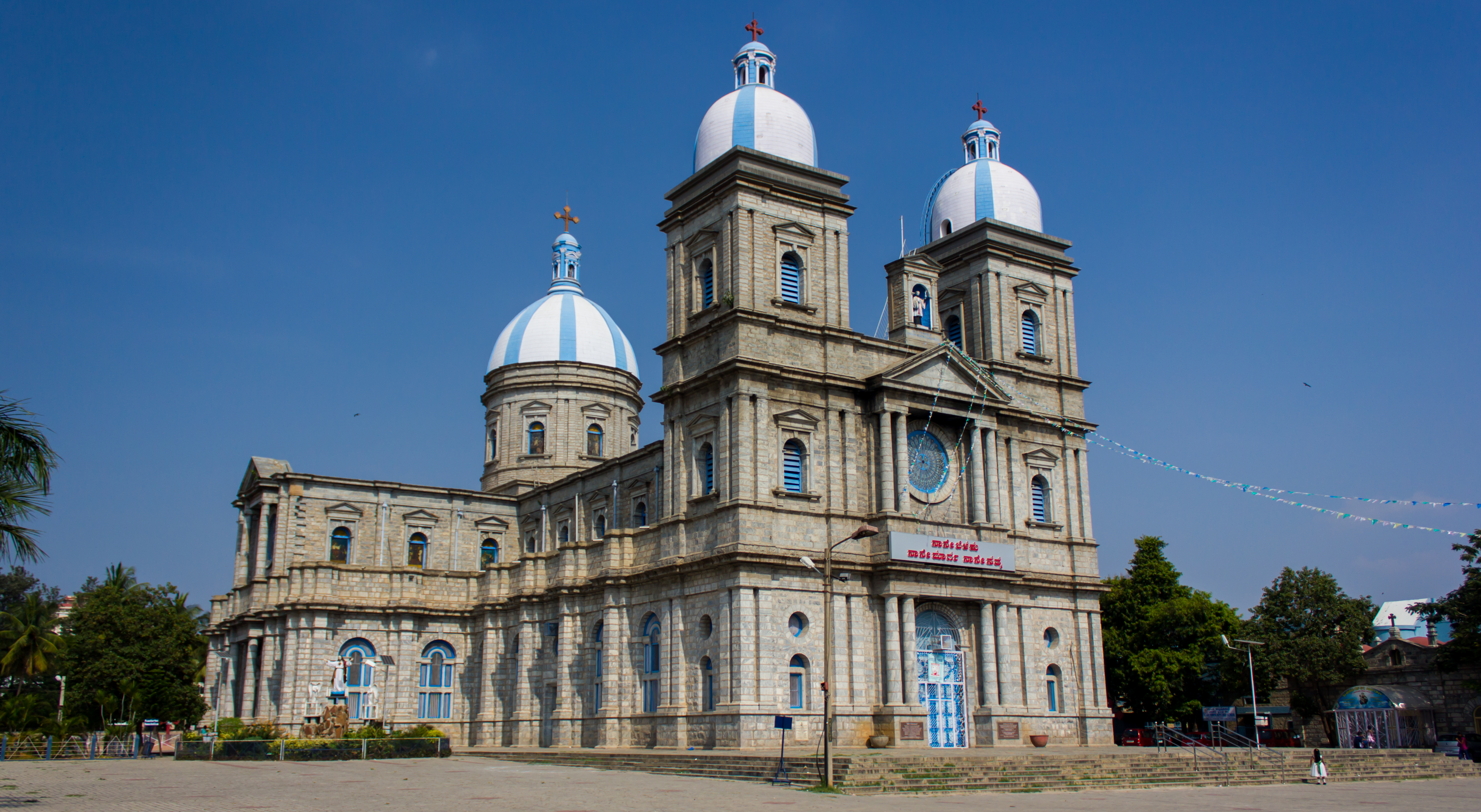
كاتدرائية القديس فرنسيس كسفاريوس في بنغالور
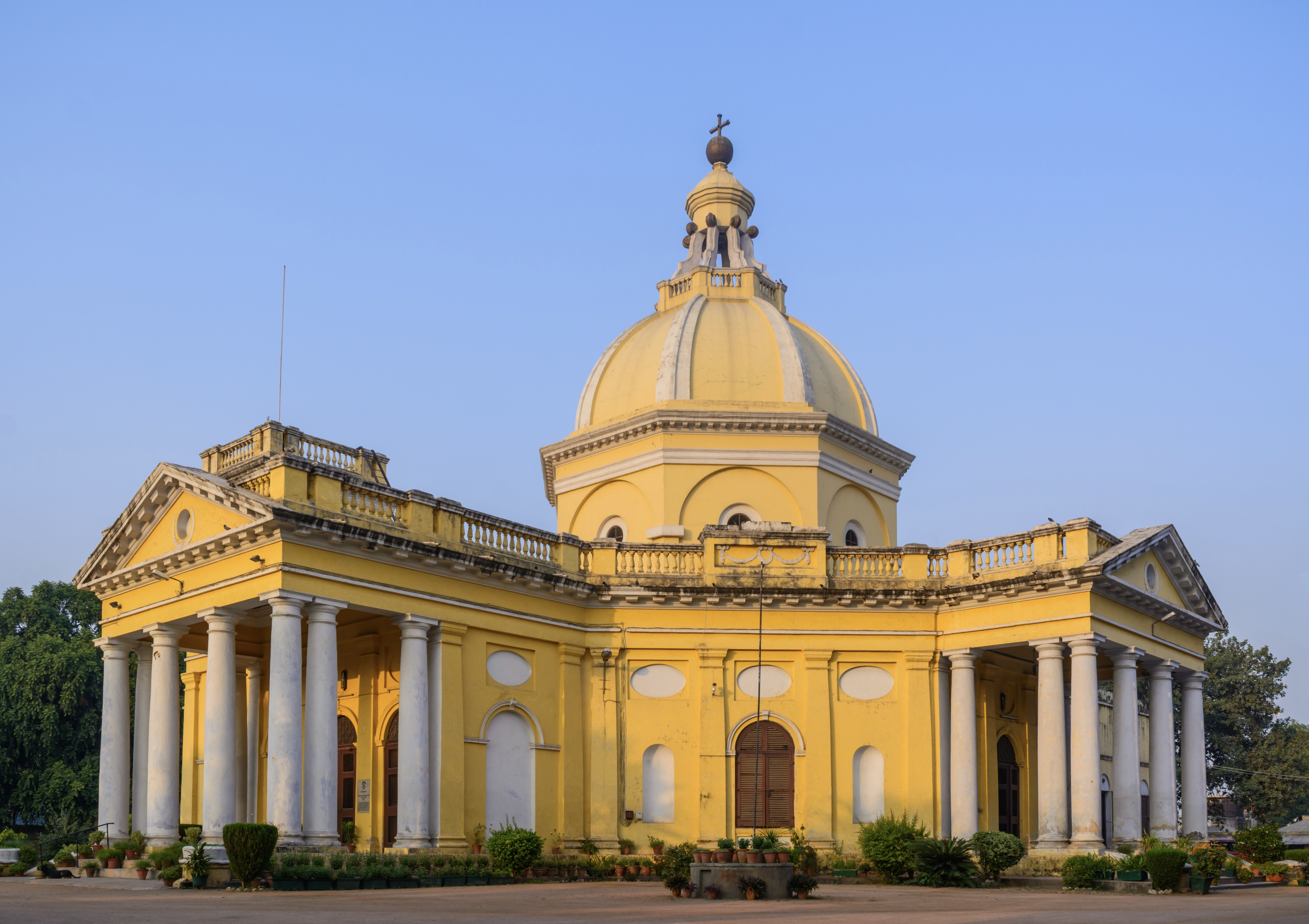
كنيسة القديس يعقوب في دلهي
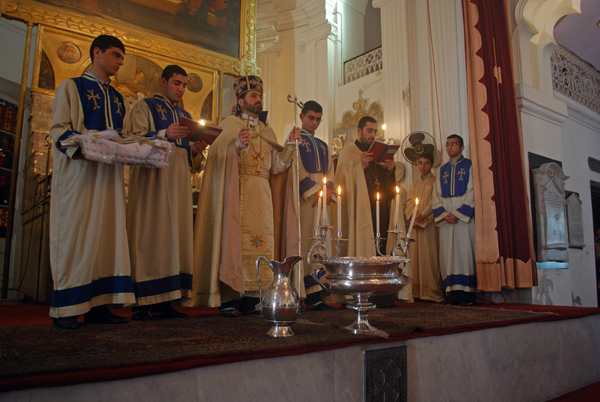
قداس في الكنيسة الأرمنية الرسولية في كلكتا
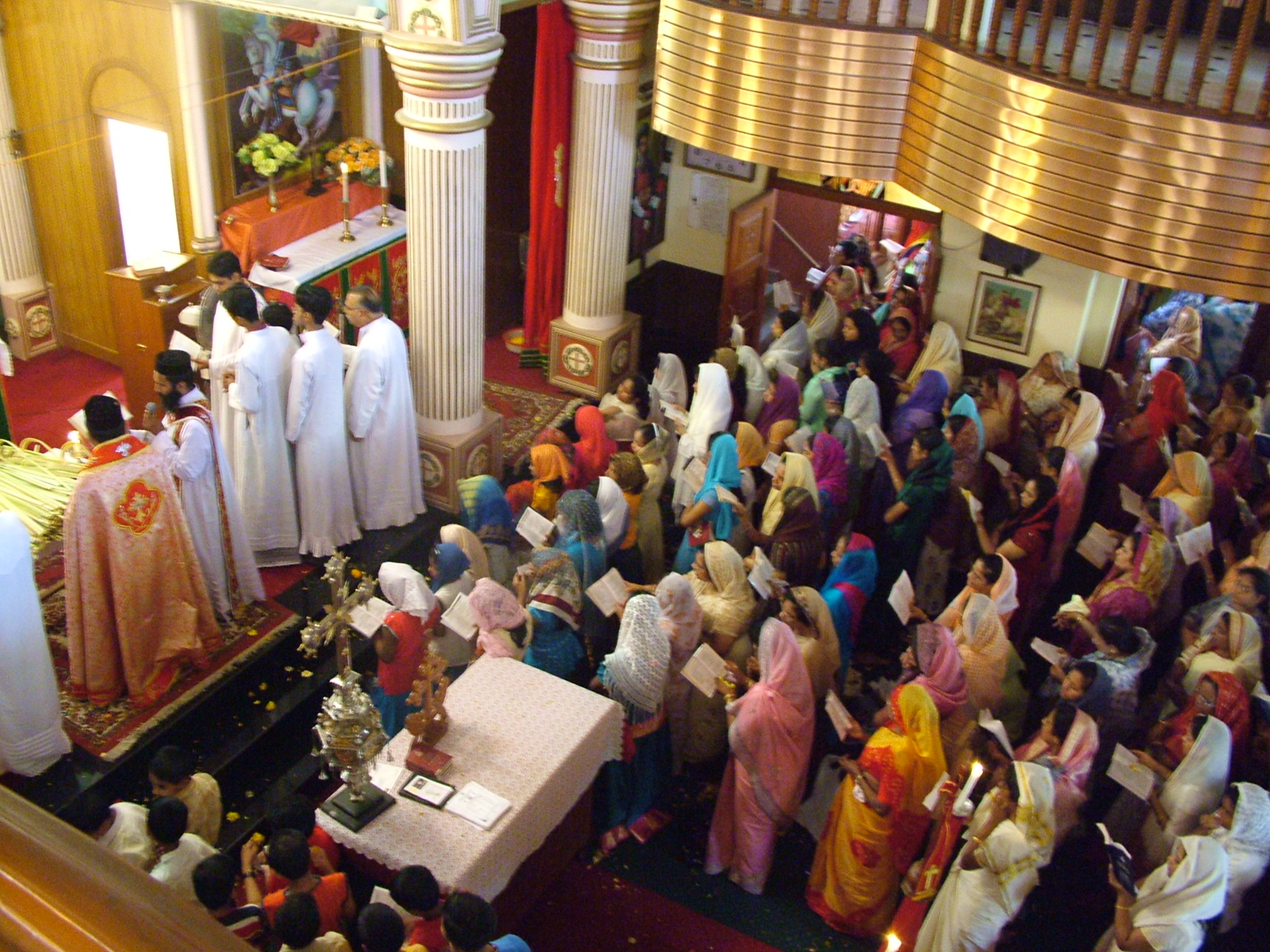
نساء يؤدون الصلوات حسب الطقوس السريانية الأرثوذكسية
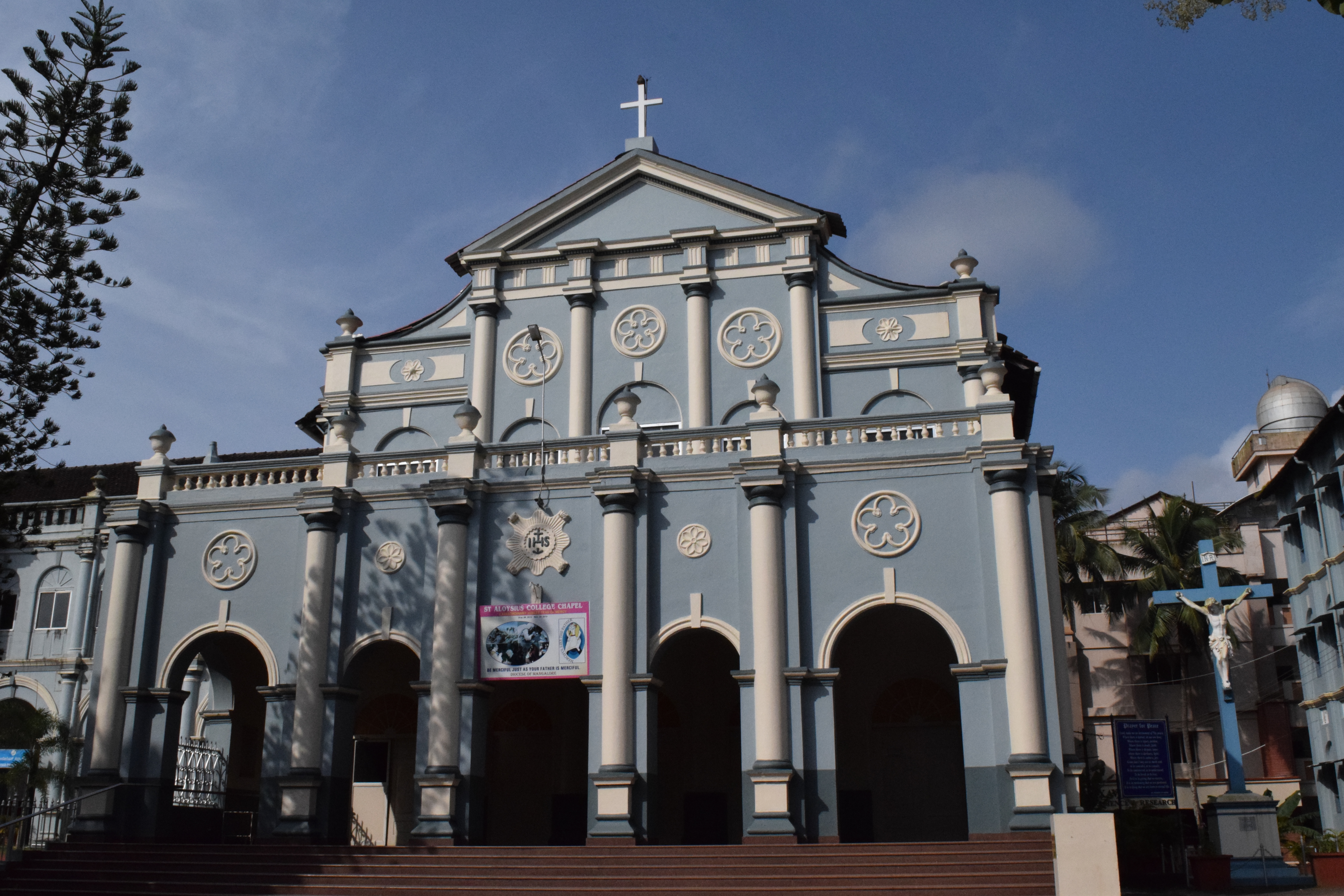
كنيسة سانت ألويسيوس في مانغلور
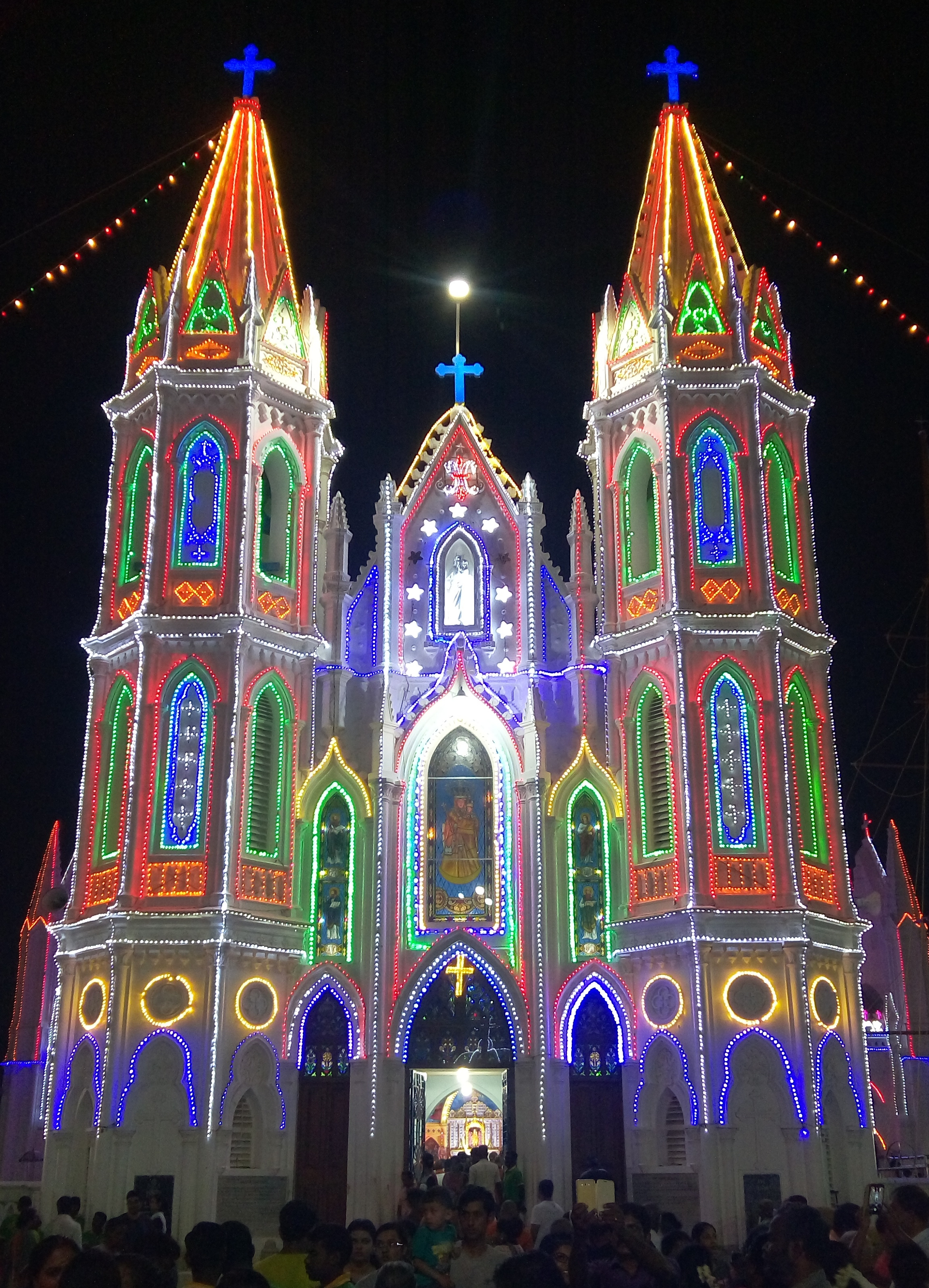
بازيليكا سيدة الصحة الجيدة في تاميل نادو
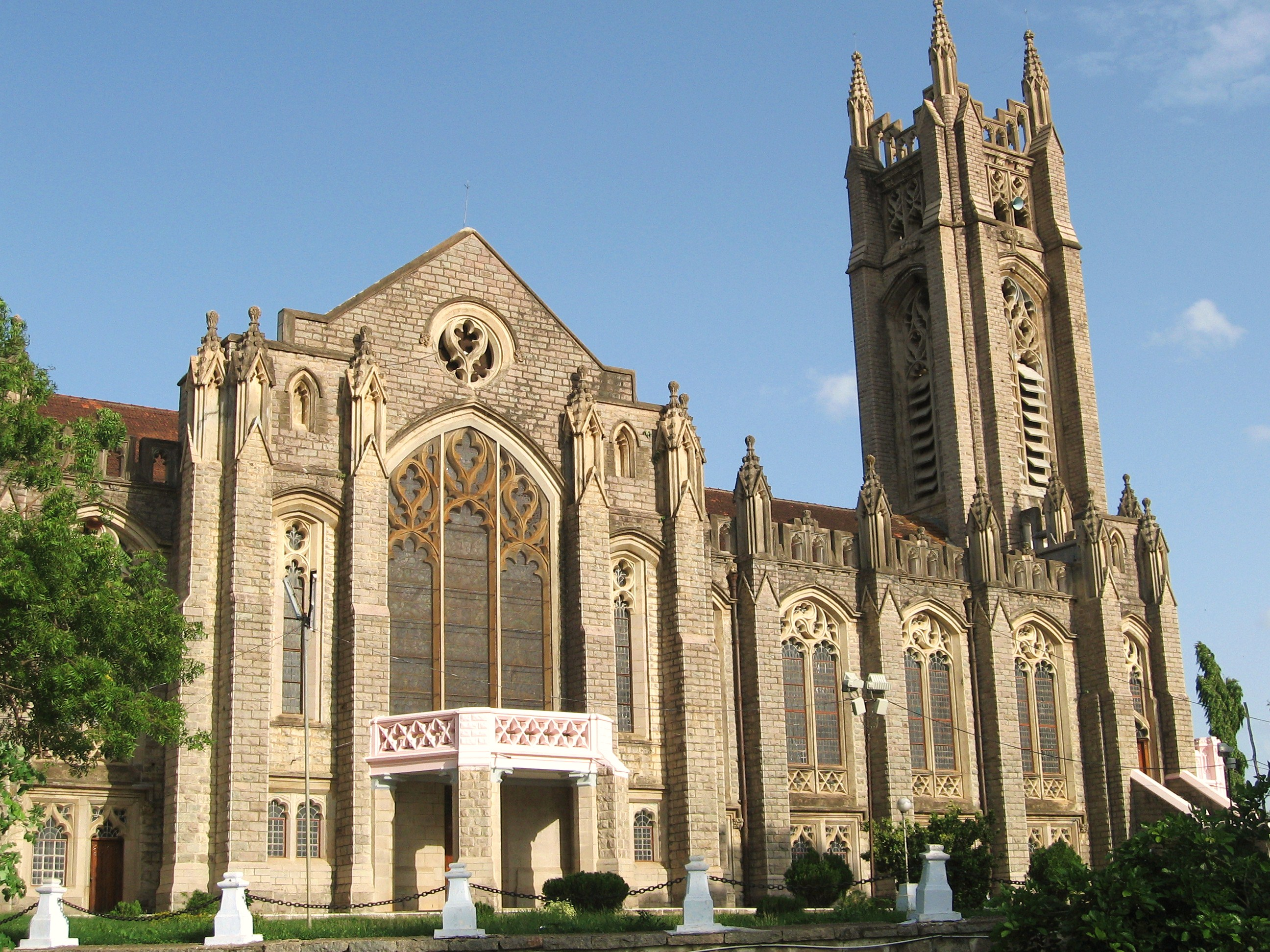
كاتدرائية ميداك البروتستانتية المسيحية التيلوغوية في تيلانغانا
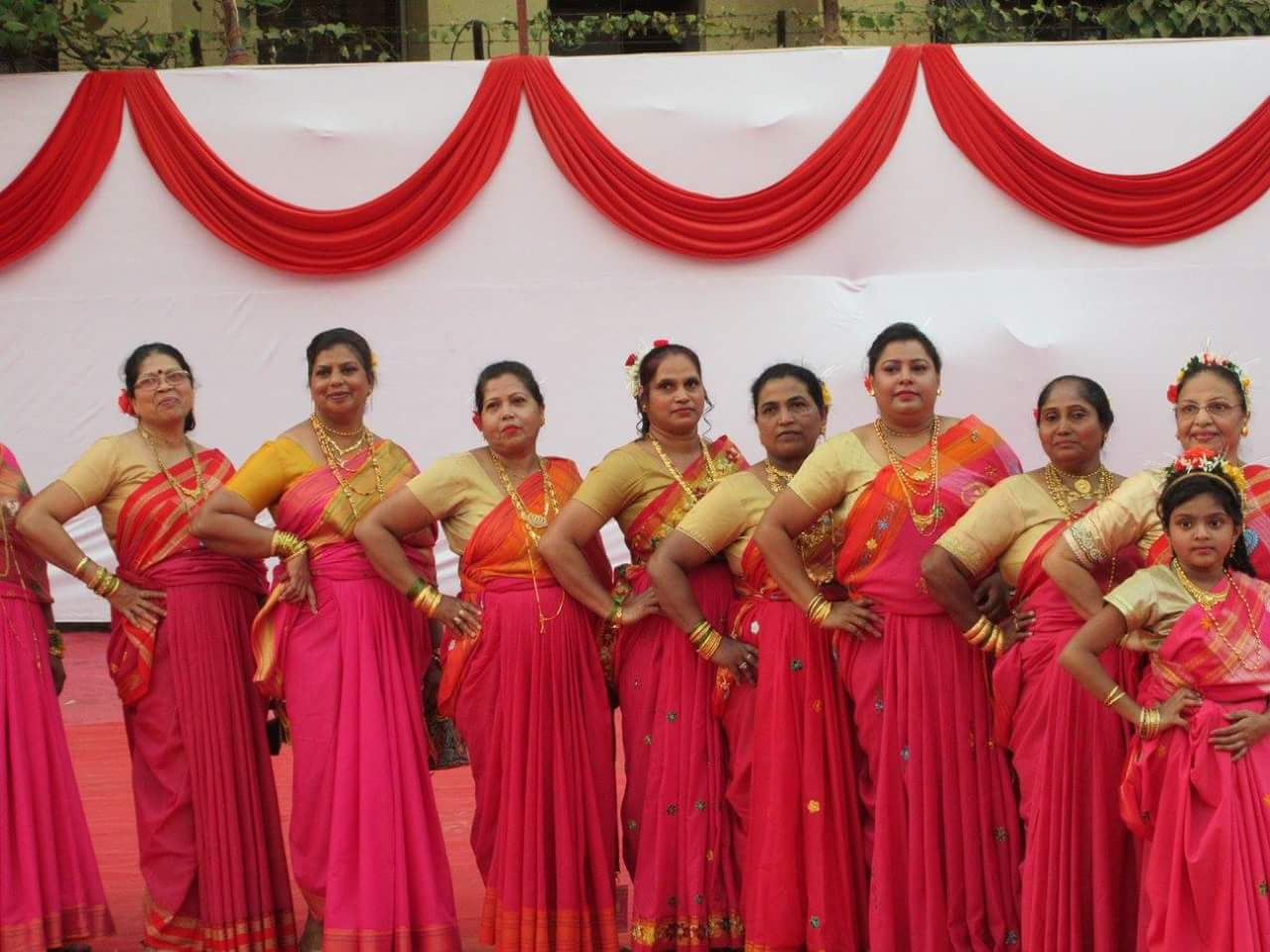
نساء من كاثوليك من هنود الشرق